# Straßenbahn Berlin
Die Berliner Straßenbahn ist eines der ältesten und größten Straßenbahnnetze der Welt. Betreiber sind die 1929 gegründeten Berliner Verkehrsbetriebe (BVG). Das normalspurige Netz hat eine Streckenlänge von 193,6 km und 814 Richtungshaltestellen. Die Fahrdrahtspannung der Oberleitung beträgt seit Anfang April 2023 750 V. 22 Linien bilden ein Streckennetz von einer Länge von ca. 200 km sowie ein Liniennetz von 314,2 km. Im Jahr 2022 beförderte die Berliner Straßenbahn 131,8 Millionen Fahrgäste.
In Berlin gab es seit 1865 eine Pferdebahn. Bis Ende des 19. Jahrhunderts wurde das Netz auf elektrischen Betrieb umgestellt. Mit der Teilung der Stadt wurde die BVG in einen westlichen und einen östlichen Betrieb gespalten, die 1992 wieder vereinigt wurden. Bis 1967 wurden alle Straßenbahnlinien in West-Berlin stillgelegt. Nach der deutschen Wiedervereinigung gab es einige Streckenneubauten, die zum Teil auch in den ehemaligen Westteil der Stadt führen, weitere sind zudem geplant. Gleichwohl verkehrt die Straßenbahn weiterhin vorwiegend im Ostteil der Stadt.

## Geschichte

### Pferdeomnibusse

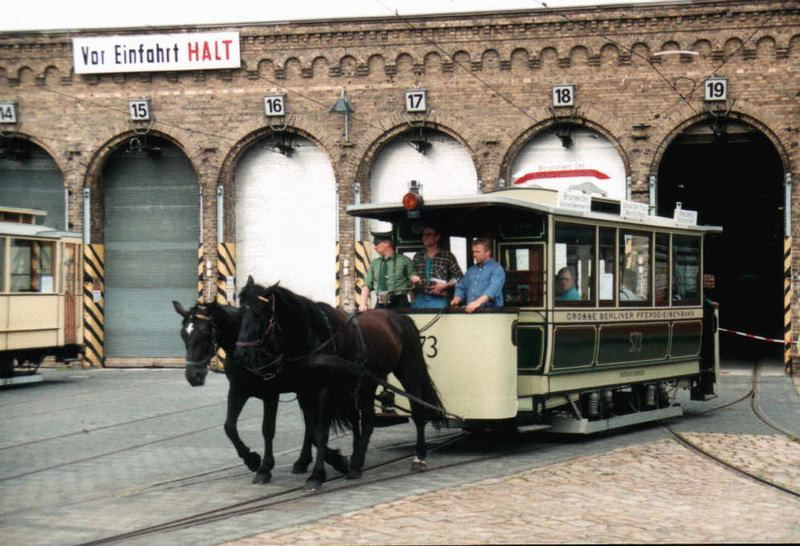
Pferdebahnwagen der Großen Berliner Pferde-Eisenbahn, Baujahr 1885

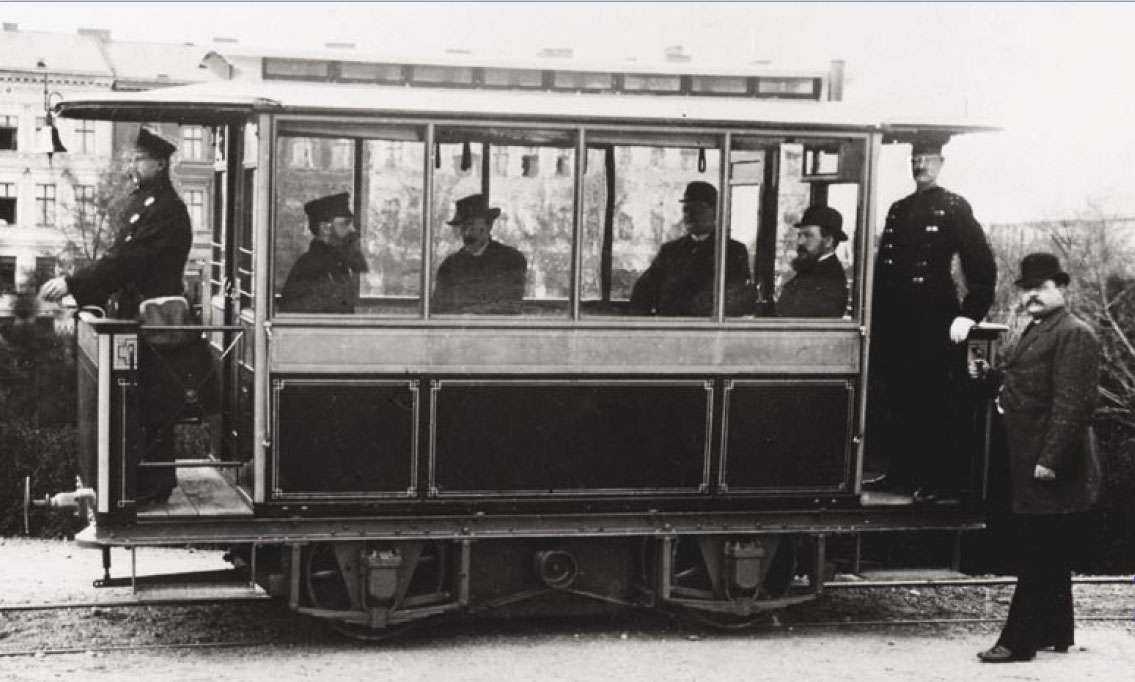
Erste elektrische Straßenbahn in Lichterfelde, 1881

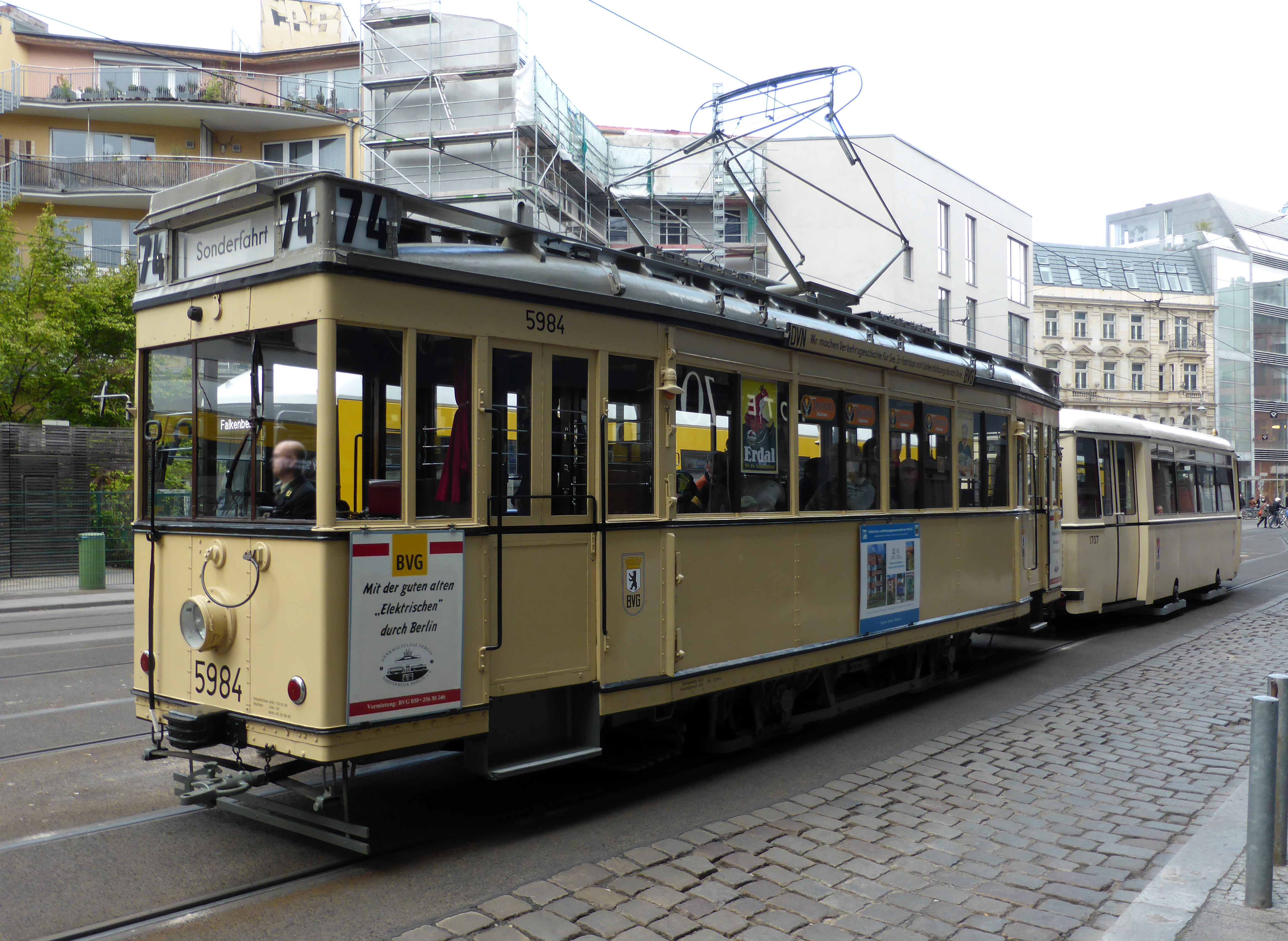
Triebwagen 5984 Typ T24/49

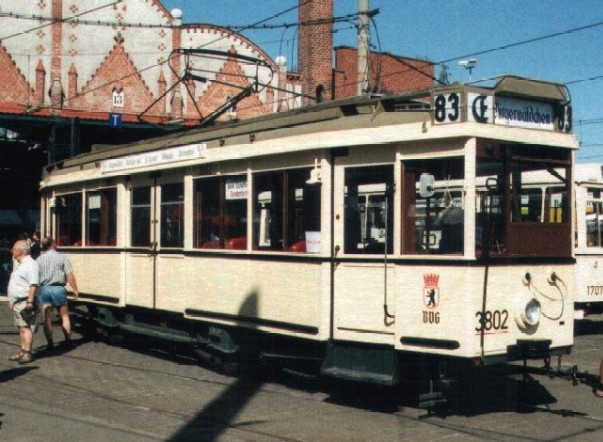
Triebwagen Typ TM 34 von 1927

Die erste Pferdeomnibus-Linie in Berlin wurde durch die Concessionierte Berliner Omnibus-Compagnie im Januar 1847 vom Alexanderplatz zur Tiergartenstraße in Betrieb genommen. Nach der Märzrevolution 1848 war das Unternehmen zahlungsunfähig. Anfang der 1860er Jahre stieg nach der Eingemeindung von Vororten, einem starken Bevölkerungszuwachs und Verdichtung der Bebauung sowie der Einführung der Gewerbefreiheit in Preußen langsam der Bedarf an Beförderungsmöglichkeiten. 1864 gab es 36 Fuhrbetriebe, die 39 Pferdebuslinien betrieben, deren konkurrierendes Angebot jedoch die Nachfrage überstieg.

### Pferdestraßenbahnen
Am 22. Juni 1865 nahm die Berliner Pferde-Eisenbahn-Gesellschaft E. Besckow in Berlin die erste deutsche Pferdestraßenbahnlinie in Betrieb. Sie führte vom Brandenburger Tor über die Charlottenburger Chaussee (jetzt: Straße des 17. Juni) nach Charlottenburg. Sie wurde am 28. August über die Dorotheenstraße zum Kupfergraben an der heutigen Museumsinsel verlängert. Die Fahrt mit Wagen auf den Schienen war für die Fahrgäste wesentlich ruhiger und angenehmer als bei den Omnibussen auf dem holperigen Straßenpflaster, die Zugpferde hatten aufgrund der geringeren Reibung weniger Kraft zum Ziehen aufzuwenden, sodass sie länger durchhalten konnten.

### Elektrifizierung
Am 16. Mai 1881 führte Werner Siemens in der damaligen Gemeinde Groß-Lichterfelde die erste elektrische Straßenbahn der Welt vor.
Die Elektrifizierung der Pferdebahnstrecken begann Ende des 19. Jahrhunderts. Die erste regelmäßig betriebene Linie im Stadtgebiet wurde von Siemens & Halske in Betrieb genommen. Sie verkehrte ab dem 10. September 1895 zwischen der Prinzenallee Ecke Badstraße in Gesundbrunnen und der Breiten Straße in Pankow. Die Umstellung bisheriger Pferdebahnlinien auf elektrischen Betrieb war 1902 fast abgeschlossen. Man sprach nun davon, mit der „Elektrischen“ zu fahren.
Ein erfolgloses Projekt stellte hingegen der 1898 vorgestellte Elektrische Straßenbahn-Omnibus von Siemens & Halske dar. Hierbei handelte es sich um eine Mischung zwischen elektrischem Straßenbahntriebwagen und Batteriebus, das Zweiwegefahrzeug konnte sich im Perambulatorbetrieb abseits der Schienen bewegen.
Die Straßenbahn in Berlin wurde von einer Vielzahl von Unternehmen betrieben. Neben privaten Unternehmen, die durch Übernahmen, Fusionen und Konkurse häufig wechselten, besaßen Berlin sowie einige damals noch selbstständige heutige Stadtteile zumindest zeitweise eigene kommunale Straßenbahnbetriebe.
Der wichtigste private Betreiber war die Große Berliner Pferde-Eisenbahn, die sich nach Beginn der Elektrifizierung Große Berliner Straßenbahn (GBS) nannte und nach und nach fast alle anderen Unternehmen aufkaufte. Am 13. Dezember 1920 fusionierte die GBS mit den Unternehmen BESTAG und SSB zur Berliner Straßenbahn.
Infolge der Inflation wurden zum Betriebsschluss am 8. September 1923 alle Berliner Straßenbahnlinien eingestellt. Am folgenden Sonntag, dem 9. September 1923, fuhren in Berlin, mit Ausnahme der Flachbahn und Schmöckwitz–Grünauer Uferbahn, keine Straßenbahnwagen. Am 10. September 1923 wurde der Verkehr auf einem Rumpfnetz mit 32 Linien wieder aufgenommen und in den folgenden Jahren ausgebaut.

### Berliner Verkehrsgesellschaft (BVG)
Am 1. Januar 1929 wurde die Berliner Straßenbahn in die neu gegründete städtische Berliner Verkehrs-AG (BVG) überführt. Die BVG übernahm zugleich die Hoch- und Untergrundbahnen sowie die überwiegend von der Allgemeinen Berliner Omnibus-Actien-Gesellschaft (ABOAG) betriebenen Buslinien.
Am Gründungstag der BVG betrieb diese 89 Straßenbahnlinien und ein Netz mit 634 km Streckenlänge, besaß 4000 Straßenbahnfahrzeuge und beschäftigte 14.400 Personen allein bei der Straßenbahn. Die Straßenbahn leistete pro Jahr 170 Millionen Wagenkilometer. Im Jahr 1929 beförderte die Straßenbahn 929 Millionen Fahrgäste; Ende desselben Jahres gab es 93 Straßenbahnlinien.
Durch alliierte Luftangriffe im Zweiten Weltkrieg, Personal- und Strommangel gingen die Fahrleistungen der Straßenbahn ab März 1943 immer weiter zurück, bis der Betrieb am 23. April 1945 völlig zusammenbrach. Trotz immenser Zerstörungen fuhren am 20. Mai 1945 wieder Straßenbahnzüge in den Berliner Außenbezirken. Bis Ende 1945 konnten 328 km Straßenbahnstrecke wieder befahren werden.

### Geteilte Stadt

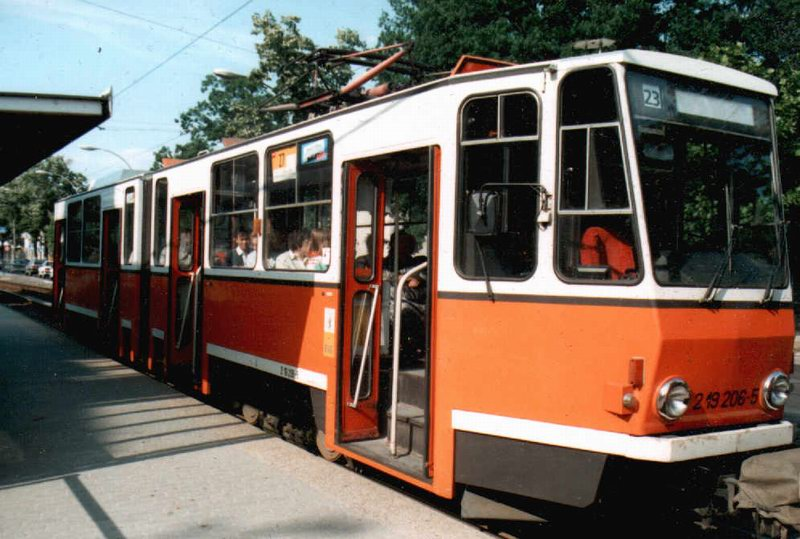
Kurzgelenktriebwagen KT4D der BVB, Baujahr 1980

Die BVG wurde infolge der Teilung Berlins am 1. August 1949 ebenfalls geteilt. Es entstanden zwei verschiedene Unternehmen, die BVG-West in den drei Westsektoren (36 Straßenbahnlinien) und die BVG-Ost (13 Linien) im sowjetischen Sektor, ab 1969 VEB Kombinat Berliner Verkehrsbetriebe (BVB). Die Linien 3, 23, 73, 74 und 95 wurden zunächst gemeinsam betrieben. Nach der Währungsreform 1948 wechselten die Schaffner an der Sektorengrenze. Am 14. Oktober 1950 wurde der Verkehr auf den Straßenbahnlinien 47 und 96 von West-Berlin nach Schönefeld bzw. Kleinmachnow eingestellt. Den in der Sowjetischen Besatzungszone gelegenen Abschnitt der Linie 96 zwischen Teltow und der Machnower Schleuse betrieb die BVG-Ost bis 1961 fort.
Nachdem die SED im Jahr 1952 bereits einschneidende Maßnahmen zur Abtrennung der Westsektoren Berlins vom Umland und zum Ostsektor hatte vornehmen lassen, sorgte sie im Januar 1953 für die schon länger angedachte Unterbrechung der Straßenbahnverbindungen. Aufgrund einer verbindlichen Absprache mit der West-BVG setzte die Ost-BVG auf den in den West-Sektoren endenden Linien 23, 24, 35, 74 und 95 ausschließlich männliches Personal ein, weil dort die arbeitsrechtlich vorgeschriebenen Toiletten, Umkleide- und Ruheräume für Frauen nicht vorhanden waren. Als am 15. Januar 1953 die Ost-BVG in provokatorischer Absicht auf diesen Linien Straßenbahnfahrerinnen einsetzte, wurden die Züge, zuerst am Potsdamer Platz, an der Einfahrt in den West-Sektor gehindert. Im Laufe des Tages kam es zur Unterbrechung aller sektorengrenzenüberschreitenden Straßenbahnlinien. Die Fahrgäste mussten zu Fuß die Sektorengrenze überqueren, um ihre Fahrt in einem Zug der jeweils anderen Verwaltung mit derselben Liniennummer fortzusetzen. Die Züge der S- und U-Bahn verkehrten hingegen noch bis zum 13. August 1961 durchgehend über die Sektorengrenzen hinweg.

#### West-Berlin

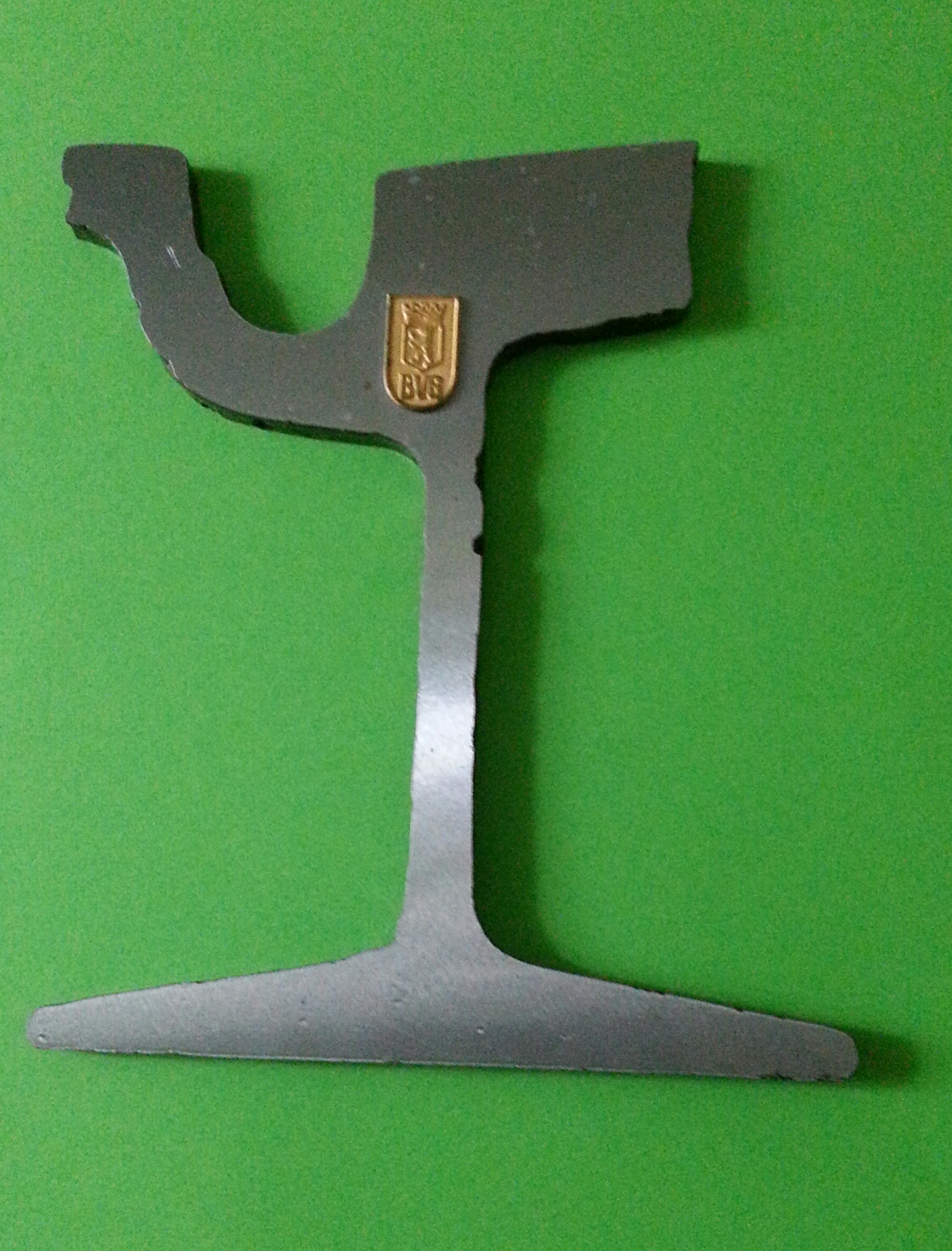
Rillenschiene der Berliner Verkehrsbetriebe in West-Berlin

Ab 1954 gab es in West-Berlin eine Änderung der Verkehrspolitik, die auf einen Ersatz des Straßenbahnverkehrs durch Erweiterung der U-Bahn- und Omnibusstrecken zielte. Die Straßenbahn wurde als veraltet und überflüssig betrachtet. Ab 1954 wurden die Straßenbahnlinien nach und nach durch Omnibusse und in Einzelfällen durch die in den Folgejahrzehnten großzügig ausgebaute U-Bahn ersetzt. Ende 1962 gab es im Westteil der Stadt nur noch 18 Straßenbahnlinien.
Am 2. Oktober 1967 wurde in West-Berlin die letzte Straßenbahnlinie 55, die vom Bahnhof Zoo über Ernst-Reuter-Platz – Rathaus Charlottenburg – S-Bahnhof Jungfernheide – Siemensdamm – Nonnendammallee – Falkenseer Platz – Neuendorfer Allee bis nach Hakenfelde führte, stillgelegt. Erst 1984 wurde dieser Streckenabschnitt mit der Erweiterung der U-Bahn-Linie U7 wieder schienengebunden bedient. Bereits ab 1978 (bis 1991) pendelte ein Straßenbahnwagen vom Typ TM 33 als Nostalgiefahrzeug auf dem damals stillgelegten Hochbahnabschnitt zwischen den U-Bahnhöfen Nollendorfplatz und Bülowstraße.
Viele Metrobus-Linien folgen dem Verlauf früherer Straßenbahnlinien.

#### Ost-Berlin

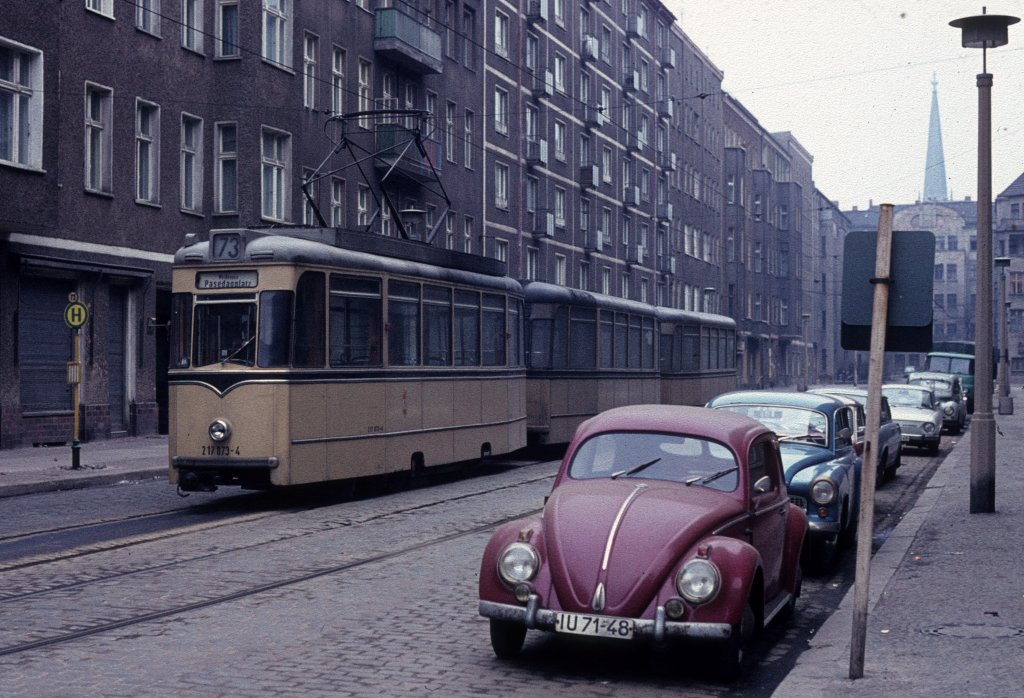
Rekozug in der Wöhlertstraße (Endschleife Stadion der Weltjugend), 1974

Fahrschein, 1985

In Ost-Berlin entstanden mit der sich mehr und mehr vertiefenden Spaltung der Stadt große Probleme mit der Erhaltung der Straßenbahnwagen. Die Hauptwerkstatt Straßenbahn befand sich in der West-Berliner Uferstraße. Ab 1954 übernahm das Raw Schöneweide die Wartungs- und Reparaturaufgaben. Damit war das Reichsbahnausbesserungswerk sowohl für die S-Bahn als auch für U-Bahn und Straßenbahn zuständig.
Für die Verkehrspolitik Ost-Berlins war Moskau mit seinen breiten, straßenbahnfreien Magistralen Vorbild. Folglich wurden im Rahmen der autoorientierten Verkehrsplanung der 1950er und 1960er Jahre zahlreiche Straßenbahnstrecken stillgelegt. 1967 wurden mit Fertigstellung der Neubebauung am Alexanderplatz die Linien über den Platz stillgelegt. Es verkehrten allerdings weiterhin mehrere Straßenbahnlinien bis in die Nähe des Bahnhofs Friedrichstraße. Ende der 1980er Jahre gab es zwölf Linien in Berlin-Mitte, die die Endpunkte Am Kupfergraben, Stadion der Weltjugend (seit 1991 wieder U-Bahnhof Schwartzkopffstraße) und Hackescher Markt (je vier Linien) hatten. Die direkte Bedienung des Bahnhofs Friedrichstraße wurde durch Nutzung der parallel zur Friedrichstraße verlaufenden Planckstraße vermieden.
An eine Aufgabe des Straßenbahnnetzes war nicht gedacht. Ab Ende der 1970er Jahre wurden neue Straßenbahnstrecken gebaut, um die neuen Großsiedlungen wie Marzahn, später Hohenschönhausen und zuletzt Hellersdorf zu erschließen.

### Seit der Wiedervereinigung

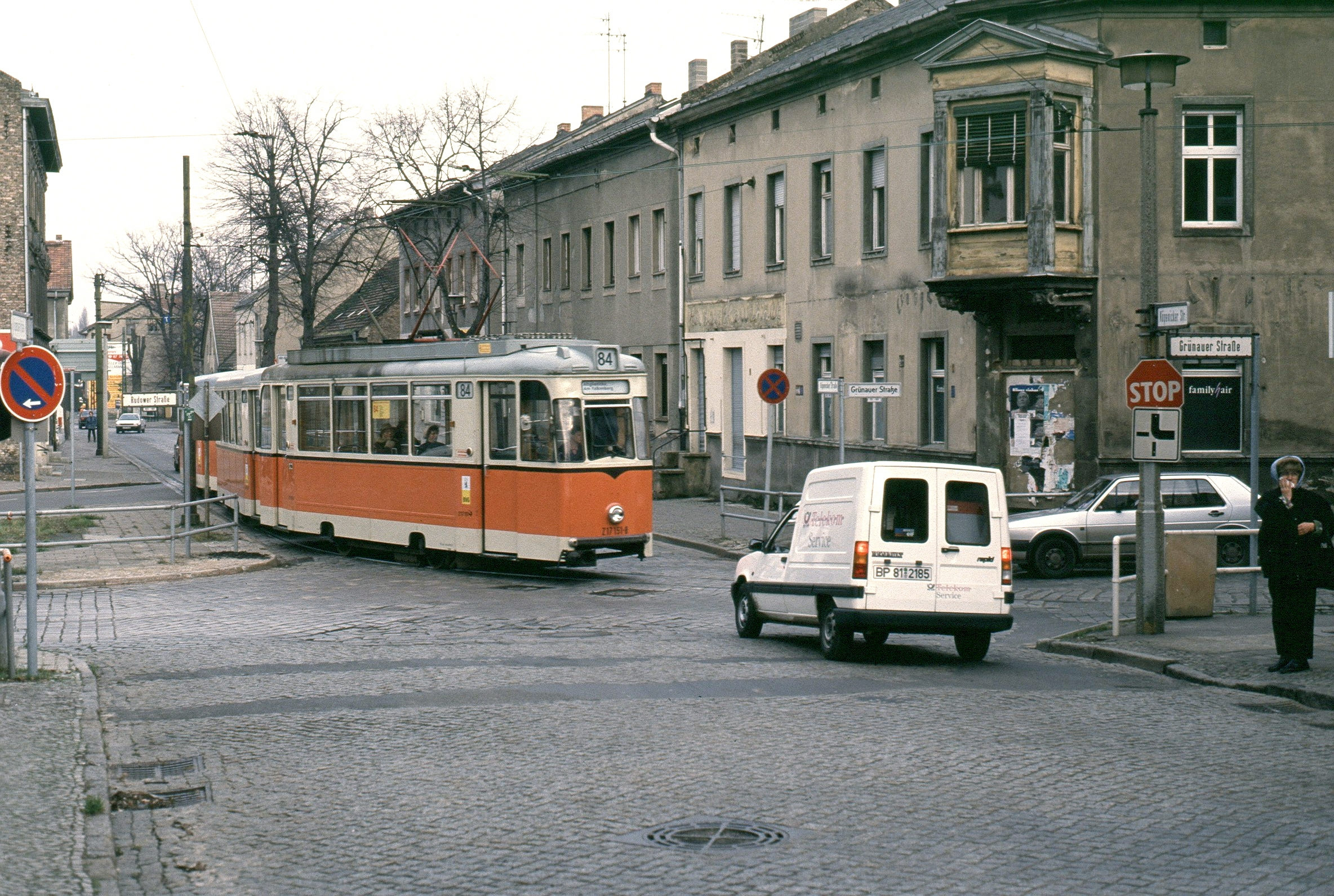
Straßenbahn auf der Köpenicker Straße in Altglienicke, 1992

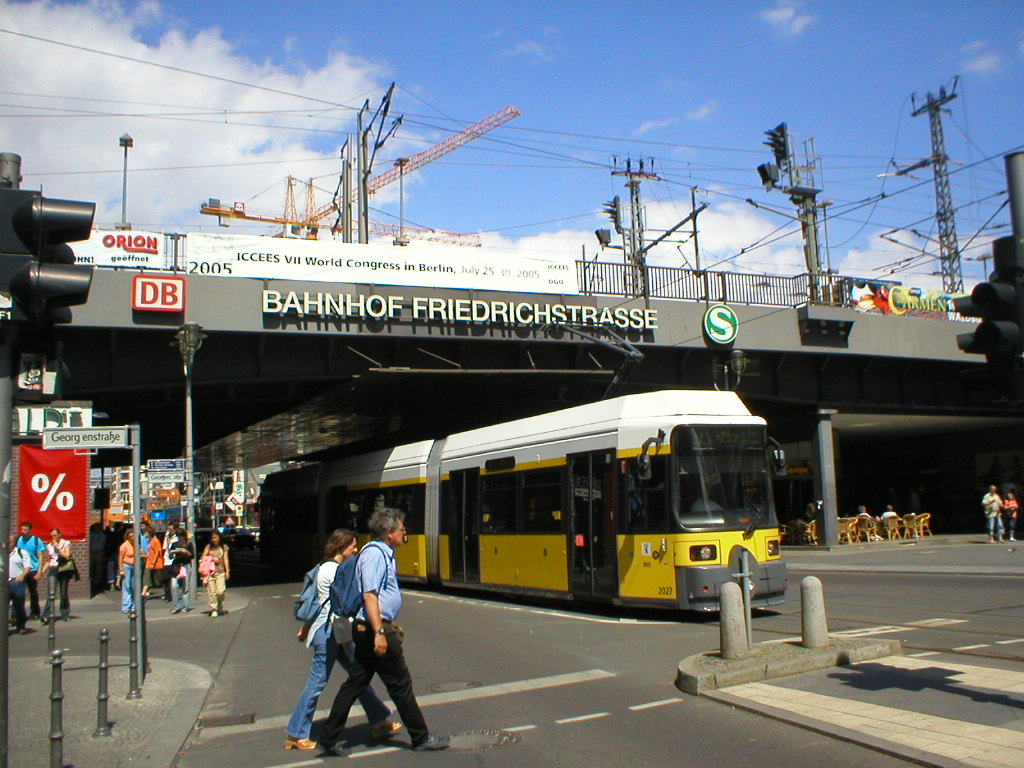
Seit 1997 fahren Straßenbahnzüge direkt zum Bahnhof Friedrichstraße

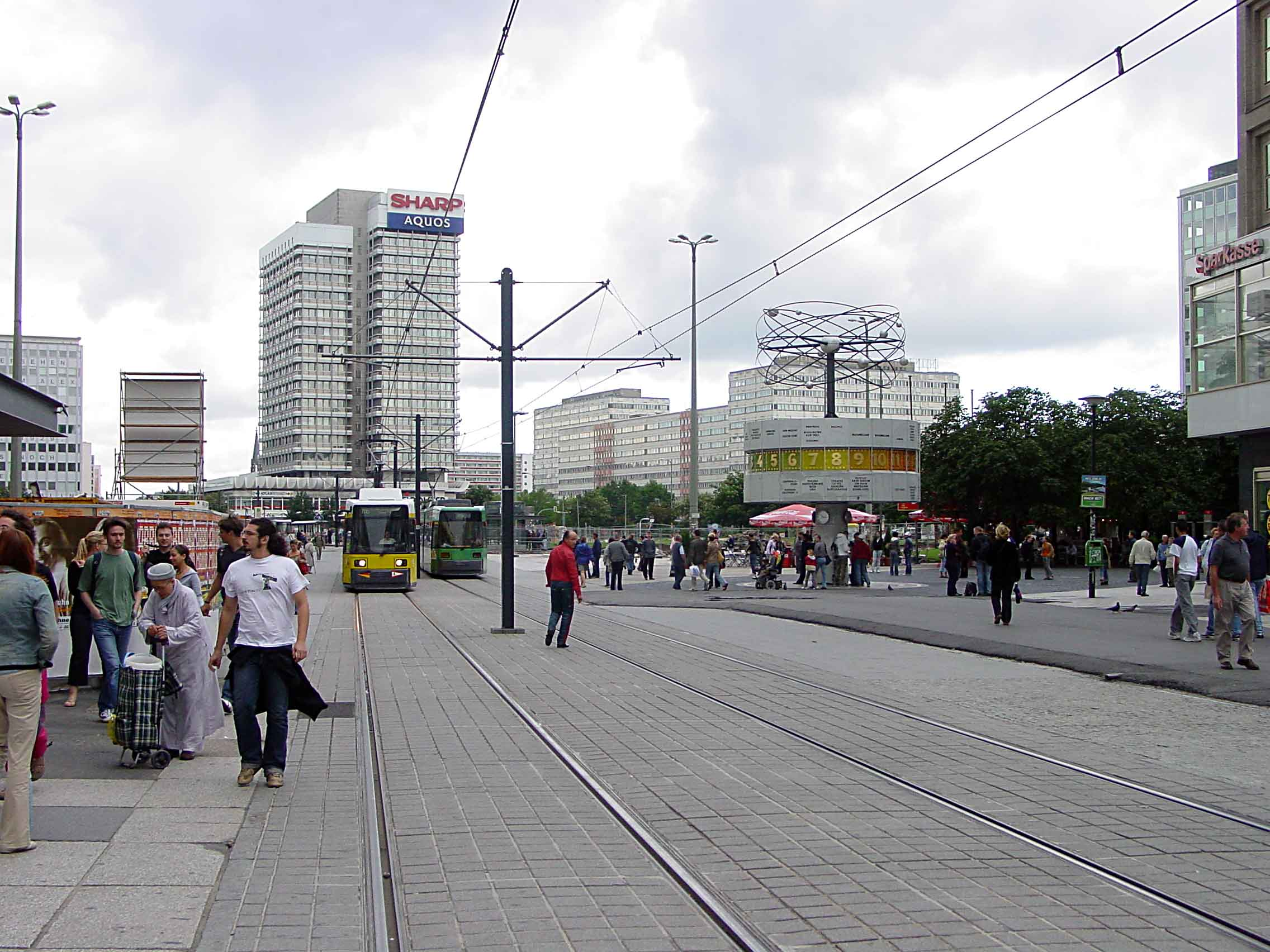
Straßenbahn auf dem Alexanderplatz, im Hintergrund die Urania-Weltzeituhr und das Haus des Reisens

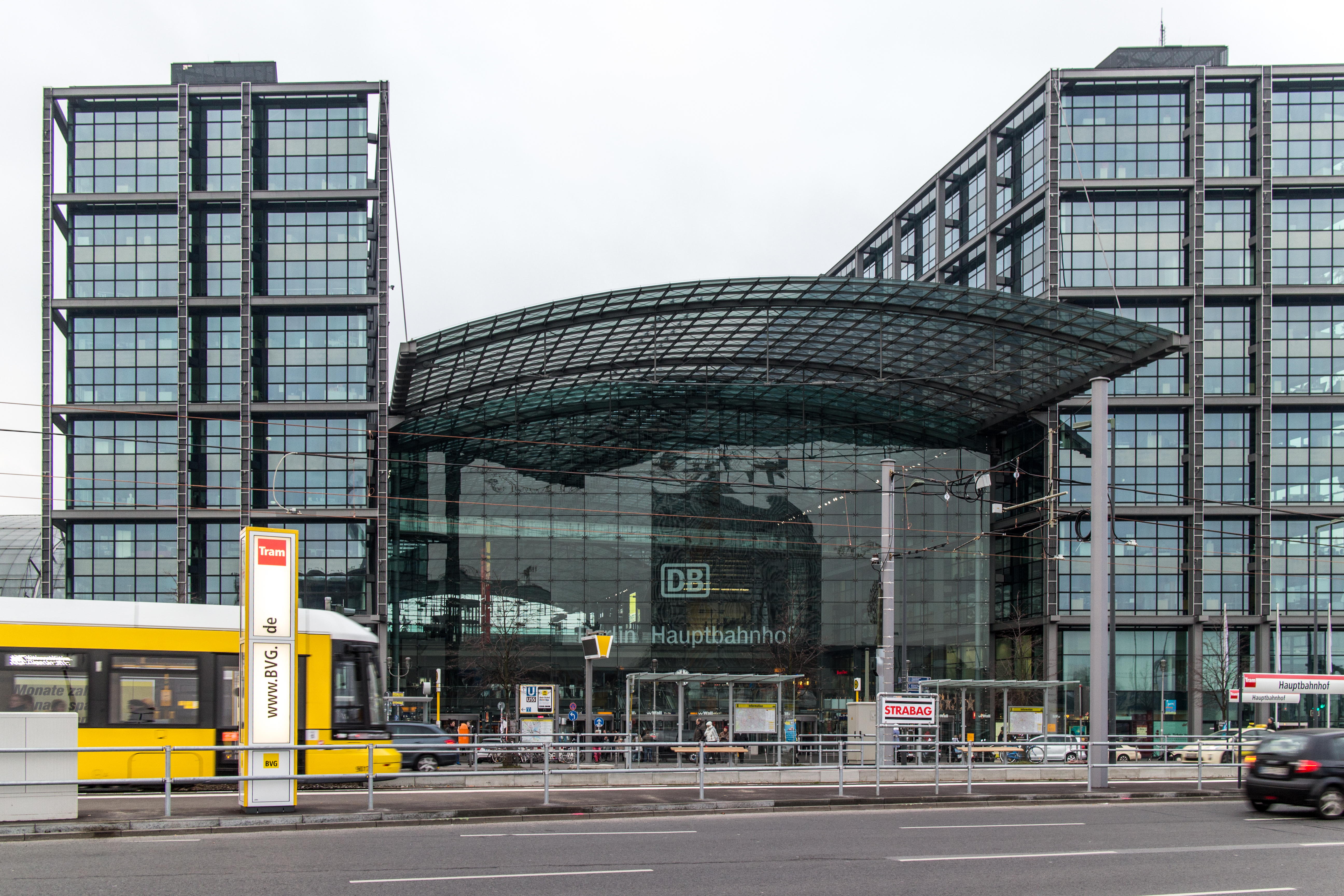
Wagen der Linie M5 am 14. Dezember 2014, dem Eröffnungstag des regulären Straßenbahnbetriebs, am Hauptbahnhof

Nach der deutschen Wiedervereinigung wurden im Jahr 1992 BVG (West) und BVB (Ost) wieder zur BVG vereinigt, das Unternehmen nennt sich nun Berliner Verkehrsbetriebe. Neben Bus- und U-Bahn-Linien betrieb die neue BVG die fast nur in den östlichen Bezirken verkehrende Straßenbahn.
Zum Jahreswechsel 1992/93 wurde der Betrieb auf der Strecke Adlershof–Altglienicke eingestellt und diese danach weitgehend abgebaut.
Es gab Überlegungen, die nach Pankow verkehrenden Straßenbahnlinien stillzulegen, da einerseits die Straßenbahnzüge in der Schönhauser Allee parallel zur U-Bahn-Linie U2 fahren und andererseits der Streckenast nach Rosenthal nicht ausgelastet sei. Dies war allerdings nicht durchzusetzen, und so präsentierte bald darauf der Senator für Verkehr Herwig Haase Pläne für die Reaktivierung der Straßenbahn in den westlichen Bezirken.
Die erste Strecke wurde 1995 über die Bornholmer Straße in zwei Etappen Richtung Westen eröffnet. Das Rudolf-Virchow-Klinikum sowie die U-Bahnhöfe Seestraße in Wedding und Osloer Straße, in Gesundbrunnen gelegen, sind seitdem wieder an das Straßenbahnnetz angeschlossen.
Seit dem 20. Dezember 1997 halten die Straßenbahnzüge direkt am Bahnhof Friedrichstraße. Zuvor war ein längerer Fußweg zurückzulegen, um zu dem in der gleichen Zeit sanierten Bahnhof zu gelangen. Die Lage der Wendeschleife Am Kupfergraben in der Nähe der Humboldt-Universität und der Museumsinsel blieb unverändert.
Im Jahr darauf folgte die Wiedereröffnung der Straßenbahn am Alexanderplatz. Diese fährt nun direkt von der Kreuzung Mollstraße/ Otto-Braun-Straße kommend über den Platz und hält sowohl am U-Bahnhof der U2 als auch am Bahnhofsgebäude der Regional- und S-Bahn, wo ein direkter Übergang zur U5 und zur U8 besteht. Die von Kritikern befürchtete Zunahme von Personenunfällen der Straßenbahn in der Fußgängerzone ist nicht eingetreten.
Die Straßenbahngleise wurden im Jahr 2000 von der bisherigen Endhaltestelle an der Revaler Straße über den S-Bahnhof Warschauer Straße direkt bis an den gleichnamigen U-Bahnhof verlängert. Da hier kein Platz für eine Wendeschleife bestand, wurde ein stumpf endendes Kehrgleis eingerichtet. Dafür wurden Zweirichtungsfahrzeuge beschafft. Die Gleise, die 1995 auf der Oberbaumbrücke verlegt worden sind, bleiben dagegen weiter ungenutzt, da eine Verlängerung der Straßenbahn bis zum Hermannplatz erst langfristig geplant ist.
Seit demselben Jahr führt die Straßenbahn in Pankow über die bisherige Endstation Französisch Buchholz, Kirche hinaus bis zur Guyotstraße, womit die dortigen Neubaugebiete an das Netz angeschlossen wurden.
Die zweite Strecke wurde 2006 im Westteil der Stadt eröffnet, die Linie M10 führte danach (bis zu ihrer Verlängerung zum Hauptbahnhof im August 2015) von ihrer bisherigen Endhaltestelle Eberswalder Straße durch die Bernauer Straße entlang des Mauerstreifens weiter zum Nordbahnhof in Mitte.
Am 30. Mai 2007 wurde eine Neubaustrecke vom Prenzlauer Tor über die Karl-Liebknecht-Straße zum Alexanderplatz in Betrieb genommen, wo die Linie M2 direkt am S- und Regionalbahnhof endet, statt wie bisher über den Rosa-Luxemburg-Platz zum Hackeschen Markt zu verkehren. Die bisherige Strecke in der Alten und Neuen Schönhauser Straße wird nicht mehr im Linienverkehr betrieben, sie ist allerdings als Betriebsstrecke erhalten.
Am 4. September 2011 wurde die anderthalb Kilometer lange Neubaustrecke Straßenbahn Adlershof–Schöneweide vom S-Bahnhof Adlershof durch den Wissenschafts- und Wirtschaftsstandort Adlershof zum vorläufigen Endpunkt Karl-Ziegler-Straße am Campus Adlershof der Humboldt-Universität in Betrieb genommen. Die Strecke mit drei neuerrichteten Haltestellen kostete 13 Millionen Euro und wurde zunächst von den Linien 60 und 61 im überlagernden Zehnminutentakt bedient. Seit dem 13. Dezember 2015 verkehrt die Linie 63 anstelle der Linie 60 zur Karl-Ziegler-Straße. Ursprünglich sollte die Verbindung bereits 1999 fertiggestellt sein. Das Planfeststellungsverfahren war allerdings erst 2002 abgeschlossen. Kurz bevor der Planfeststellungsbeschluss nach fünf Jahren ungültig geworden wäre, wurde dem Projekt am 9. August 2007 zugestimmt und kurz darauf erste Masten für die Oberleitung aufgestellt. Es werden 9000 Fahrgäste pro Werktag erwartet.

### Netzausbau zum Hauptbahnhof und zur Turmstraße
Zum Fahrplanwechsel am 14. Dezember 2014 wurde eine neue Straßenbahnstrecke vom U-Bahnhof Naturkundemuseum durch die Invalidenstraße zum Berliner Hauptbahnhof mit der Endhaltestelle Lüneburger Straße in der Straße Alt-Moabit eröffnet. Die zweigleisige Strecke ist bis zum Hauptbahnhof 2,3 km lang, neue Haltestellen wurden an der Chausseestraße, am Invalidenpark und am Hauptbahnhof realisiert. Daran schließt sich eine 1,1 km lange eingleisige Blockumfahrung mit drei weiteren Haltestellen am Lesser-Ury-Weg, an der Lüneburger Straße und in der Clara-Jaschke-Straße sowie eine Aufstellanlage an.
Der geplante Eröffnungstermin war bereits mehrfach verschoben worden. Ursprünglich war eine Inbetriebnahme 2002 geplant. Diese Planung wurde jedoch vom Verwaltungsgericht bemängelt und daher 2004 abgebrochen und überarbeitet. Allerdings waren die ersten 80 m Gleis bereits beim Bau des Hauptbahnhofs und des Tiergartentunnels miterrichtet worden. Ein neues Planfeststellungsverfahren wurde am 15. Januar 2010 abgeschlossen. Im April 2011 wurde mit den vorbereitenden Bauarbeiten begonnen. Das Bundesverkehrsministerium hatte auf etwa 50 m Länge einen zwei Meter breiten Streifen des Gartens an das Land Berlin abgetreten, um genug Platz für alle Verkehrsteilnehmer zu schaffen.
Im Zuge der Arbeiten an der Neubaustrecke wurde der Streckenast durch die Chausseestraße in die Schwartzkopffstraße und Pflugstraße am 26. August 2013 dauerhaft stillgelegt. Die Inbetriebnahme der Neubaustrecke erfolgte zunächst nur mit der Linie M5. Mit der Wiederherstellung der Verbindung vom Nordbahnhof zum U-Bahnhof Naturkundemuseum konnte die Neubaustrecke ab 28. August 2015 auch von den Linien M8 und M10 befahren werden.

Die Verlängerung der Strecke vom Hauptbahnhof über die Rathenower Straße und Turmstraße bis U-Bahnhof Turmstraße wurde am 9. September 2023 dem Fahrgastbetrieb übergeben. Die Prognose von knapp 10.000 Fahrgästen täglich wurde bereits wenige Wochen nach der Eröffnung deutlich übertroffen. Das Planfeststellungsverfahren begann im November 2017 und wurde mit dem Beschluss im Januar 2021 abgeschlossen. Die Bauarbeiten begannen im Jahr 2021 und wurden im Sommer 2023 abgeschlossen.

## Liniennetz
Nach der Neukonzeption des Liniennetzes zum 12. Dezember 2004 gibt es in Berlin 22 Straßenbahnlinien. Das Netz wird in neun MetroTram- und 13 Straßenbahnlinien unterteilt. MetroTram-Linien bilden zusammen mit MetroBus-Linien das Metronetz. Dies ist ein in Ergänzung zum S- und U-Bahn-Netz eingeführtes Angebot von Straßenbahnen und Bussen, die wichtige Achsen befahren, die von der S- und U-Bahn nicht bedient werden. MetroTram-Linien fahren in der Regel 24 Stunden täglich, sieben Tage in der Woche, tagsüber mindestens im Zehnminutentakt und nachts mindestens alle 30 Minuten, einige Linien allerdings auf verkürzter Strecke. Die übrigen Straßenbahnlinien bedienen vor allem die Randbereiche der Stadt und verkehren meist im Zwanzigminutentakt bis maximal 1 Uhr nachts.

### Geschichte der Liniennummern
Die ersten Pferdebahnlinien verzichteten auf eine besondere Kennzeichnung, da sie radial von den jeweiligen Endpunkten im Zentrum abgingen und somit nur wenige Berührungspunkte mit anderen Linien hatten. Erst mit der Ausdehnung des Netzes in die Innenstadt bestand die Notwendigkeit, die Linien voneinander zu unterscheiden. Die meisten deutschen Großstädte setzten daher ab den 1880er Jahren farbige Zielschilder oder Signaltafeln ein, teilweise beides zusammen. In Berlin waren diese stets in derselben Kombination gehalten. Als Kennfarben kamen Rot, Gelb, Grün und Weiß zur Anwendung, ab 1898 zusätzlich Blau. Die Tafeln waren ein- oder zweifarbig, letztere entweder halb/halb geteilt oder gedrittelt mit einem Strich in der zweiten Farbe. Die Anzahl der verwendeten Signaltafeln reichte jedoch nicht aus, um jede Linie mit einer eigenen Kennfarbe zu bestücken. Zudem sollten sich kreuzende oder nebeneinander verlaufende Linien mit unterschiedlichen Signaltafeln fahren. Dies führte dazu, dass einzelne Linien ihre Kennfarbe mehrmals im Laufe ihres Bestehens wechseln mussten. Infolge der Elektrifizierung sowie der Übernahme der Neuen Berliner Pferdebahn durch die Große Berliner Pferde-Eisenbahn/Große Berliner Straßenbahn (GBPfE/GBS) stieg deren Linienanzahl um die Jahrhundertwende schlagartig an. Mit Blick auf die Hamburger Straßenbahn, wo im Sommer 1900 erstmals im deutschsprachigen Raum Liniennummern eingeführt wurden, experimentierte die GBS ab 1901 ebenfalls mit den Nummern. In den Fahrplanheften dieser Zeit wurden die Linien zwar nummeriert, allerdings konnte sich deren Reihenfolge jährlich ändern. Das Nummerierungsschema sollte neben der GBS auch deren Nebenbahnen mit einbeziehen. Gleichzeitig sollten Buchstaben-Zahlen-Kombinationen, wie sie im Fahrplanheft vorkamen, vermieden werden.
Das am 6. Mai 1902 eingeführte Schema war relativ simpel aufgebaut: Einstellige Nummern waren den Ringlinien vorbehalten, zweistellige für die übrigen Linien. Anfangs gab die Zehnerstelle Auskunft darüber, wo die Linie fuhr; so waren 10er Linien in Moabit anzutreffen, 60er Linien in Weißensee und 70er Linien in Lichtenberg. Die Linien der Westlichen Berliner Vorortbahn erhielten die Buchstaben ‚A‘ bis ‚M‘ zugeteilt, die der Berlin-Charlottenburger Straßenbahn die Buchstaben ‚N‘ bis ‚Z‘ und die Linien der Südlichen Berliner Vorortbahn wurden mit römischen Zahlen nummeriert. Die 1910 von der GBS übernommene Nordöstliche Berliner Vorortbahn erhielt 1913 die Linienbezeichnung ‚NO‘. Die farbigen Signaltafeln blieben parallel noch bis 1904 etwa erhalten; zudem erhielten die während dieser Zeit eingerichteten Linien noch farbige Signaltafeln mit neuen, teilweise sogar dreifarbigen Farbkombinationen.
Einsetzer wurden ab März 1903 gesondert gekennzeichnet. Sie trugen hinter der Liniennummer ihrer Stammlinie den Buchstaben ‚E‘. In späteren Jahren übernahmen diese Linien vermehrt die Aufgaben von Verstärkerfahrten und wurden somit in den Fahrplänen als eigene Linien ausgewiesen. Am 15. April 1912 führte die GBS die erste Linie mit dreistelliger Nummer ein. Die 164 entstand durch Verlängerung der 64, die parallel dazu beibehalten wurde. In den folgenden Monaten wurden weitere Linien mit 100er Nummern versehen oder neu eingerichtet, meist als Linienpaar zur vorhandenen Linie.

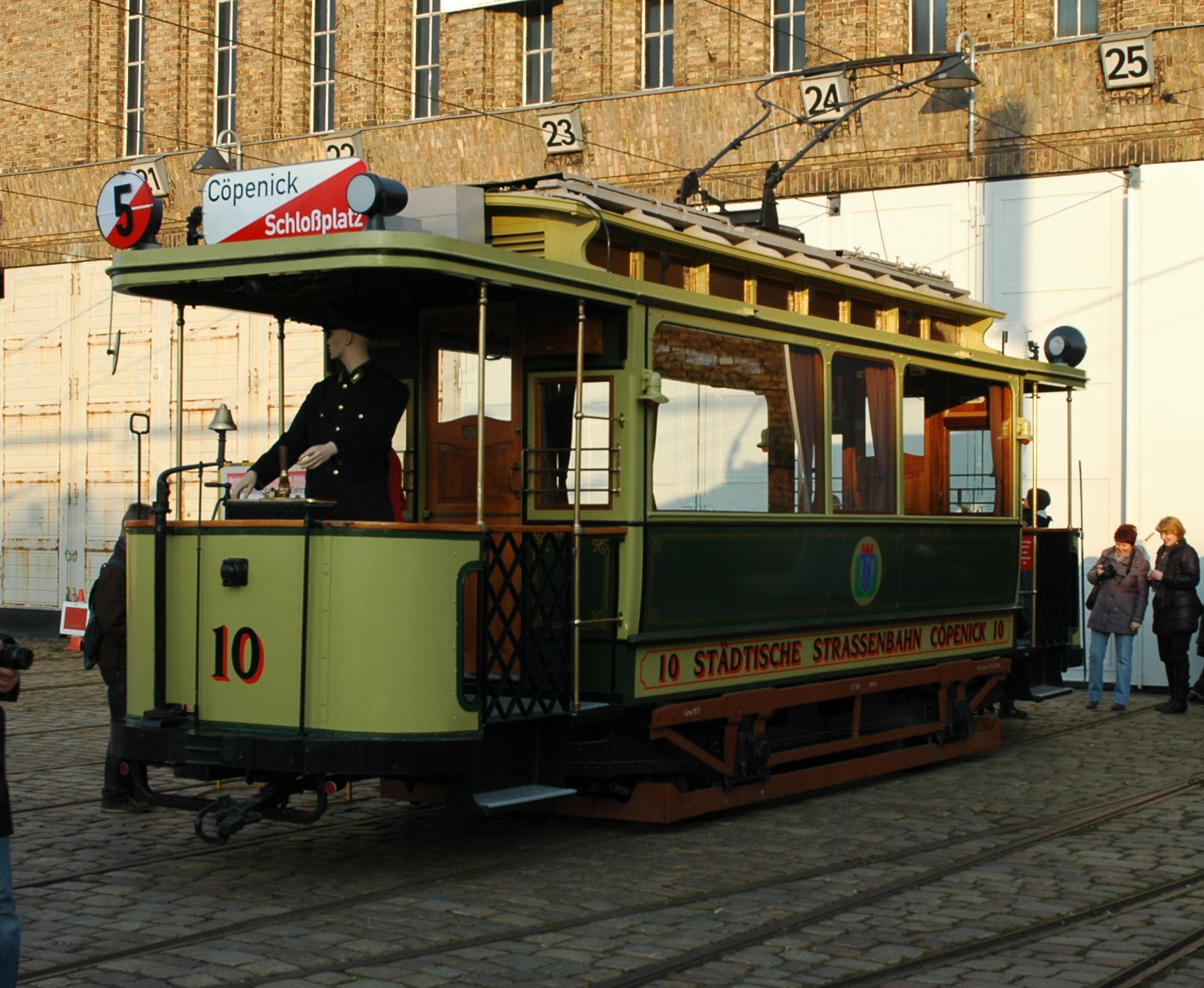
HTw 10 der Städtischen Straßenbahn Cöpenick mit Liniennummer und farbiger Signaltafel, 2011

Die umliegenden Betriebe waren von der Umstellung im Mai 1902 nicht betroffen und setzten auf eigene Kennzeichnungen. Die Linien der Städtischen Straßenbahnen und die meterspurigen Linien der Teltower Kreisbahnen wurden weiterhin mit Signaltafeln gekennzeichnet, bei der BESTAG und in Heiligensee wurden hingegen nicht die Linien, sondern lediglich die Ziele mit verschiedenfarbigen Schildern gekennzeichnet. Die Spandauer Straßenbahn führte 1908 die Linienkennzeichnung mit Buchstaben ein, wobei diese dem Anfangsbuchstaben des Ziels entsprachen (Linie P nach Pichelsdorf usw.), 1917 stellte der Betrieb auf Zahlen um. In Cöpenick wurden die Linien ab 1906 mit Zahlen gekennzeichnet, ab 1910 zusätzlich mit farbigen Signaltafeln für die einzelnen Routen (rote Linien nach Friedrichshagen usw.). Die Berliner Ostbahnen verwendeten ab 1913 ebenfalls wie die SBV römische Zahlen als Liniennummern. Die übrigen Betriebe einschließlich der normalspurigen Linien der Teltower Kreisbahnen verzichteten auf eine Linienkennzeichnung.
Mit dem Zusammenschluss der meisten Betriebe zur Berliner Straßenbahn wurde das Nummerierungsschema der GBS auf das gesamte Netz ausgeweitet. Meist wurden jene Nummern vergeben, deren Linien im Verlauf des Ersten Weltkriegs eingestellt wurden. So kam es beispielsweise dazu, dass die in Köpenick verkehrenden Linien vorwiegend 80er Nummern erhielten. Buchstaben wurden noch bis 1924 für Straßenbahnlinien vergeben, danach waren diese den Buslinien mit Vororttarif vorbehalten.

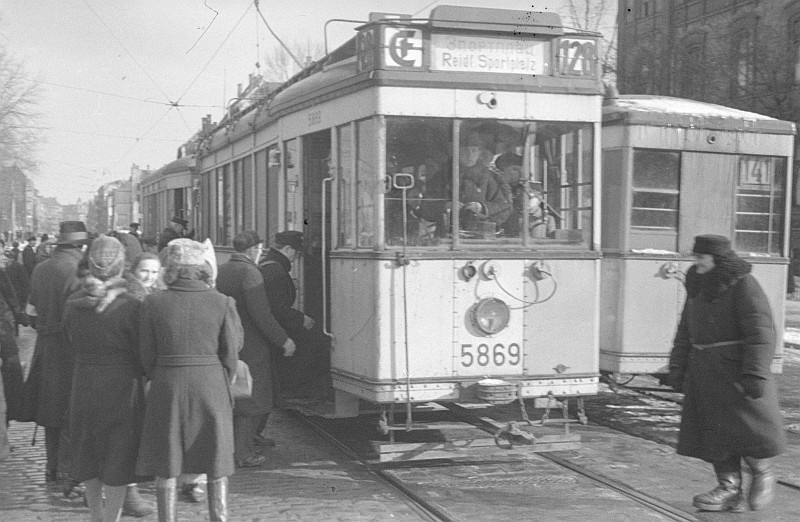
Triebwagen 5869 auf der Linie 128E, um 1945

Mit Ausbruch des Zweiten Weltkriegs mussten die Berliner Verkehrsbetriebe einen Großteil des Busverkehrs einstellen, um Kraftstoff zu sparen. Der Straßenbahnverkehr wurde dafür entsprechend ausgeweitet. Die neu eingerichteten Verstärkerlinien trugen zur Unterscheidung von den Stammlinien 200er und 300er Nummern. Ab 1941 wurde zusätzlich das Nachtnetz von Omnibus- auf Straßenbahnbetrieb umgestellt und die Nachtlinien mit 400er Nummern bezeichnet. Die Maßnahmen hatten bis zum Kriegsende bestand. Die letzten 100er Linien wurden am 31. Mai 1949 umbenannt.
Nach der Verwaltungstrennung der BVG änderte sich anfangs nur wenig am Linienschema. Straßenbahnlinien, die zwischen Ost- und West-Berlin fuhren, behielten ihre Nummer auch nach der Netztrennung im Januar 1953 bei. Infolge der Netzausdünnung verschwanden einzelne Liniennummern. Die BVG-West verzichtete ab dem 1. Juli 1966 auf das Präfix ‚A‘ bei den Omnibuslinien, die BVG-Ost ab dem 1. Januar 1968. Während im Westen der Straßenbahnverkehr 15 Monate darauf komplett eingestellt wurde, konnte der Fahrgast im Osten anhand der Liniennummer nicht erkennen, ob es sich um eine Straßenbahn- oder Buslinie handelte. Die Berliner Verkehrsbetriebe beabsichtigten daher in den 1970er Jahren eine Systematisierung ihres Liniennetzes. Die Innenstadtlinien der Straßenbahn sollten die Liniennummern von 1 bis 30 erhalten, die in Köpenick sollten ihre 80er Nummern beibehalten. Die übrigen Nummern waren für Buslinien vorgesehen. Nachtlinien erhielten ab 1973 einheitlich 100er Nummern, für die Straßenbahn waren anfangs nur die Nummern ab 120 vorgesehen. Die Umsetzung des Gesamtkonzeptes erfolgte jedoch nur partiell – so fuhren beispielsweise die Straßenbahnlinien 46, 49, 70 und 71 bis zur politischen Wende unverändert im Innenstadtbereich.
Nach der politischen Wende wurde in zwei Schritten ein einheitliches Nummerierungsschema eingeführt, das die Linien im Land Brandenburg mit einbezog. Die Berliner Straßenbahn erhielt den Liniennummernbereich von 1 bis 86 zugeteilt, daran anschließend folgten die Überlandbetriebe in Woltersdorf, Schöneiche und Strausberg mit den Nummern 87–89. Die Potsdamer Straßenbahn erhielt die 90er Liniennummern. E-Linien wurden nicht mehr gesondert im Fahrplan aufgeführt, die Verstärker fuhren bis 2004 aber weiterhin als solche. Nachtlinien wurden bei beiden Verkehrsmitteln durch ein vorangestelltes ‚N‘ ausgewiesen und die dreistelligen Liniennummern waren fortan für die Buslinien vorgesehen. Der ersten Umstellung vom 2. Juni 1991 folgten die Berliner Straßenbahnlinien am 23. Mai 1993. Das Liniennetz wurde neu geordnet und in fünf Nummernbereiche unterteilt. Wesentlicher Schwerpunkt war die Ausrichtung auf die historische Mitte. Einstellige Linien bildeten das Radial-Hauptnetz, 10er Linien deren Ergänzungsnetz. 20er Linien waren für die Ring- und Tangentiallinien vorgesehen. 50er Linien gab es im Bezirk Pankow, 60er Linien im Bezirk Köpenick analog zu den dort verkehrenden Buslinien.

### Nummernschema seit den 2000er Jahren
Am 12. Dezember 2004 führte die BVG das Verkehrskonzept BVG 2005 plus ein. Hauptinhalt war die Einführung von Metrolinien auf dicht befahrenen Routen, die keinen U- oder S-Bahn-Verkehr aufweisen. Im Straßenbahnnetz wurden daher neun MetroTram-Linien eingeführt und die übrigen Linien teilweise neu geordnet. Das Nummerierungsschema baut auf dem von 1993 auf, erfuhr aber geringfügige Anpassungen. MetroTram- und MetroBus-Linien tragen einheitlich ein ‚M‘ vor der Liniennummer.
Metrolinien mit einstelliger Liniennummer befahren das Radial-Hauptnetz; in der Regel entspricht die Liniennummer der von 1993; so wurde aus den Linien 2, 3 und 4 die M4, aus der 5 die M5 und so weiter. Zusätzlich wurden die beiden Pankower Linien 52 und 53 als Linie M1 in das Schema mit einbezogen. Die Ergänzungslinien dieser Radialen tragen weiterhin 10er Nummern, sofern sie nicht als Verstärker der jeweiligen Metrolinie aufgegangen sind. Metrolinien des Ring- und Tangentialnetzes erhielten eine Nummer im 10er Bereich, deren Ergänzungslinien behielten die 20er Nummer. Eine Ausnahme bildet die nachträglich eingerichtete Linie 37, die zusammen mit den Linien M17 und 27 eine gemeinsame Strecke befährt. Von den 50er Linien verblieb als einzige die 50, die 60er Linien blieben von den Maßnahmen weitgehend unberührt.

### Linienübersicht
| Linie | Verlauf | Länge (in km) | Anzahl Hst | Hst- Abstand (in m) |
| ----- | --- | ------------- | ---------- | ------------------- |
| M1    | Mitte, Am Kupfergraben – S+U Friedrichstraße – U Oranienburger Tor – S Oranienburger Straße – S Hackescher Markt – U Weinmeisterstraße – U Rosenthaler Platz – U Eberswalder Straße – S+U Schönhauser Allee – Schönhauser Allee/Bornholmer Straße – S+U Pankow – Pankow Kirche – Grabbeallee/Pastor-Niemöller-Platz – Niederschönhausen, Schillerstraße oder Rosenthal Nord                                   | 12,4          | 39         | 326                 |
| M2    | S+U Alexanderplatz/Dircksenstraße – Mollstraße/Prenzlauer Allee – Prenzlauer Allee/Danziger Straße – S Prenzlauer Allee – Prenzlauer Allee/Ostseestraße – Am Steinberg – Heinersdorf | 06,5          | 18         | 382                 |
| M4    | S Hackescher Markt – S+U Alexanderplatz/Gontardstraße – Mollstraße/Otto-Braun-Straße – Greifswalder Straße/Danziger Straße – S Greifswalder Straße – Antonplatz – Buschallee/Hansastraße – Prerower Platz – Falkenberg oder Hohenschönhausen, Zingster Straße | 11,4          | 29         | 407                 |
| M5    | Moabit, Lüneburger Straße – S+U Hauptbahnhof – U Naturkundemuseum – U Oranienburger Tor – S Oranienburger Straße – S Hackescher Markt – S+U Alexanderplatz/Gontardstraße – Mollstraße/Otto-Braun-Straße – Landsberger Allee/Petersburger Straße – S Landsberger Allee – Hohenschönhauser Straße – Alt-Hohenschönhausen – Gehrenseestraße – Prerower Platz – Hohenschönhausen, Zingster Straße                 | 17,2          | 38         | 465                 |
| M6    | S Hackescher Markt – S+U Alexanderplatz/Gontardstraße – Mollstraße/Otto-Braun-Straße – Landsberger Allee/Petersburger Straße – S Landsberger Allee – Hohenschönhauser Straße – Landsberger Allee/Rhinstraße – S Marzahn – Jan-Petersen-Straße – U Hellersdorf – Hellersdorf, Riesaer Straße | 19,2          | 39         | 505                 |
| M8    | Moabit, Lüneburger Straße – S+U Hauptbahnhof – U Naturkundemuseum – S Nordbahnhof – U Rosenthaler Platz – U Rosa-Luxemburg-Platz – Mollstraße/Prenzlauer Allee – Mollstraße/Otto-Braun-Straße – Landsberger Allee/Petersburger Straße – S Landsberger Allee – Roederplatz – Herzbergstraße/Siegfriedstraße – Allee der Kosmonauten/Rhinstraße – S Springpfuhl – Jan-Petersen-Straße – Ahrensfelde/Stadtgrenze | 20,8          | 40         | 533                 |
| M10   | U Turmstraße – S+U Hauptbahnhof – U Naturkundemuseum – S Nordbahnhof – U Bernauer Straße – Friedrich-Ludwig-Jahn-Sportpark – U Eberswalder Straße – Prenzlauer Allee/Danziger Straße – Greifswalder Straße/Danziger Straße – Landsberger Allee/Petersburger Straße – U Frankfurter Tor – S+U Warschauer Straße                                                                                                | 11,0          | 29         | 393                 |
| M13   | Wedding, Virchow-Klinikum – U Seestraße – U Osloer Straße – S Bornholmer Straße – Schönhauser Allee/Bornholmer Straße – Prenzlauer Allee/Ostseestraße – Antonplatz – Hohenschönhauser Straße – Roederplatz – Loeperplatz – S+U Frankfurter Allee – S Warschauer Straße | 17,1          | 39         | 450                 |
| M17   | Falkenberg – Prerower Platz – Gehrenseestraße – Landsberger Allee/Rhinstraße – Allee der Kosmonauten/Rhinstraße – S Friedrichsfelde Ost – U Tierpark – S Karlshorst – Wilhelminenhofstraße/Edisonstraße – S Schöneweide – Landschaftspark Johannisthal – S Adlershof | 19,8          | 41         | 495                 |
|       | Mitte, Am Kupfergraben – S+U Friedrichstraße – U Oranienburger Tor – U Naturkundemuseum – S Nordbahnhof – U Eberswalder Straße – Prenzlauer Allee/Ostseestraße – Antonplatz – Weißensee, Pasedagplatz | 10,7          | 28         | 396                 |
|       | S+U Frankfurter Allee – Loeperplatz – Roederplatz – Hohenschönhauser Straße – Landsberger Allee/Rhinstraße – S Marzahn – Ahrensfelde/Stadtgrenze | 13,6          | 25         | 567                 |
|       | Landsberger Allee/Petersburger Straße – S Landsberger Allee – Roederplatz – Herzbergstraße/Siegfriedstraße – Allee der Kosmonauten/Rhinstraße -S Springpfuhl – U Hellersdorf – Hellersdorf, Riesaer Straße | 13,6          | 20         | 716                 |
|       | S+U Lichtenberg/Gudrunstraße – Herzbergstraße/Siegfriedstraße – Loeperplatz – U Frankfurter Tor – Boxhagener Straße/Holteistraße – S Rummelsburg – Treskowallee/Ehrlichstraße – Wilhelminenhofstraße/Edisonstraße – S Schöneweide | 16,5          | 41         | 412                 |
|       | Krankenhaus Köpenick/Südseite – Schloßplatz Köpenick – Bahnhofstraße/Lindenstraße – Wilhelminenhofstraße/Edisonstraße – S Karlshorst – U Tierpark – S Friedrichsfelde Ost – Allee der Kosmonauten/Rhinstraße – Landsberger Allee/Rhinstraße – Hauptstraße/Rhinstraße – Buschallee/Hansastraße – Weißensee, Pasedagplatz                                                                                       | 20,7          | 45         | 470                 |
|       | S+U Lichtenberg/Gudrunstraße – Herzbergstraße/Siegfriedstraße – Allee der Kosmonauten/Rhinstraße – S Friedrichsfelde Ost – U Tierpark – S Karlshorst – Wilhelminenhofstraße/Edisonstraße – S Schöneweide | 11,3          | 23         | 514                 |
|       | Wedding, Virchow-Klinikum – U Seestraße – U Osloer Straße – S Bornholmer Straße – Schönhauser Allee/Bornholmer Straße – S+U Pankow – Pankow Kirche – S Pankow-Heinersdorf – Französisch Buchholz, Guyotstraße | 14,4          | 32         | 465                 |
|       | Johannisthal, Haeckelstraße – S Schöneweide – Wilhelminenhofstraße/Edisonstraße – Bahnhofstraße/Lindenstraße – S Friedrichshagen – Friedrichshagen, Altes Wasserwerk | 14,7          | 35         | 432                 |
|       | Wilhelminenhofstraße/Edisonstraße – S Schöneweide – Landschaftspark Johannisthal – S Adlershof – S Spindlersfeld – Schloßplatz Köpenick – Bahnhofstraße/Lindenstraße – S Friedrichshagen – Rahnsdorf/Waldschänke | 19,0          | 40         | 487                 |
|       | Wendenschloß – Schloßplatz Köpenick – Bahnhofstraße/Lindenstraße – S Köpenick – Mahlsdorf-Süd – S Mahlsdorf | 12,2          | 31         | 407                 |
|       | Landschaftspark Johannisthal – S Adlershof – S Spindlersfeld – Schloßplatz Köpenick – Bahnhofstraße/Lindenstraße – S Köpenick – Mahlsdorf-Süd – Mahlsdorf, Rahnsdorfer Str. | 13,0          | 27         | 500                 |
|       | Krankenhaus Köpenick, Südseite – Schloßplatz Köpenick – Bahnhofstraße/Lindenstraße – Wilhelminenhofstraße/Edisonstraße – S Schöneweide | 08,1          | 19         | 450                 |
|       | S Köpenick – Bahnhofstraße/Lindenstraße – Schloßplatz Köpenick – S Grünau – Alt-Schmöckwitz | 14,5          | 27         | 558                 |

Anmerkung: Kursiv = bei Metrolinien auf diesem Abschnitt kein Nachtverkehr

### Taktzeiten
| Linie                                                       | Streckenabschnitt                                                         | Mo–Fr (HVZ) | Mo–Fr (NVZ) | Sa    | So / Feiertag | SVZ        | Nächte (Fr/Sa, Sa/So und vor gesetzl. Feiertagen) |
| ----------------------------------------------------------- | ------------------------------------------------------------------------- | ----------- | ----------- | ----- | ------------- | ---------- | ------------------------------------------------- |
| M1                                                          | Mitte, Am Kupfergraben – Grabbeallee/Pastor-Niemöller-Platz               | 7/8         | 7/8         | 10    | 10            | 10         | 30                                                |
| M1                                                          | Grabbeallee/Pastor-Niemöller-Platz – Niederschönhausen, Schillerstraße    | 15          | 15          | 20    | 20            | 20         | 30                                                |
| M1                                                          | Grabbeallee/Pastor-Niemöller-Platz – Rosenthal Nord                       | 15          | 15          | 20    | 20            | 20         | –                                                 |
| M2                                                          | Heinersdorf – Am Steinberg                                                | 20          | 20          | 20    | 20            | 20         | –                                                 |
| M2                                                          | Am Steinberg – S+U Alexanderplatz/Dircksenstraße                          | 5           | 6/7/7       | 6/7/7 | 10            | 10         | 30                                                |
| M4                                                          | S Hackescher Markt – Prerower Platz                                       | 3/3/4 A 1   | 5           | 5     | 6/7/7         | 6/7/7      | 30                                                |
| M4                                                          | Prerower Platz – Falkenberg                                               | 6/7/7 A 2   | 10          | 10    | 20            | 20         | 30                                                |
| M4                                                          | Prerower Platz – Hohenschönhausen, Zingster Straße                        | 6/7/7 A 2   | 10          | 10    | 7/13          | 7/13       | –                                                 |
| M5                                                          | S+U Hauptbahnhof – S Hackescher Markt                                     | 10          | 10          | 10    | 10            | 20         | –                                                 |
| M5                                                          | S Hackescher Markt – Landsberger Allee/Petersburger Straße                | 10          | 10          | 10    | 10            | 20         | 30                                                |
| M5                                                          | Landsberger Allee/Petersburger Straße – Hohenschönhausen, Zingster Straße | 5           | 10          | 10    | 10            | 10         | 30                                                |
| M6                                                          | S Hackescher Markt – Landsberger Allee/Petersburger Straße                | 10          | 10          | 10    | 10            | 20         | –                                                 |
| M6                                                          | Landsberger Allee/Petersburger Straße – Betriebshof Marzahn               | 3/7 A 3     | 10          | 10    | 10            | 10         | 30                                                |
| M6                                                          | Betriebshof Marzahn – Hellersdorf, Riesaer Straße                         | 10          | 10          | 10    | 10            | 10         | 30                                                |
| M8                                                          | S+U Hauptbahnhof – Landsberger Allee/Petersburger Straße                  | 10          | 10          | 10    | 10            | 20         | –                                                 |
| M8                                                          | Landsberger Allee/Petersburger Straße – S Springpfuhl                     | 10          | 10          | 10    | 10            | 10         | 30                                                |
| M8                                                          | S Springpfuhl – Ahrensfelde/Stadtgrenze                                   | 5           | 10          | 10    | 10            | 10         | 30                                                |
| M10                                                         | U Turmstraße – S+U Warschauer Straße                                      | 5           | 5           | 5     | 6/7/7         | 10         | 15                                                |
| M13                                                         | Wedding, Virchow-Klinikum – S+U Warschauer Straße                         | 10          | 10          | 10    | 10            | 20         | 30                                                |
| M17                                                         | Falkenberg – Hohenschönhausen, Gehrenseestraße                            | 10          | 10          | 10    | 20            | 20         | –                                                 |
| M17                                                         | Hohenschönhausen, Gehrenseestraße – S Adlershof                           | 10          | 10          | 10    | 10            | 20         | 30                                                |
|                                                             | Mitte, Am Kupfergraben – Weißensee, Pasedagplatz                          | 10          | 10          | 10    | 20            | 20         | –                                                 |
|                                                             | Ahrensfelde/Stadtgrenze – S+U Frankfurter Allee                           | 10          | 10          | 10    | –             | 20 (Mo–Fr) | –                                                 |
|                                                             | Hellersdorf, Riesaer Straße – Landsberger Allee/Petersburger Straße       | 10          | 20          | 20    | –             | 20 (Mo–Fr) | –                                                 |
|                                                             | S+U Lichtenberg – S Schöneweide                                           | 20          | 20          | 20    | 20            | 20         | –                                                 |
|                                                             | Weißensee, Pasedagplatz – Krankenhaus Köpenick                            | 20          | 20          | 20    | 20            | 20         | –                                                 |
|                                                             | S+U Lichtenberg – S Schöneweide                                           | 20          | 20          | –     | –             | –          | –                                                 |
|                                                             | Französische Buchholz, Guyotstraße – Prenzlauer Berg, Björnsonstraße      | 10          | 10          | 10    | 10            | 20         | –                                                 |
| Prenzlauer Berg, Björnsonstraße – Wedding, Virchow-Klinikum | 10                                                                        | 10          | 10          | –     | –             | –          |                                                   |
|                                                             | Johannisthal, Haeckelstraße – Friedrichshagen, Am Wasserwerk              | 20          | 20          | 20    | 20            | 20         | –                                                 |
|                                                             | Wilhelminenhofstraße/Edisonstraße – S Adlershof                           | 20          | 20          | –     | –             | –          | –                                                 |
| S Adlershof – Rahnsdorf/Waldschänke                         | 20                                                                        | 20          | 20          | 20    | 20            | –          |                                                   |
|                                                             | Wendenschloß – S Köpenick                                                 | 10          | 10          | 20    | 20            | 20         | –                                                 |
| S Köpenick – S Mahlsdorf                                    | 20                                                                        | 20          | 20          | 20    | 20            | –          |                                                   |
|                                                             | Landschaftspark Johannisthal – S Köpenick                                 | 20          | 20          | 20    | 20            | 20         | –                                                 |
| S Köpenick – Mahlsdorf, Rahnsdorfer Straße                  | 20                                                                        | 20          | –           | –     | –             | –          |                                                   |
|                                                             | S Schöneweide – Freizeit- und Erholungszentrum                            | 10          | 10          | 20    | 20            | –          | –                                                 |
| Freizeit- und Erholungszentrum – Krankenhaus Köpenick       | 20                                                                        | 20          | 20          | 20    | –             | –          |                                                   |
|                                                             | S Köpenick – S Grünau                                                     | 10          | 10          | 10    | 20            | 20         | –                                                 |
| S Grünau – Alt-Schmöckwitz                                  | 20                                                                        | 20          | 20          | 20    | 20            | –          |                                                   |

Anmerkungen

#### Taktverdichtung
Im Nahverkehrsplan 2019–2023 des Senates von Berlin ist eine weitere Verdichtung des Taktes bis 2023 in der Hauptverkehrszeit vorgesehen. Darunter findet sich ein 3-Minuten-Takt auf der Linie M4 und ein Vierminutentakt auf den Linien M2, M5, M6, M8 und M10.

## Infrastruktur

### Streckennetz

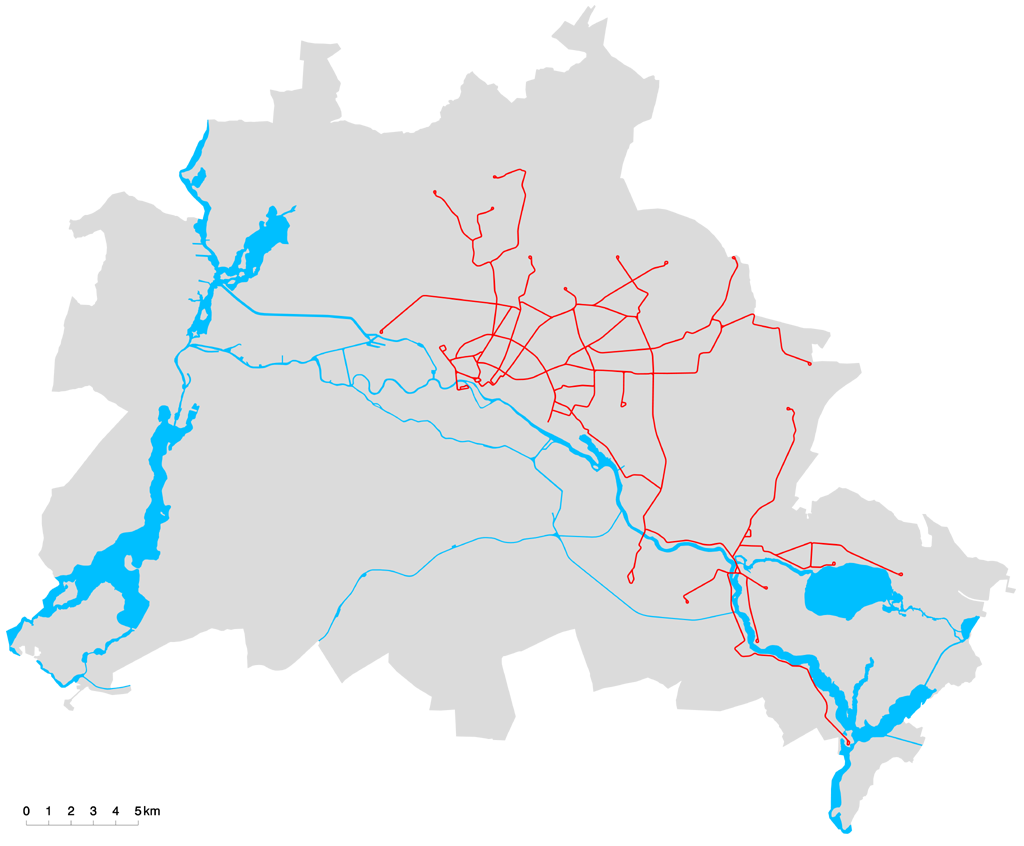
Streckenübersicht, Stand 2009

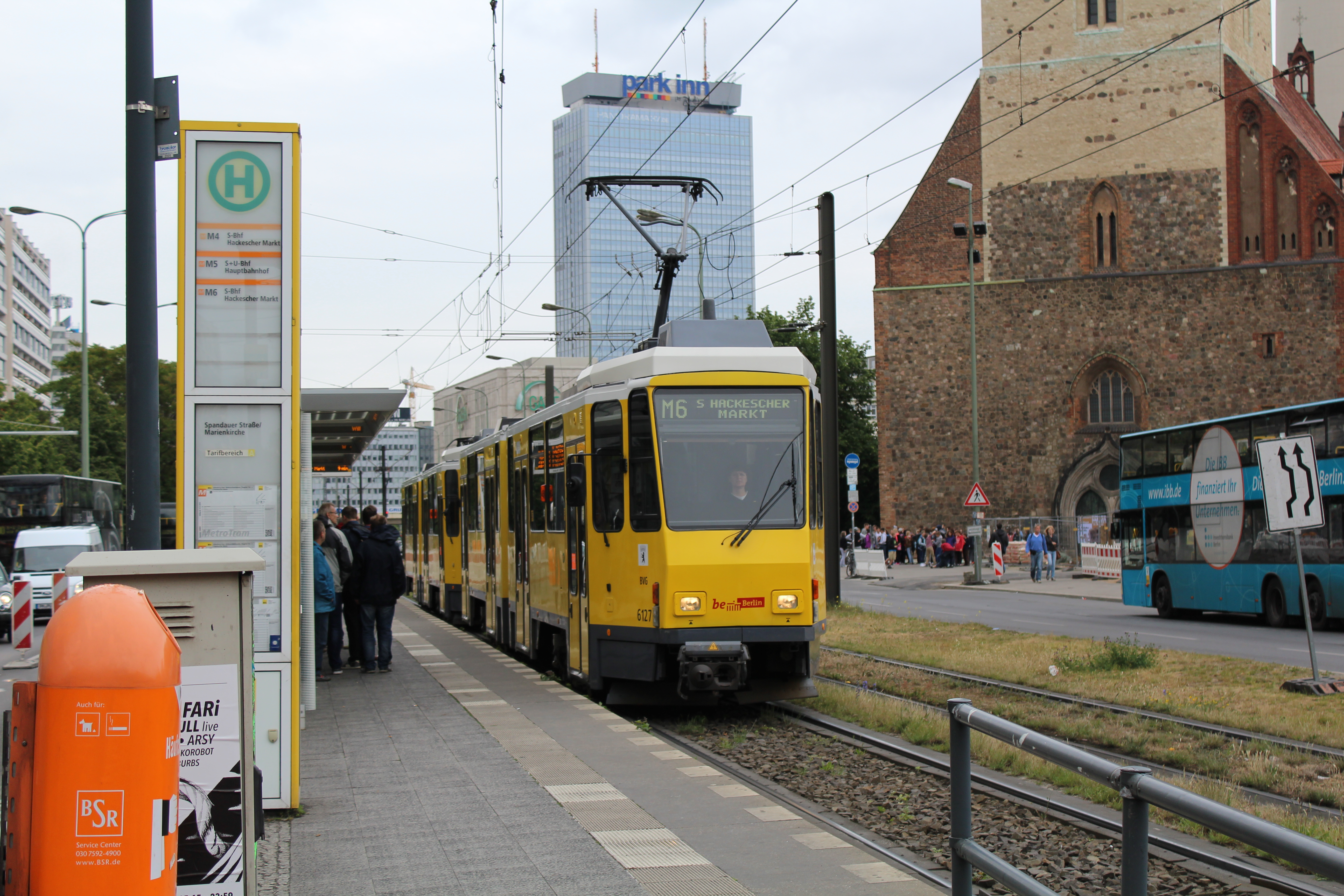
Haltestelle Spandauer Straße / Marienkirche, 2015

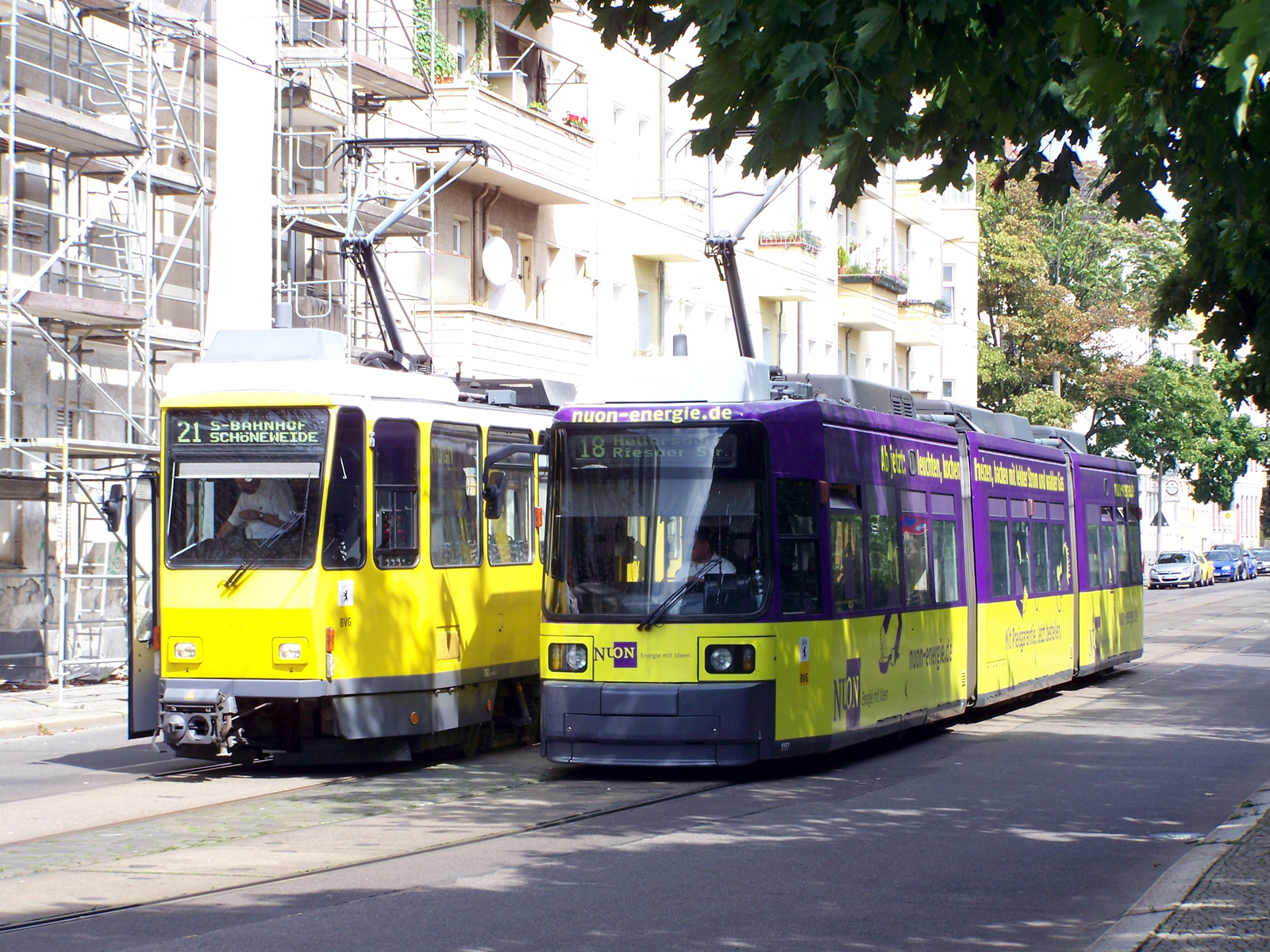
KT4D-T und GT6N in der Gleisschleife Gudrunstraße am Bahnhof Lichtenberg

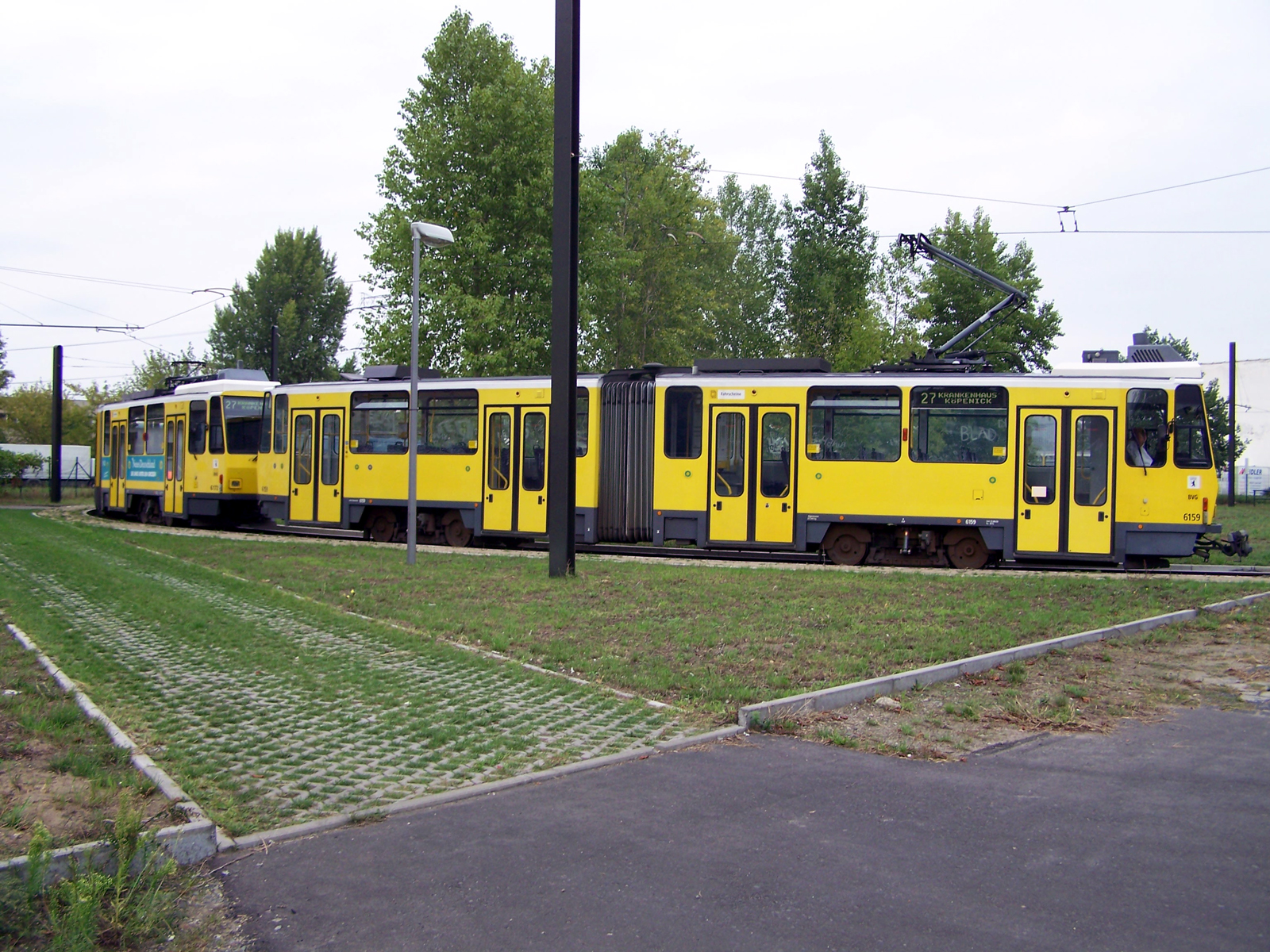
KT4D in der Gleisschleife Blockdammweg

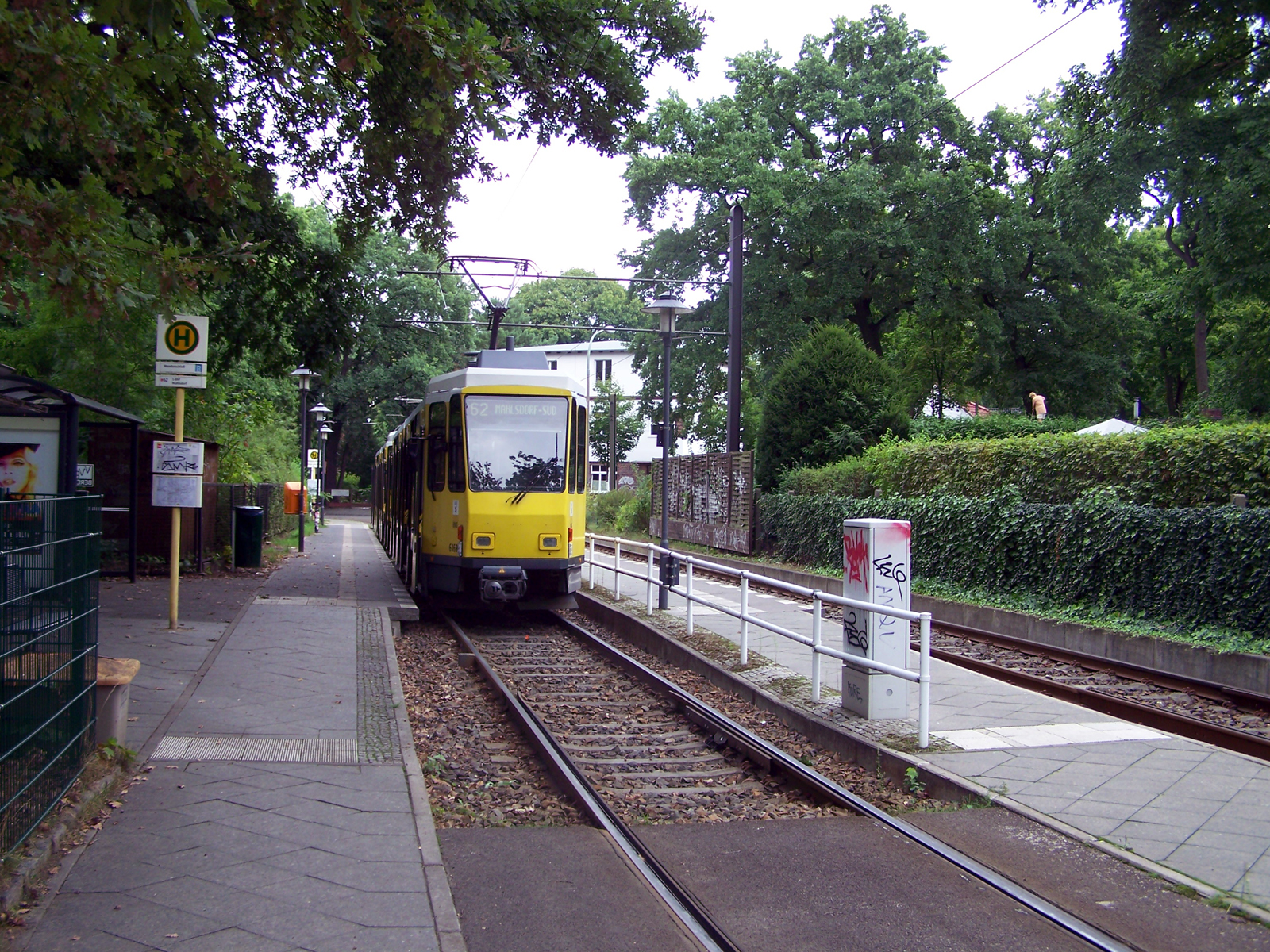
Linie 62 an der Endhaltestelle Wendenschloß

Das 196 km lange Streckennetz gliedert sich in drei Teilbereiche. Den größten Teil bildet das Kernnetz, das sich vom Ortsteil Mitte sternförmig auf die nordöstlichen Stadtgebiete ausdehnt. Es wird ergänzt durch drei große Tangentialstrecken, wobei die beiden inneren Linien M10 und M13 Überreste zweier Ringlinien, dem Ost-West-Ring und dem Nordring, sind. Die äußere von der Linie M17 befahrene Tangentialstrecke setzt sich aus mehreren Teilstrecken zusammen, die zwischen 1910 und 1988 errichtet wurden.
Das Teilnetz Pankow im Norden umfasst die Linie M1 in Richtung Hackescher Markt und die Linie 50 in Richtung Wedding. Es ist über die Schönhauser Allee und Berliner Straße mit dem Kernnetz verbunden und teilt sich im Ortsteil Pankow auf drei Äste nach Rosenthal, Niederschönhausen und Französisch Buchholz auf. Ursprünglich war dieser Bereich über weitere Strecken mit dem Hauptnetz verbunden. Diese Verbindungen liefen über die Wollankstraße bzw. Schönholz und wurden bis 1953 stillgelegt.
Das Köpenicker Teilnetz im Südosten entstand als eigenständiges Netz der Städtischen Straßenbahn Cöpenick mit Mittelpunkt in der Köpenicker Altstadt. An den Außenästen der von hier ausgehenden Strecken schließen weitere, ehemals eigenständige Strecken an, die ebenfalls zum Teilnetz gezählt werden. Eine der beiden Verbindungen mit dem Kernnetz führt über die Straße An der Wuhlheide nach Oberschöneweide. Eine zweite Verbindung verläuft seit Ende Oktober 2021 von Schöneweide über Johannisthal nach Adlershof. Zudem ist eine weitere Verbindung von der Stichstrecke nach Mahlsdorf zum Neubaugebiet in Hellersdorf langfristig geplant. Im Gegensatz zum Pankower Teilnetz verkehrt der Großteil der Linien innerhalb von Köpenick, eine Radiallinie ins Stadtzentrum besteht seit 1969 nicht mehr. Fast alle hier verkehrenden Linien haben eine 60er Nummer.
Das Netz ist fast vollständig zweigleisig ausgebaut, lediglich in den Teilnetzen von Köpenick und Pankow sowie in Lichtenberg bestehen noch eingleisige Abschnitte:
- zwischen Rosenthal Nord und Pastor-Niemöller-Platz (M1)
- zwischen Nordend und Schillerstraße (M1)
- zwischen Am Wasserturm und Heinersdorf (M2)
- zwischen Müggelseedamm/Bölschestraße und Altes Wasserwerk (60)
- zwischen S-Bahnhof Adlershof und Marktplatz Adlershof (61, 63)
- zwischen Mahlsdorf-Süd und S-Bahnhof Mahlsdorf (62, 63)
- Haltestelle Hartlebenstraße (61) Gleisverschlingung, seit 2016 im Zuge des barrierefreien Ausbaus der Haltestelle

Hinzu kommen zwei Netzabschnitte, die 2012 bzw. 2016 aufgrund von Brückensanierungen von Gleisverschlingungen zu eingleisigen Abschnitten mit Weichen an beiden Enden umgebaut wurden:
- Karlshorster Straße zwischen den Haltestellen Marktstraße und S-Bahnhof Rummelsburg (21)
- auf der Bösebrücke (S-Bahnhof Bornholmer Straße; M13, 50)

Bis zum Jahr 2000 waren alle Endstellen im Netz mit einer Wendeschleife ausgestattet. Die letzte Stumpfendstelle – 1993 durch Stilllegung der Strecke nach Altglienicke vorübergehend entstanden – war 1995 am S-Bahnhof Adlershof beseitigt worden. Erst die Verlängerung der heutigen M10 zum S+U-Bahnhof Warschauer Straße machte den Bau einer Stumpfendstelle nötig, da der Platz für eine Schleife nicht ausreichte und außerdem damals der zügige Weiterbau zum Hermannplatz vorgesehen war. Von 2006 bis 2015 war die provisorische M10-Endhaltestelle S-Bahnhof Nordbahnhof ebenfalls stumpf. Die Haltestellen Marktstraße und S-Bahnhof Rummelsburg lassen sich seit 2012 von der Linie 21 provisorisch als Endstelle nutzen.
Schließlich endet zudem ein Gleis der neuen M2-Trasse am S+U-Bahnhof Alexanderplatz/ Dircksenstraße stumpf. Dort beginnen und enden die Züge der M2. Das nördliche Gleis der Straßenbahnhaltestelle S+U-Bahnhof Alexanderplatz/ Dircksenstraße ist über eine in nordöstlicher Richtung führende Kurve mit der über den Alexanderplatz führenden Trasse (stadteinwärts) verbunden. Diese wird bei baustellenbedingten Umleitungen oder Störungen von den Zügen der Linien M4, M5 und M6 befahren. Seit 2012 werden beide Gleise dieser Endhaltestelle im Linienbetrieb der M2 genutzt, da vor allem im Tagesverkehr (6-/7-/7-Minuten-Takt) und insbesondere in den Hauptverkehrszeiten während des Fünfminutentaktes die alleinige Nutzung des Stumpfgleises zu Verspätungen auf der M2 und zu langen Wartezeiten des am Alexanderplatz endenden Zuges führten, wenn dieses Gleis noch belegt war.
Nachdem festgelegt wurde, dass die Hauptnutzung der Linie 18 als Zubringer zwischen dem Ortsteil Hellersdorf und den S-Bahn-Linien S7 und S75 am S-Bahnhof Springpfuhl erfolgt, beschloss man, am S-Bahnhof Springpfuhl eine Stumpfendstelle einzurichten und dort alle Fahrten der Linie 18 enden zu lassen, nachdem die Linie vorher noch bis zur Haltestelle S+U Lichtenberg/Gudrunstraße verkehrte. Ab dem Zeitpunkt der Verkürzung der Linie 18 zum S-Bahnhof Springpfuhl wurde die Linie 37 von der Endhaltestelle Betriebshof Lichtenberg zur vorherigen Endhaltestelle der Linie 18, S+U-Bahnhof Lichtenberg/Gudrunstraße, verlängert.
An der Haltestelle Freizeit- und Erholungszentrum wurde eine Stumpfendstelle gebaut, vorrangig um Verstärker während der Vorlesungszeiten der Hochschule für Technik und Wirtschaft auf der Linie 67 dort wenden lassen zu können. Seit Juni 2021 wenden hier zusätzlich Verstärker der Linie 27.
Neben den oben aufgeführten Endstellen existieren noch weitere im Netz, die teilweise von Einsetzern (kursiv dargestellt) genutzt werden. Weitere meist stumpfe Endhaltestellen werden geplant, um den Fahrplan flexibler zu gestalten; dazu passende Zweirichtungsfahrzeuge werden verstärkt beschafft.
- S-Bahnhof Adlershof (ehemaliger Endpunkt vor Wista-Verlängerung)
- Altstadt Köpenick (provisorisch, Altstadtumfahrung)
- Biesdorf (seit 1992 als Allee der Kosmonauten/Poelchaustraße)
- S-Bahnhof Friedrichsfelde Ost
- Friedrichshain, Bersarinplatz (provisorisch, Platzumfahrung)
- Friedrichshain, Langenbeckstraße (M5, M6, M8)
- S-Bahnhof Grünau (68)
- Heinersdorf, Am Steinberg (M2)
- Hohenschönhausen, Degnerstraße
- Hohenschönhausen, Gehrenseestraße (M17)
- Karlshorst, Blockdammweg
- Mahlsdorf-Süd
- S-Bahnhof Marzahn (M6)
- Marzahn, Wuhletalstraße
- Oberschöneweide, Freizeit- und Erholungszentrum (67) (stumpf, seit 2013)
- Prenzlauer Berg, Björnsonstraße (50)
- Prenzlauer Berg, Friedrich-Ludwig-Jahn-Sportpark (M10)
- Prenzlauer Berg, Kniprodestraße
- Weißensee, Hansastraße

Des Weiteren existiert seit 2009 in der Pappelallee ein Gleiswechsel. Er diente während der Bauarbeiten am Hochbahnviadukt der U2 als Stumpfendstelle für die Linie M1. Zwischen 2006 und 2015 diente ein Gleiswechsel am S-Bahnhof Nordbahnhof als provisorische M10-Endhaltestelle. Nach der 2015 erfolgten Wiederherstellung der Verbindung vom Nordbahnhof zum U-Bahnhof Naturkundemuseum blieb der Gleiswechsel nach einer baulichen Anpassung erhalten und steht weiterhin als Stumpfendstelle der Linie M10 zur Verfügung.
Mit Beginn erster Baumaßnahmen am Bahnhof Karlshorst wurde 2006 ein Gleiswechsel im Bereich der Tram-Haltestelle am S-Bahnhof eingebaut, dieser war bis 2019 als provisorische Stumpfendstelle nutzbar. Nach einer Verschiebung befindet er sich seitdem an der Haltestelle Marksburgstraße, die während der Bauarbeiten zeitweise als Endhaltestelle genutzt wurde. Seit Ende 2020 existieren neu eingebaute Gleiswechsel am S-Bahnhof Grünau sowie am Louise-Schroeder-Platz.
Zur Versorgung mit Fahrstrom sind im Berliner Straßenbahnnetz insgesamt 453 km Fahrdraht installiert, dieser wird von etwa 7200 Fahrleitungsmasten und etwa 1000 Wandhalterungen getragen (Stand: 2017).

### Betriebshöfe

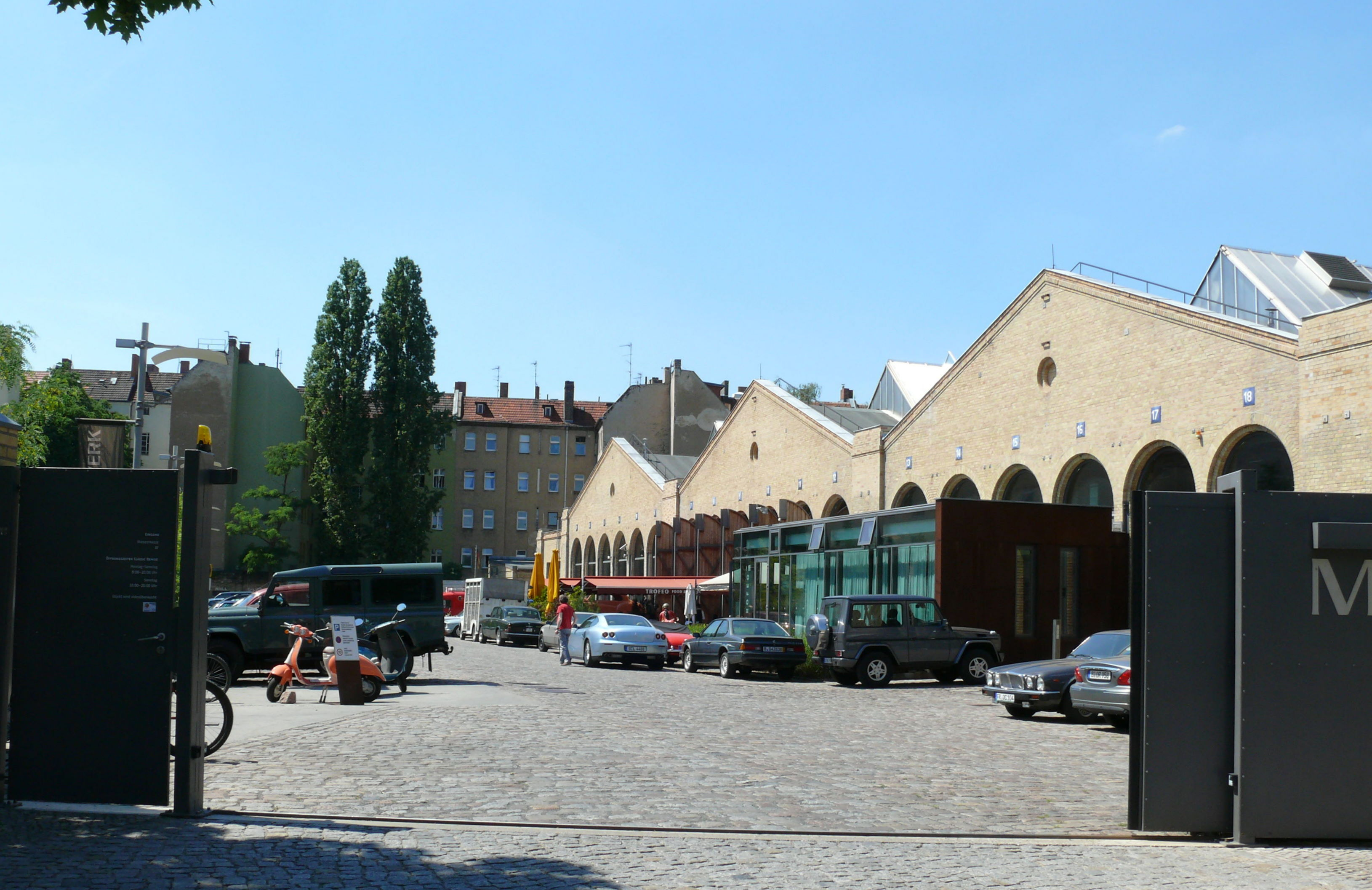
Ehemaliger Betriebshof Moabit in der Wiebestraße

Die Berliner Verkehrsbetriebe unterhalten fünf Betriebshöfe und einen Gleisbauhof. BVG-intern werden die Anlagen als Betriebsteil bezeichnet. Im Laufe der Geschichte gab es über 80 solcher Anlagen im Netz. Die Höfe wurden in der Regel an den äußeren Streckenenden errichtet. Das Bauland war in diesen Gegenden weitaus günstiger als in der Innenstadt und die morgens ausrückenden Wagen konnten auf der ersten Fahrt bereits Fahrgäste mitnehmen. Innerstädtische Betriebshöfe waren die Ausnahme und bedienten vor allem die Ringlinien.
Je nach Epoche wiesen die Betriebshöfe einen unterschiedlichen Aufbau auf. So mussten die Pferdebahnhöfe neben den Hallen und Werkstätten für die einzelnen Wagen im Schnitt die fünffache Anzahl an Pferden aufnehmen können. Neben den Ställen, die teils mehrgeschossig waren, mussten unter anderem Hufschmiede und Lagerplätze für das Futter vorhanden sein. Zur Erholung kranker und pflastermüder Pferde pachteten die Betriebe teilweise Weideland in der Umgebung. Kleinere Arbeiten an den Fahrzeugen wurden vor Ort durchgeführt. Für größere Vorhaben bestand ab 1892 die Hauptwerkstatt in der Uferstraße, in der teilweise Fahrzeuge neu hergestellt wurden.
Bei Einführung des elektrischen Betriebs wurden die meisten Höfe entsprechend hergerichtet. Ab 1899 begann die Große Berliner Straßenbahn mit dem Bau größerer Betriebshöfe, um die älteren und kleineren Anlagen zu ersetzen. Die neuen Höfe waren in der Regel für 200–300 Wagen ausgelegt. Der 1901 eröffnete Betriebshof Moabit war mit einer Kapazität von 325 Wagen seinerzeit der größte Straßenbahnhof Europas, der 1913 eröffnete Betriebshof Lichtenberg mit 540 Wagen sogar der größte weltweit.
Die Berliner Straßenbahn setzte dieses Programm bis 1930 weiter fort. Einher kam der Bau von betriebseigenen Wohnungen im näheren Umfeld. Bei den neuerrichteten Höfen in der Müllerstraße im Wedding sowie in Charlottenburg entstanden so ganze Wohnblöcke, die das Depot umschlossen und mit ihm ein Ensemble bildeten. Verantwortlich für die Neu- und Ausbauten dieser Zeit war vor allem der Architekt Jean Krämer, der ähnlich wie Alfred Grenander für die U-Bahn als Hausarchitekt der Berliner Straßenbahn bezeichnet werden kann. Von den ehemals 38 Betriebshöfen, die 1919 im gesamten Netz bestanden, waren nach Abschluss der Arbeiten noch 18 in Betrieb, zuzüglich der beiden neu eröffneten. Danach setzte eine über mehrere Jahrzehnte andauernde Stagnation in puncto Neubau ein. Das Netz befand sich auf dem Höhepunkt seiner Entwicklung. Zu den nicht umgesetzten Vorhaben dieser Zeit zählte der Neubau der Hauptwerkstatt in Wittenau, es wurde lediglich das Hauptlager hierher verlegt.
Während des Zweiten Weltkriegs wurden mehrere Betriebshöfe in größerem Umfang beschädigt. Das Hauptlager Wittenau und die Höfe Spandau, Treptow und Kreuzbergstraße waren am stärksten von den Bombardements betroffen, letzterer ging nach Kriegsende nicht wieder in Betrieb. Die nach dem Krieg geschlossenen Höfe der BVG-West wurden in der Regel einer anderen Nutzung zugeführt, etwa als Omnibusbetriebshof oder Lagerstätte landeseigener Unternehmen. Da die Hauptwerkstatt ebenfalls im Westen lag, übernahm das Reichsbahnausbesserungswerk Berlin-Schöneweide deren Aufgaben für die Ost-Berliner Straßenbahn. Der jüngste Betriebshof in Marzahn entstand mit dem Streckenausbau im Rahmen des Tatra-Programms.
Im Zusammenhang mit dem Bau von Neubaustrecken ist perspektivisch die Schaffung von drei neuen Betriebshöfen vorgesehen. Diese sollen in Adlershof, Pankow-Heinersdorf und im Entwicklungsgebiet Urban Tech Republic (ehemaliger Flughafen Tegel) entstehen.

#### Betriebshof Marzahn

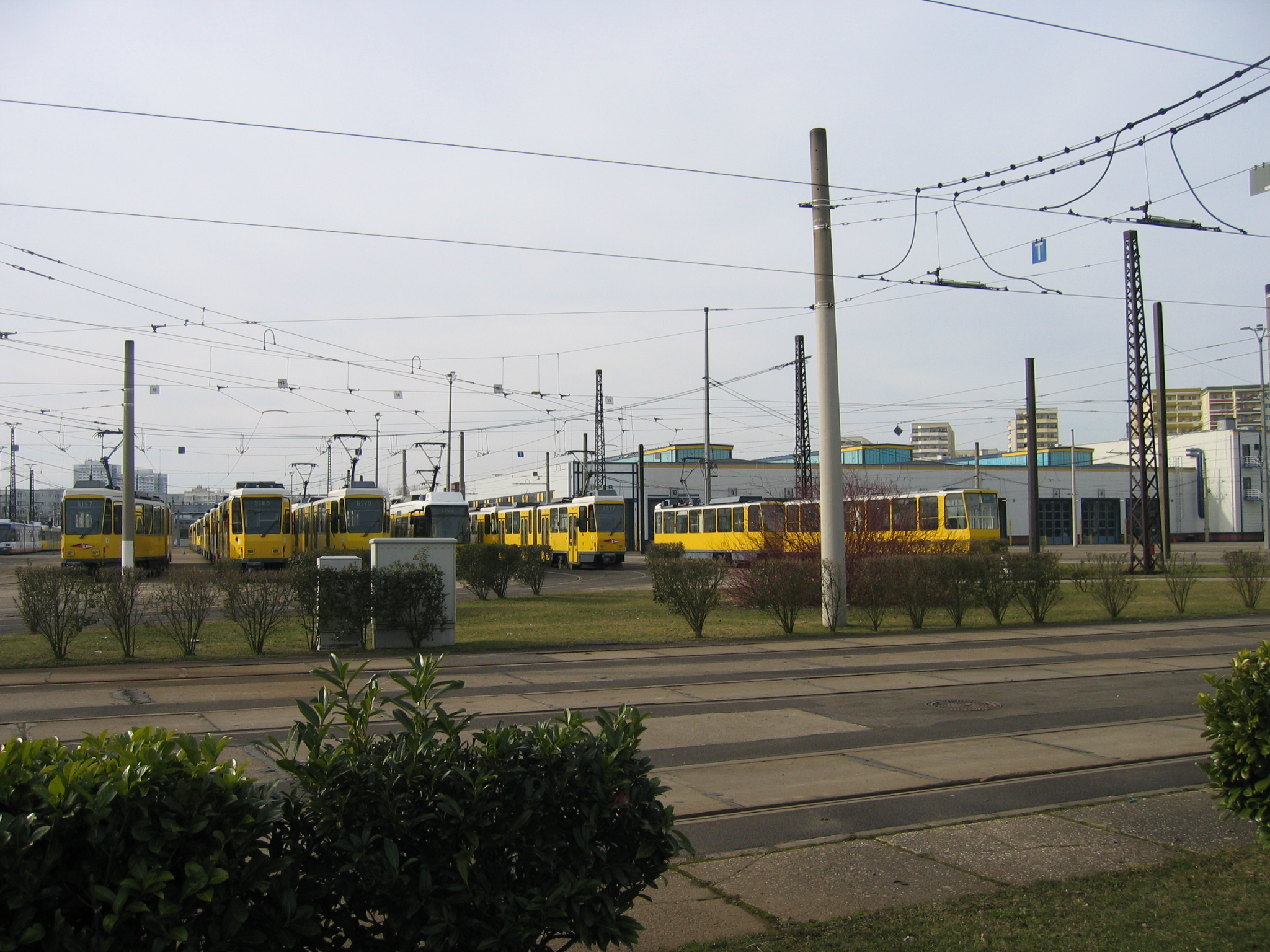
Betriebshof Marzahn

Der Betriebshof Marzahn (Mar) ist der neueste und größte Betriebshof der Straßenbahn. Er befindet sich an der Landsberger Allee an der Grenze zu Hellersdorf. Die Anlage wurde nötig, als in den 1980er Jahren die Strecken in die Neubaugebiete Marzahn, Hohenschönhausen und Hellersdorf entstanden. Die Arbeiten dauerten von April 1981 bis Dezember 1988, die ersten Fahrzeuge konnten schon ab April 1985 untergebracht werden. Der Betriebshof umfasst eine 25-gleisige Freiluftabstellanlage, eine Instandsetzungshalle mit zehn Gleisen, ein Bremsprüfgleis sowie mehrere Hallen für Maschinen und Geräte zur Reparatur der Fahrzeuge. Zusätzlich befindet sich am Eingang des Geländes eine dreigleisige Wendeschleife für Einsetzer. Die Kapazität beträgt etwa 300 Fahrzeuge des Typs Tatra KT4D mit einer Länge von 19 m.

#### Betriebshof Weißensee

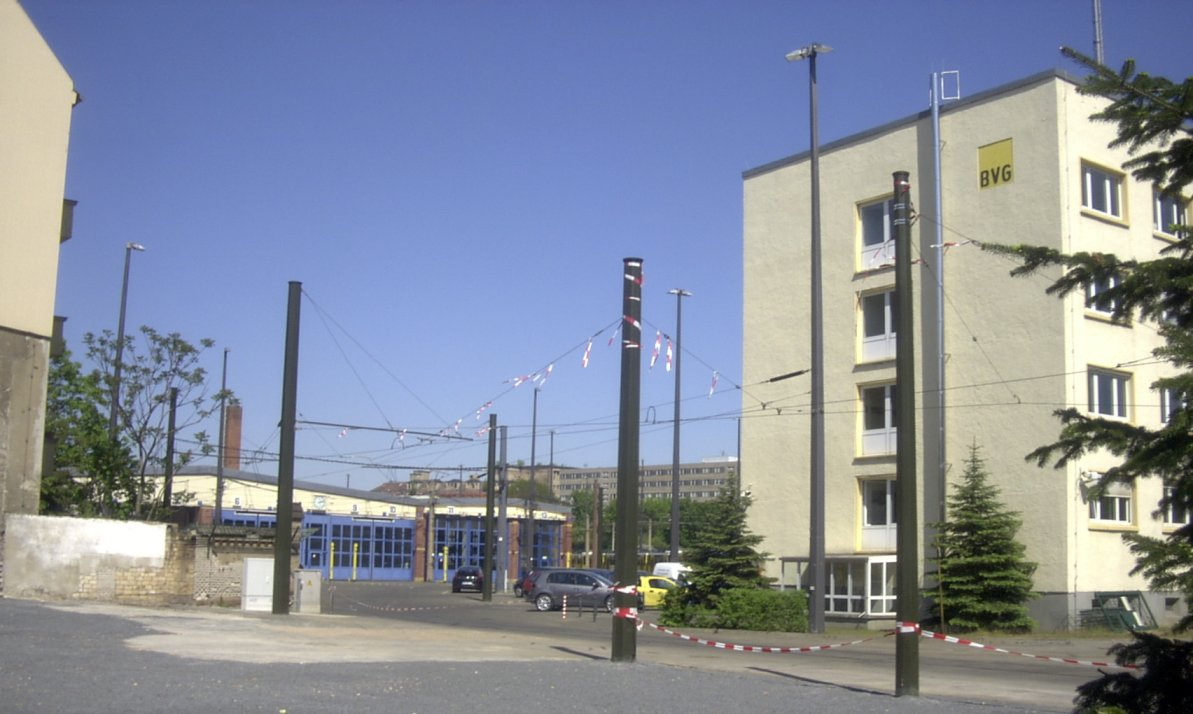
Betriebshof Weißensee

Der Betriebshof Weißensee (Wei) an der Bernkasteler Straße unweit der Berliner Allee wurde 1912 als Bahnhof 22 der Großen Berliner Straßenbahn (GBS) eröffnet. Die Haupthalle bot Platz für etwa 200 Wagen mit elf Metern Länge. 1976 wurde das Gelände um eine elfgleisige Freiluftabstellanlage erweitert. Der Ausbau wurde nötig, da die neuen Wagen des Typs Tatra KT4D hier stationiert werden sollten. Das Depot beheimatet vorrangig die Fahrzeuge der Linien im Bezirk Pankow.

#### Betriebshof Lichtenberg

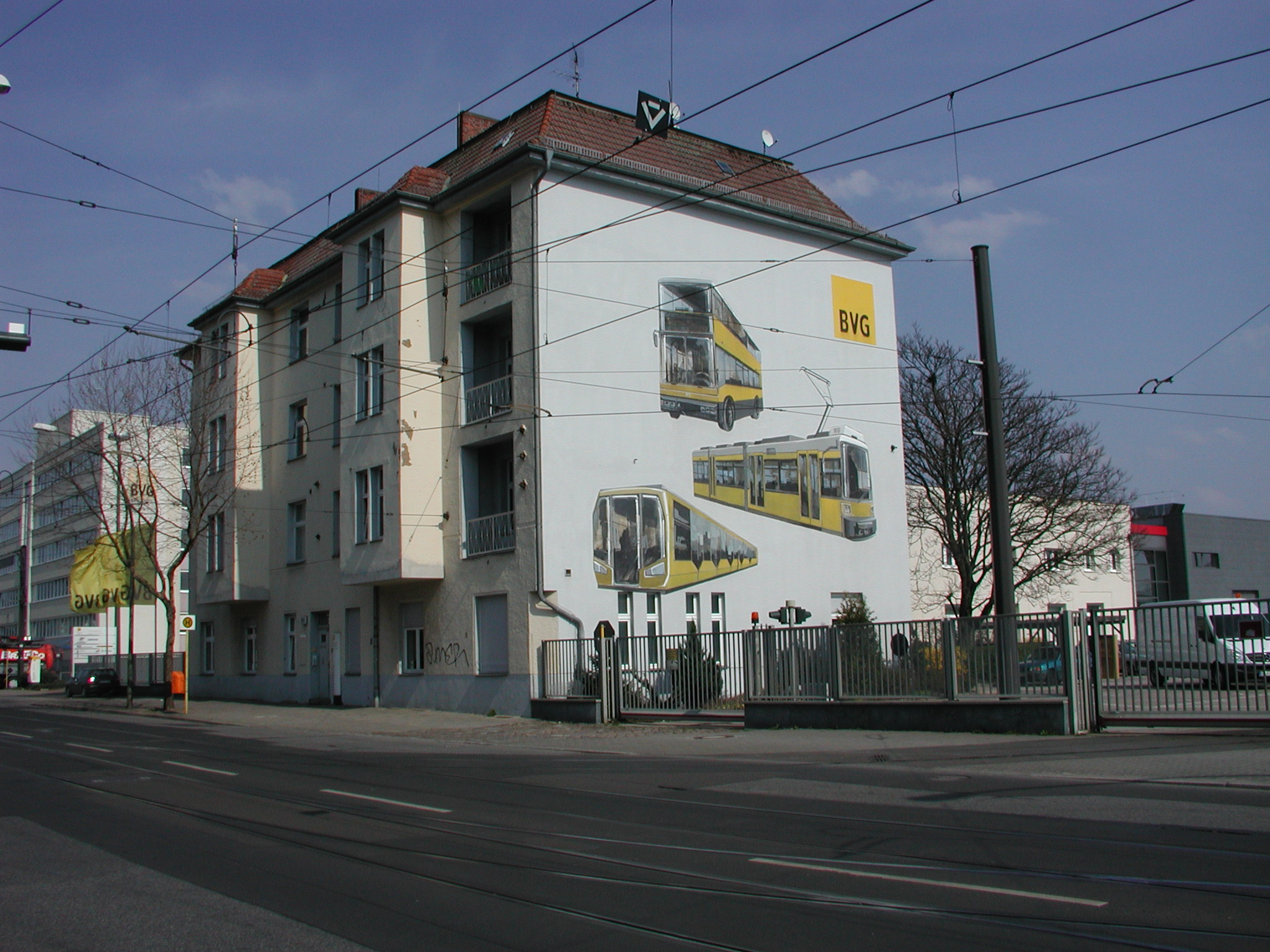
Betriebshof Lichtenberg

Der Betriebshof Lichtenberg (Lich) wurde 1913 als Bahnhof 24 der GBS dem Verkehr übergeben. Er galt zum Zeitpunkt seiner Inbetriebnahme als der weltweit größte Straßenbahnhof. Die beiden Haupthallen fassten insgesamt 540 Wagen mit einer Länge von bis zu elf Metern. Später wurde das Gelände um einen Omnibusbetriebshof erweitert. Die Fahrzeuge der drei zwischen 1951 und 1973 verkehrenden Ost-Berliner O-Bus-Linien waren hier beheimatet. Neben den beiden insgesamt 26 Gleise umfassenden Haupthallen für Wartungs- und Reparaturarbeiten verfügt das Depot außerdem über eine 25-gleisige Freiluftabstellanlage sowie eine zweigleisige Wagenhalle für Arbeitsfahrzeuge. Letztere kamen bei der Erweiterung der Anlagen 1977 hinzu und befinden sich nördlich des Bushofs, der von den Gleisen quasi umschlossen wird.

#### Betriebshof Niederschönhausen
Der Betriebshof Niederschönhausen (Nie) wurde am 26. Mai 1901 eröffnet und befindet sich unweit der Haltestelle Nordend an der Dietzgenstraße. Der Hof diente bis 2015 vorrangig der Unterbringung von historischen Fahrzeugen und ist seitdem ungenutzt. Ab September 2016 wurde der Platz vor der Wagenhalle zum Abstellen von ausgemusterten Wagen des Typs Tatra T6 genutzt. Seit 2018 führte nur noch ein einzelnes Gleis auf das Gelände, das seit 2022 nicht mehr genutzt werden kann, da die entsprechende Weiche für weiteren Einsatz auf dem Betriebshof Nalepastr. ausgebaut wurde.

#### Betriebshof Nalepastraße

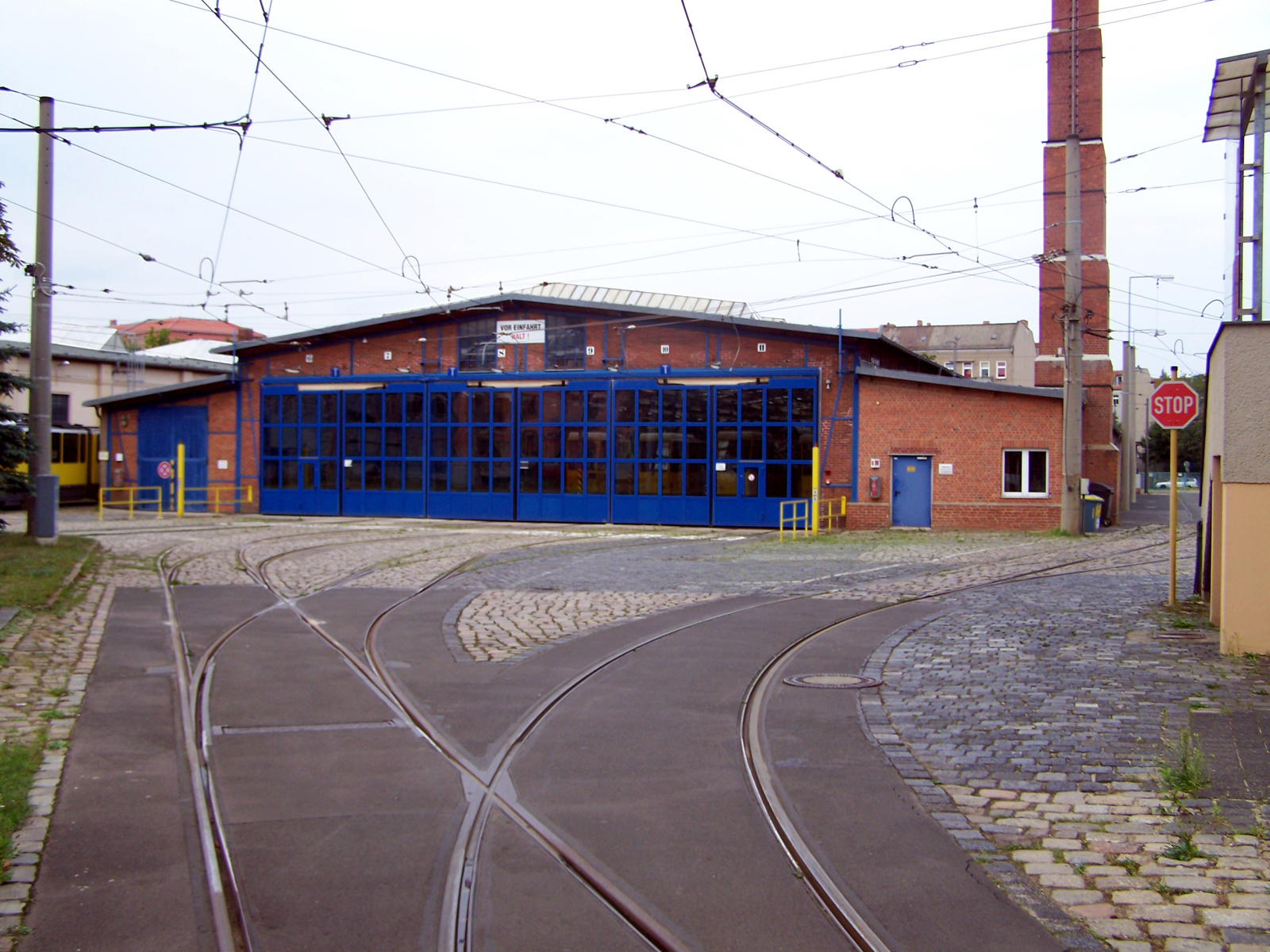
Betriebshof Nalepastraße

Der Betriebshof Nalepastraße (Na) in Oberschöneweide wurde als Betriebshof der Berliner Ostbahnen 1901 in Betrieb genommen, nach der Übernahme durch die GBS wurde er als Bahnhof 15 geführt. Neben den Straßenbahnfahrzeugen betrieben die Ostbahnen die Güterbahn Berlin-Oberschöneweide, die vom Betriebsbahnhof Rummelsburg aus kommend über die Nalepastraße die Industriezweige in Oberschöneweide belieferten. Da die Fahrzeuge anfangs noch von Bullen gezogen wurden, bürgerte sich schnell der Spitzname „Bullenbahn“ ein. Die Bezeichnung wurde später für die elektrischen Lokomotiven des Betriebs verwendet, entweder als „Großer Bulle“ (vierachsig) oder „Kleiner Bulle“ (zweiachsig). Die Fahrzeuge wurden zusammen auf dem Hof untergebracht. Dieser besteht aus zwei insgesamt acht Gleise fassenden Wagenhallen sowie einer fünfgleisigen Freiluftabstellanlage. Noch 1986 entstand vor dem Betriebshof eine Verbindung zwischen der Industriebahn und dem Straßenbahnnetz, die danach von den Straßenbahngüterzügen für den Altpapiertransport befahren wurde. Der Betriebshof wird fast ausschließlich zum Abstellen von ausgemusterten Wagen des Typs Tatra T6A2D gebraucht. Der Hof wird zusammen mit dem Köpenicker Betriebshof als Betriebsteil Südost geführt. Nachdem der Betriebshof zwischenzeitlich wieder reaktiviert werden musste, da aufgrund von Havarien in der Altstadt Köpenick in den Jahren 2007 und 2008 der Betriebshof Köpenick vom Netz fast vollständig getrennt war, werden seit 2015 wieder planmäßig einige Linienzüge abgestellt. Seit dem Jahr 2017 wurde der Betriebshof auch zwischenzeitlich zum Abstellen von Gelenkbussen verwendet, die auf der Linie 165 nur in den Stoßzeiten fahren (Schüler- und Berufsverkehr). Vom 1. November 2021 bis 1. September 2023 wurde der Betriebshof zudem montags bis freitags als Wendemöglichkeit für die Linie 61 genutzt.

#### Betriebshof Köpenick

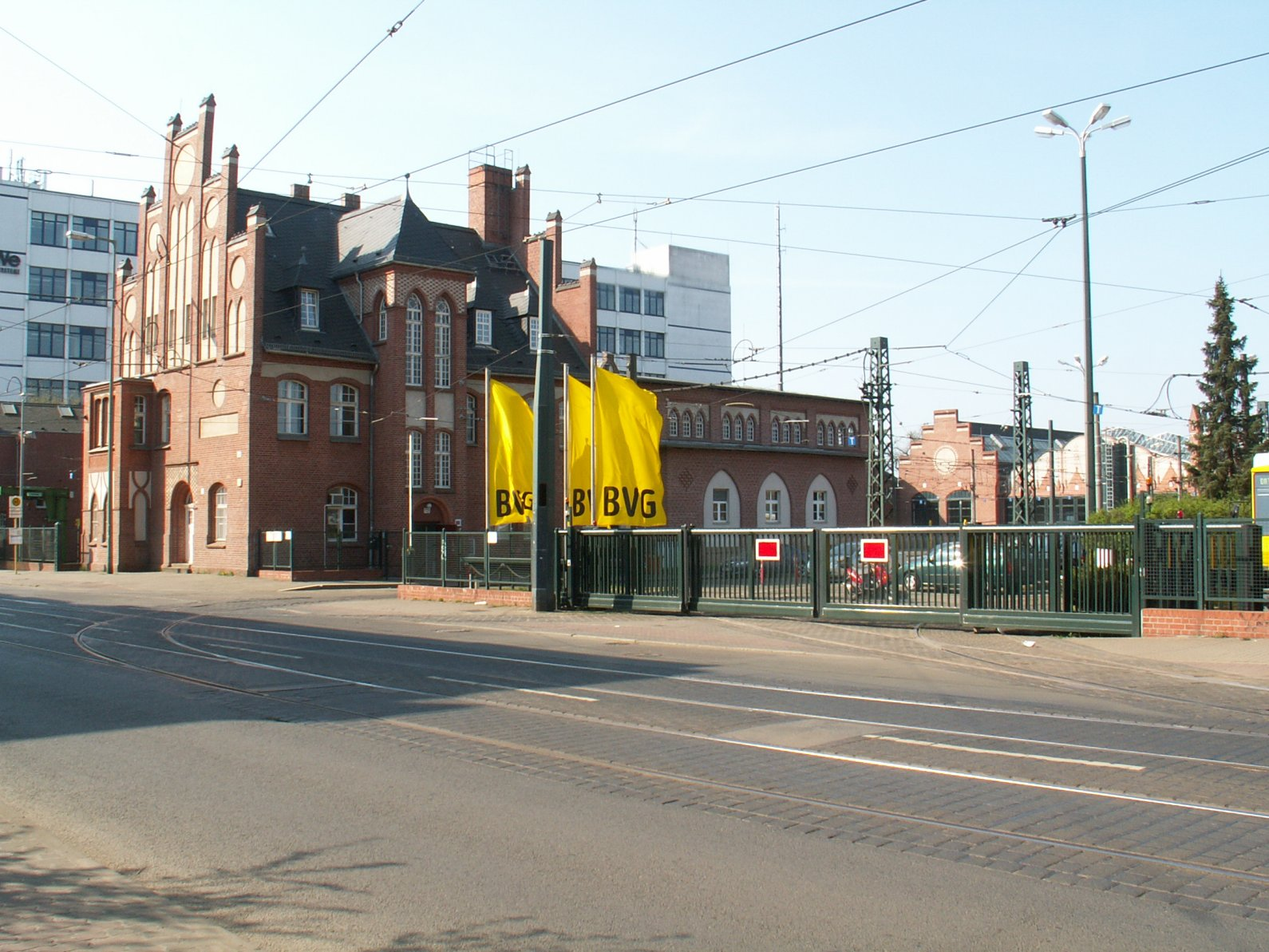
Betriebshof Köpenick

Der Betriebshof Köpenick (Köp) in der Wendenschloßstraße wurde zusammen mit der ersten elektrischen Köpenicker Straßenbahnlinie (der heutigen Linie 62) im Jahr 1903 eröffnet. Später kam er als Bahnhof 26 zur GBS. Der Hof umfasst insgesamt zwei Wagenhallen mit insgesamt 18 Gleisen sowie eine viergleisige Freiluftabstellanlage. Es ist zudem der einzige Betriebshof, auf dessen Gelände sich keine Gleisschleife befindet, sodass die Züge auf der Wendenschloßstraße kehren müssen.
In den 1970er Jahren sollte das Depot geschlossen und dafür ein neues an der Straße An der Wuhlheide entstehen, da hier genügend Platz für eventuelle Erweiterungen bestand. Die Pläne wurden aufgegeben, als die Errichtung der Neubaugebiete in Marzahn und Hellersdorf beschlossen wurde und damit die Verlagerung des Linienangebots abzusehen war.
Da der Betriebshof unter Denkmalschutz steht und für die in Zulauf befindlichen Niederflurfahrzeuge nicht geeignet ist, soll er Mitte bis Ende der 2020er Jahre aufgegeben werden. Das südliche Streckennetz der Straßenbahn soll dann vom neu zu errichtenden Betriebshof Adlershof bedient werden.

#### Gleisbauhof Kniprodestraße

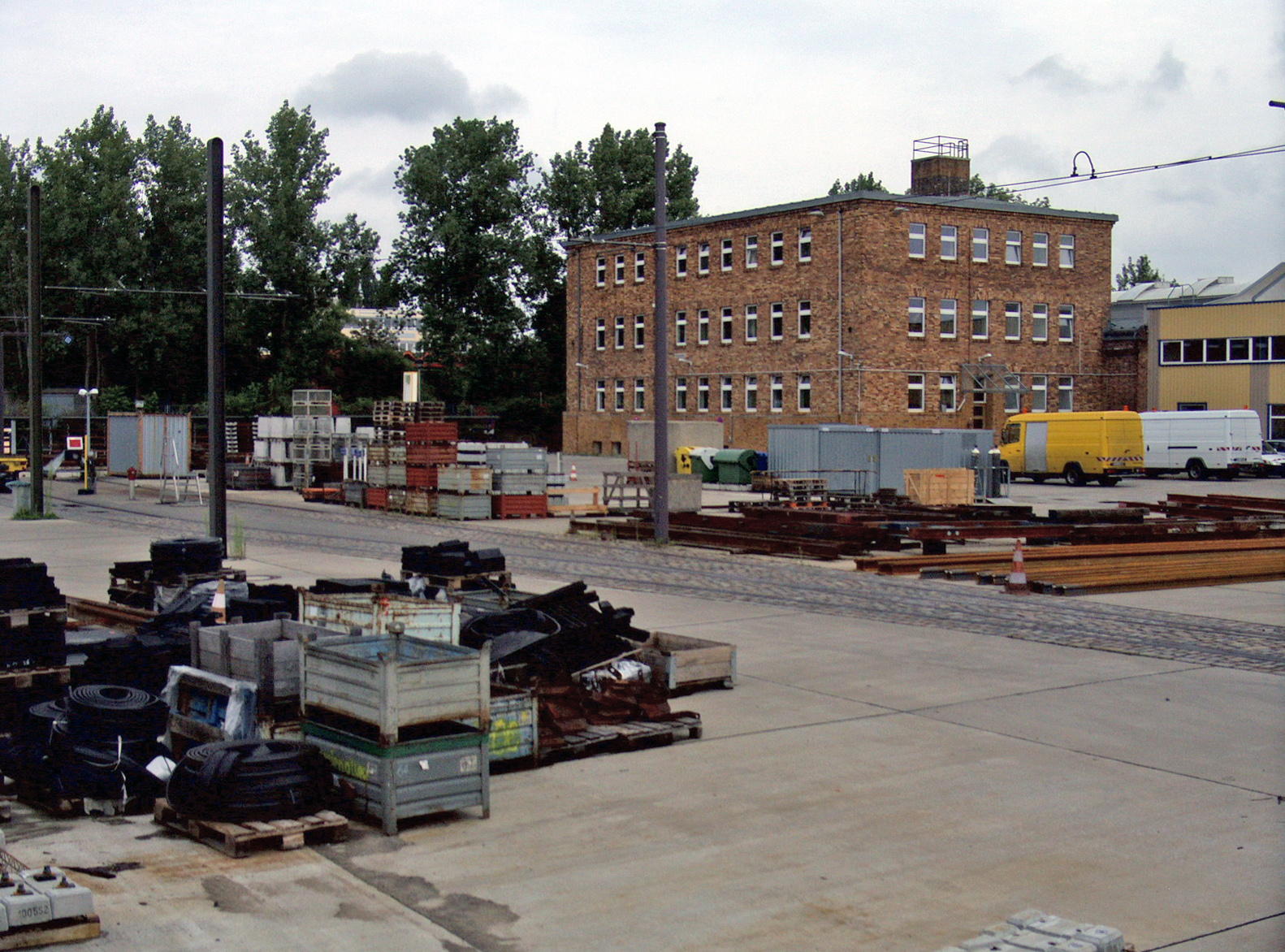
Gleislager Kniprodestraße

Das Gleisbauhof Kniprodestraße schließt sich an die Gleisschleife im Prenzlauer Berg an und ist ein ehemaliger Betriebshof der SSB (Straßenbahnen der Stadt Berlin), der von 1908 bis 1923 bestand. Wegen Linienzusammenlegungen im Rahmen der Vereinigung der Berliner Straßenbahnbetriebe wurde er 1923 zum Gleisbauhof der Berliner Straßenbahn (BST) unter deren Dach bis zur Vereinigung zur BVG im Jahr 1929. Durch den Zweiten Weltkrieg wurde das Gelände teilweise beschädigt, eine umfassende Sanierung blieb allerdings in den darauffolgenden Jahren aus, sodass von dem eigentlichen Betriebshof kaum noch etwas zu sehen ist. Das Gelände dient als Gleislager und Stützpunkt für das Personal und den Fahrzeugpark – darin eingeschlossen ein selbstfahrender Schienenschleifzug – der Gleisinstandhaltung sowie dem Haltestellenservice der Straßenbahn.

#### Betriebshof Adlershof
Da der Betriebshof Köpenick aufgegeben werden muss, ist ein neuer Betriebshof in Adlershof geplant. Bei dem Gelände handelt es sich um einen in den 1990er Jahren stillgelegten und von 2009 bis 2010 nahezu vollständig renaturierten Verlade- bzw. Güterbahnhof, der sich zwischen Bahnhof Adlershof und Köpenicker Straße befindet. Dieser liegt hinter der bestehenden Wendeschleife am Bahnhof, deren Zufahrt von der Rudower Chaussee durch ein vollständig zweigleisiges Dreieck ersetzt wird. Die Realisierung wurde auf den Zeitrahmen 2020–2025 vorgezogen. Der Bebauungsplan wurde im Januar 2020 ausgelegt. Im April 2024 wurden Änderungen zum Bebauungsplan erörtert. Der Planfeststellungsbeschluss wurde Ende Mai 2025 erteilt. Der Berliner Verkehrsbetriebe rechneten daraufhin mit einem Baubeginn 2026 und einer Inbetriebnahme 2030.
Auf dem 52.229 m² großen Grundstück des ehemaligen Kohlebahnhofs sollen eine Werkstatthalle und Nebengebäude entstehen. Die Abstellanlage umfasst 14 Gleise auf denen mit einem Mix von 30 m oder 40 m langen Zügen bis zu 60 Fahrzeuge untergebracht werden können. Das Zufahrtgleis soll Züge bis 60 m oder zwei 30 m-Züge aufnehmen können. Neben dem Durchfahrgleis 1 liegen sechs Gleise mit Durchfahrmöglichkeit zum Abstellen von je vier bis zu 30 m langen Zügen. Daneben liegen sieben Stumpfgleise für je fünf Züge, die über eine Gleisschleife auch an das Durchfahrgleis angebunden sind. Über das Durchfahrgleis wird die Werkstatthalle mit fünf Gleisen erreicht, wobei jedes Gleis für einen 30 m und einen 40 m langen Zug vorgesehen ist. Die 10 m hohe Halle hat einer Ausdehnung von 150 m × 45 m, die sich in eine 150 m × 37 m Werkstatthalle und einen angrenzenden zweigeschossigen Anbau aufteilt. Neben der Instandhaltung wird auch eine Waschanlage und eine Reinigung inklusive Graffitibeseitigung integriert. Im zweiten Stock der Werkstatthalle befinden sich Büros und Aufenthaltsräume. Weitere Hochbauten werden für die Einsatzleitung, ein Gleichrichterwerk, ein Pförtnerhaus und ein Gebäude zur Radprofilmessung errichtet. Eine Halle für die Abstellanlage ist als spätere Option vorgesehen. Der Betriebshof wird durch einen 50 m breiten Streifen von der Köpenicker Straße abgetrennt, auf dem hochwertiges Gewerbe angesiedelt werden soll. Über eine Zufahrt in diesem Streifen können Parkplätze auf dem Betriebshof erreicht werden. Eine zusätzliche Drehtür zur Richard-Willstätter-Straße verkürzt die Wege zur dortigen Kantine.

### Elektrischer Betrieb
Schon 1992 wurde eine Grundsatzentscheidung getroffen, die Fahrleitungsspannung von 600 auf 750 V zu erhöhen und nur noch Fahrzeuge zu beschaffen, die für 750 V geeignet sind. 1995 wurde das erste Gleichrichterwerk (GW809 Glienicker Str) für 750 V ausgelegt und 2001 die Entscheidung getroffen, bis 2015 alle Anlagen (einschließlich Gleichrichterwerke) für einen späteren Betrieb mit 750 V umzurüsten. Dies wurde bis 2014 umgesetzt. Erste Fahrzeugtests erfolgten 2013 in der Wendenschlossstraße. Ab 2020 begann dann die Umstellungsvorbereitung mit einem Bremsgleis in Marzahn, das man zwischen 600 und 750 V umstellen konnte. Weitere Fahrzeugtests erfolgten 2021 und 2022 auf der Strecke von Gleisschleife Wuhletal bis Ahrensfelde. Die Flexity-Fahrzeuge sowie modernisierte GT6U waren dabei geeignet für einen Mischbetrieb und konnten in der Software für den Betrieb unter 750 V umgestellt werden.
Die Umstellung des Netzes erfolgte in drei Phasen. In der Nacht vom 11. auf den 12. März 2023 wurde das gesamte Köpenicker Straßenbahnnetz auf 750 V umgestellt. Neben den 16 Gleichrichterwerken wurden 63 Fahrzeuge der GT6-Flotte umgerüstet. Die Umstellung des Berliner Hauptnetzes begann in der Nacht vom 1. auf den 2. April 2023. Neben neun Gleichrichterwerken wurden alle 231 Flexity-Züge sowie die verbliebenen GT6 umgestellt. Danach wurden schrittweise die verbliebenen 37 Gleichrichterwerke im Hauptnetz in sechs Nachteinsätzen bis zum 14. April 2023 umgerüstet. Insgesamt wurden 381 Fahrzeuge, 61 Gleichrichterwerke und 139 Trafos im gesamten Netz von 197 km Streckenlänge umgestellt.

### Barrierefreiheit
Die BVG hat das Ziel, in den kommenden Jahren das gesamte Straßenbahnnetz barrierefrei auszubauen. Neben neuen Mittelbahnsteigen werden an einigen straßenbündig verlaufenden Strecken Haltestellenkaps gebaut – bis Oktober 2015 gibt es 44 Kaps im Streckennetz. Dies ist Teil der Planung, dass der Berliner ÖPNV bis 2020 weitgehend barrierefrei ist. Das Straßenbahnnetz sollte ursprünglich ab Ende 2017 komplett barrierefrei zugänglich sein. Durch einen erweiterten Bedarf wurden von März 2018 bis Februar 2021 aber wieder nicht stufenfrei zugängliche Tatratriebwagen planmäßig auf der Linie M17 eingesetzt. Durch den Abschluss der Bauarbeiten 2021 sowie den Zulauf von weiteren Triebwagen der Bauart Flexity Berlin ab Mitte 2020 wurde der barrierefreie Sollzustand mit der Ausmusterung der letzten Tatrawagen vom Typ KT4Dmod am 7. Mai 2021 dann dauerhaft erreicht.
Die Bahnsteige sind für eine Höhe von 220 mm über SOK ausgelegt. Für die Barrierefreiheit soll dies um maximal 30 mm nach oben oder unten abweichen sowie ein Restspalt von maximal 50 mm gewährleistet sein.

## Pläne für Stilllegungen
Zusammen mit der Bevölkerungszahl Berlins wächst auch die Zahl der beförderten Fahrgäste seit Beginn der 2010er Jahre, so gibt es keine aktuellen Planungen für Streckenstilllegungen.
Bis 2006 gab es Überlegungen, Teile der Linien M1, M2, 12, 21, 27, 60, 61 und 68 stillzulegen, sobald die damals für unrentabel erachteten Streckenteile für einen weiteren Betrieb erneuert werden müssten. Diese wurden jedoch nicht realisiert, tatsächlich wurden inzwischen einige der genannten Strecken saniert, die Taktzeiten auf ihnen verdichtet, oder es existieren – wie nachfolgend erwähnt – sogar Pläne für Verlängerungen.

## Pläne für Neubaustrecken

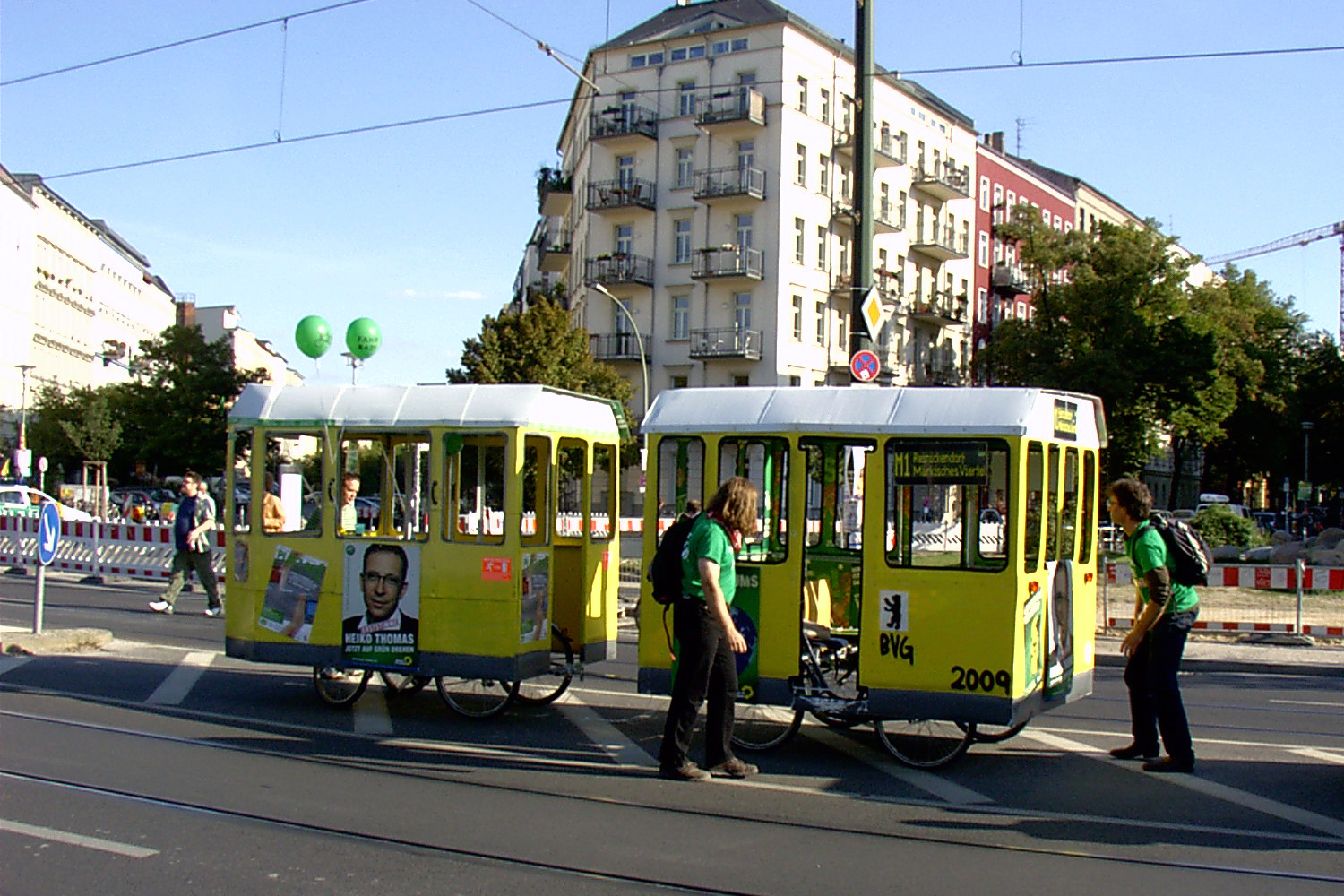
Modell auf einer Kundgebung für den Straßenbahnneubau, Prenzlauer Berg, 2009

Im Nahverkehrsplan vom 26. Februar 2019 waren folgende Streckenneubauten mit Zeitplan im vordringlichen Bedarf bis 2026 aufgelistet.
- Hauptbahnhof – Turmstraße (in Betrieb)
- Ostkreuz
- Adlershof II (in Betrieb)
- Straßenbahnausbau Mahlsdorf
- Alexanderplatz – Potsdamer Platz/Kulturforum
- Warschauer Straße – Hermannplatz
- Blankenburger Süden
- Weißensee – Heinersdorf – Pankow
- Turmstraße – Jungfernheide
- Jungfernheide – UTR – Schumacher Quartier

Die Strecke Johannisthal – Johannisthaler Chaussee wurde als dringlich ab 2028 eingestuft.

### Jungfernheide

Planung Neubaustrecke Turmstraße – Jungfernheide

Die oben erwähnte Strecke vom Hauptbahnhof zum U-Bahnhof Turmstraße soll über U-Bahnhof Mierendorffplatz zum Bahnhof Jungfernheide verlängert werden. Die Variantenuntersuchungen ergaben im Oktober 2019 als Vorzugsvariante eine Verlängerung von Turmstraße entlang Huttenstraße, dann südlich über Wiebestraße zur Kaiserin-Augusta-Allee, entlang dieser zum Mierendorffplatz und darüber hinaus entlang Osnabrücker Straße zum Tegeler Weg. Den Tegeler Weg nördlich zum Bahnhof Jungfernheide, der unterquert wird, und mit einer Endhaltestelle nördlich des Bahnhofs angeschlossen wird. Im Sommer 2020 verlief die Vergabe der Planungsleistungen für den Abschnitt. Die Inbetriebnahme war für 2024 geplant, 2023 wurde frühestens mit einer Fertigstellung im Jahr 2028 gerechnet.

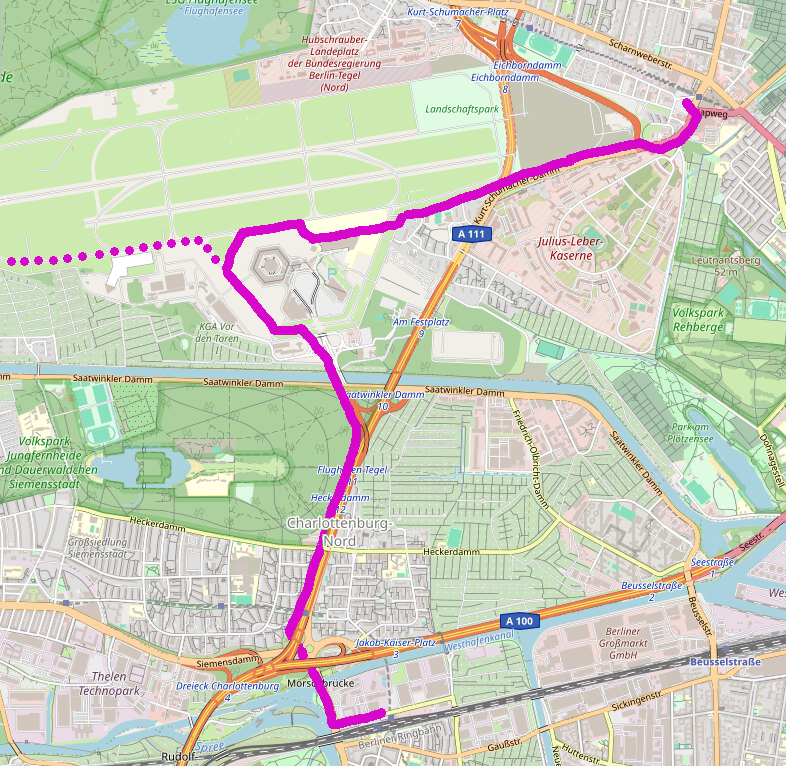
Planung Neubaustrecke Jungfernheide – UTR – Kurt-Schumacher-Platz

Vom Bahnhof Jungfernheide gibt es verschiedene Vorschläge zur Verlängerung nach Norden und gegebenenfalls Spandau. Seit 2019 gab es Variantenuntersuchungen zur Erschließung der Urban Tech Republic. Im Januar 2024 beschloss der Senat die Fortführung der Straßenbahn zu diesem Stadtquartier. Der vorgeschlagene Linienverlauf führt vom Bahnhof Jungfernheide über U-Bahnhof Jakob-Kaiser-Platz entlang der Stadtautobahn A 100/A 111 und biegt vor der Anschlussstelle Saatwinkler Damm zum ehemaligen Flughafen Tegel ab. Dort wird das ehemalige Hauptterminal westlich umrundet, um dann nach Nordosten Richtung Schumacher Quartier weiterzuführen. Die Endhaltestelle ist am U-Bahnhof Kurt-Schumacher-Platz geplant. Insgesamt sind elf Haltestellen vorgesehen. Die Kosten der sieben Kilometer langen Strecke belaufen sich auf 85,74 Millionen Euro. Baubeginn soll 2028 mit einer möglichen Eröffnung 2030 sein. Die beschlossene Variante 2 beinhaltet ein neues Brückenbauwerk am Saatwinkler Damm und einen neuen Betriebshof für 100 Züge im westlichen Bereich der UTR, der als Voraussetzung für die Weiterführung der Straßenbahn in Richtung Spandau gilt.

### Gropiusstadt

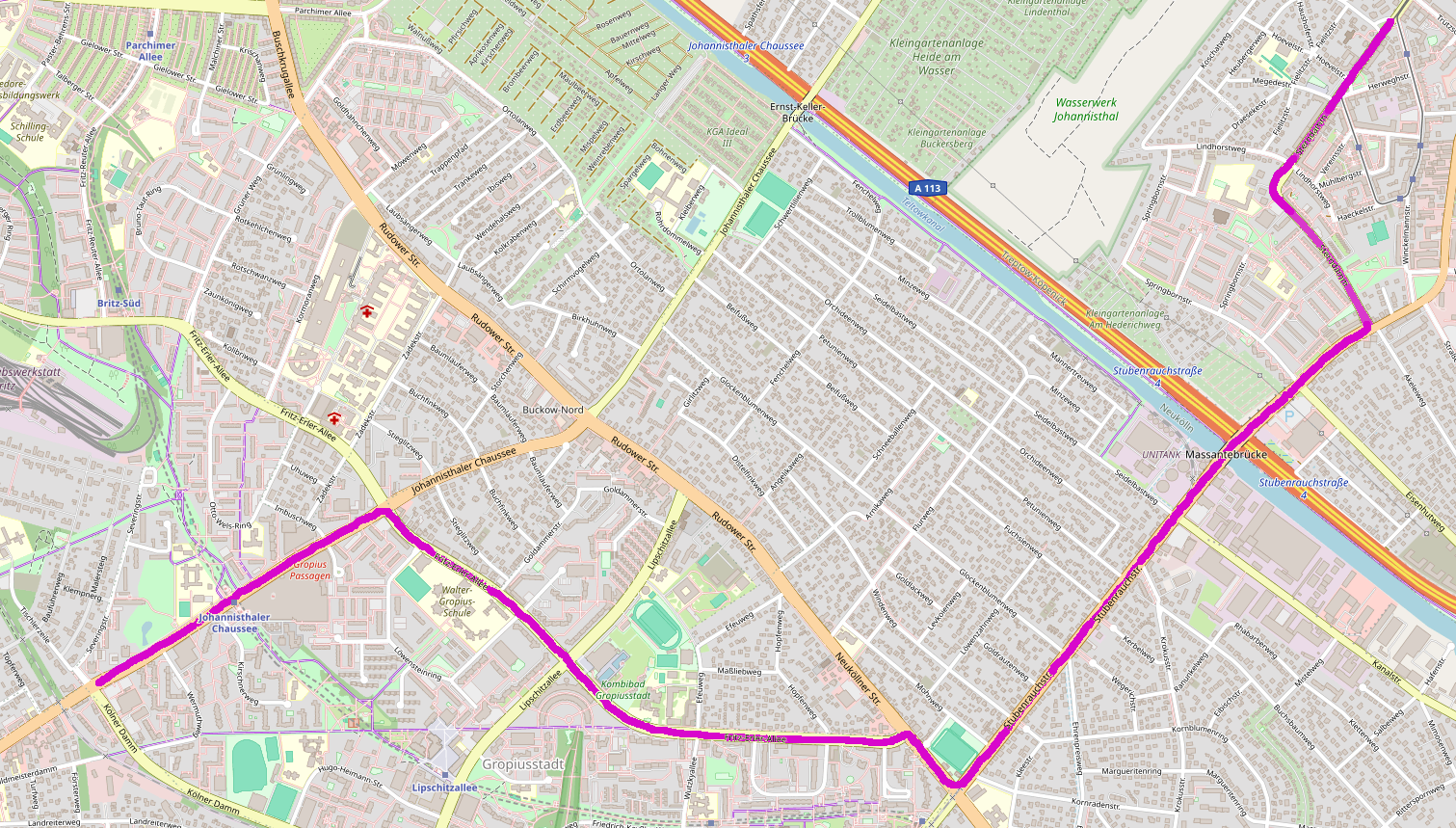
Planung Straßenbahn in die Gropiusstadt

In Johannisthal soll eine Strecke über den Sterndamm und die Stubenrauchstraße bis zum U-Bahnhof Zwickauer Damm in Rudow oder (Planungsvariante) zum U-Bahnhof Johannisthaler Chaussee führen. Die Strecke würde große Teile des angebotenen Busverkehrs ersetzen, umsteigefreie Verkehrsverbindungen zwischen den Bezirken Lichtenberg, Treptow-Köpenick und Neukölln schaffen, sowie die bereits vorhandenen Strecken der U- und S-Bahn (U7, S-Bahn-Linien auf der Görlitzer Bahn) miteinander verbinden. 2022 begann die Grundlagenuntersuchung für den Streckenabschnitt mit einer geplanten Inbetriebnahme im Jahr 2029. Für diese Strecke wurde als Vorleistung beim Bau der Hermann-Gladenbeck-Brücke über die A 113 und der Massantebrücke über den Teltowkanal 2004 Platz für die Straßenbahngleise gelassen. Ebenfalls kann das vorhandene Planum der Neukölln-Mittenwalder Eisenbahn auf der Stubenrauchstraße hinter der Massantebrücke/Hermann-Gladenbeck-Brücke genutzt werden, das bis kurz hinter den U-Bahnhof Zwickauer Damm reicht.
Diese Planungen wurden im November 2023 vom neuen Senat bestätigt und eine Vorzugsvariante festgelegt – über die Brücke entlang der Stubenrauchstraße, an der Neuköllner Straße abbiegend zur Fritz-Erler-Allee, diese entlang bis zur Johannisthaler Chaussee, über die der U-Bahnhof Johannisthaler Chaussee erreicht wird, und auf der Straße am Kölner Damm wendet. Die 6,2 Kilometer lange Strecke erhält elf Stationen, und soll für mindestens 119 Millionen bis 2029 realisiert werden. Von dort soll eine Verlängerung Richtung Buckow/Marienfelde (ab 2035) geplant werden.
Aufgrund der Haushaltsnotlage für 2025 wurde die weitere Planung gestoppt. Auch alternative Varianten werden nicht weiter verfolgt.

### Nordostraum

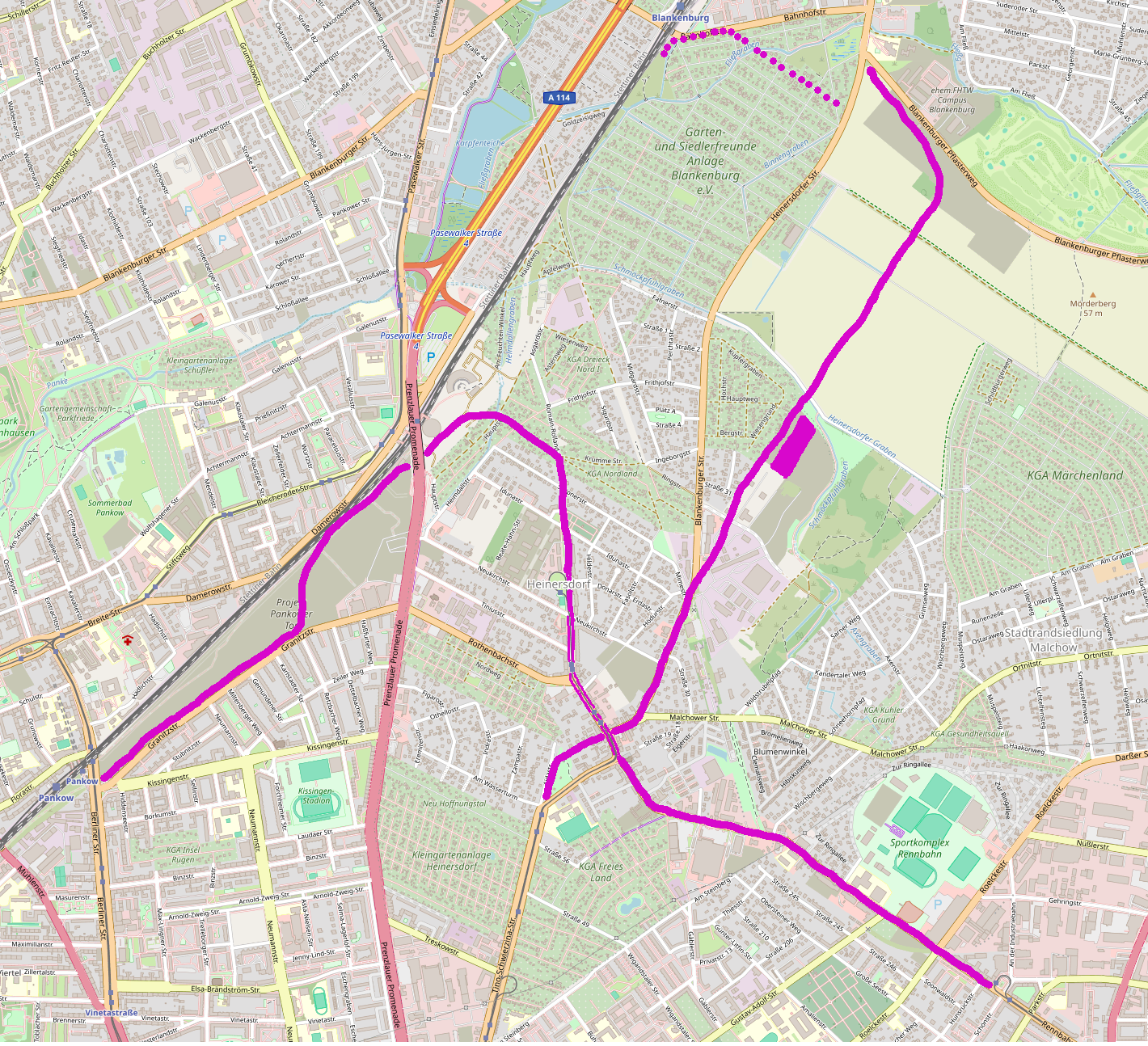
Planung Erschließung Nordostraum – zwei Neubaustrecken: Heinersdorf nördlich zum Blankenburger Süden und Verlängerung von Weißensee via Heinersdorf westlich nach Pankow

Von 2016 bis 2018 erfolgten Untersuchungen zur Erschließung des Stadtquartiers Blankenburger Süden. In dessen Ergebnis wurde festgelegt, die Straßenbahnlinie M2 von Heinersdorf bis zum S-Bahnhof Blankenburg zu verlängern. Die Grundsatzentscheidung erfolgte im Juni 2020, wobei noch Trassenvarianten untersucht werden mussten. Zu diesem Zeitpunkt war der Baubeginn war für 2025 und die geplante Inbetriebnahme für 2026 vorgesehen. Die damalige Vorzugsvariante mit 4,1 Kilometern wurde dabei mit mindestens 60 Millionen Euro kalkuliert. 2021 wurde zusätzlich beschlossen, einen neuen Betriebshof Blankenfelde für 80 Straßenbahn-Züge bis 2030 zu errichten.
Der neue Senat bestätigte im November 2023 die Verlängerung der M2, allerdings nicht bis zum Bahnhof Blankenburg, sondern die Strecke endet im nordwestlichen Teil des neuen Stadtquartiers (am neuen Betriebshof). Die neue Vorzugstrasse führt wie bisher durch den Dorfkern Heinersdorf, der im Querschnitt erweitert und einer neuen Ampelanlage ausgestattet wird. Die Endhaltestelle liegt im Bereich Blankenburger Pflasterweg/Heinersdorfer Straße.
Neben der Verlängerung zum neuen Stadtquartier solle eine Tangentialverbindung Pankow über Heinersdorf nach Weißensee verbinden, im Sommer 2020 wurden die Untersuchungen dafür abgeschlossen. Geplante Inbetriebnahme ist 2030. Auf dieser Strecke soll die M2 fahren.

### Ostkreuz

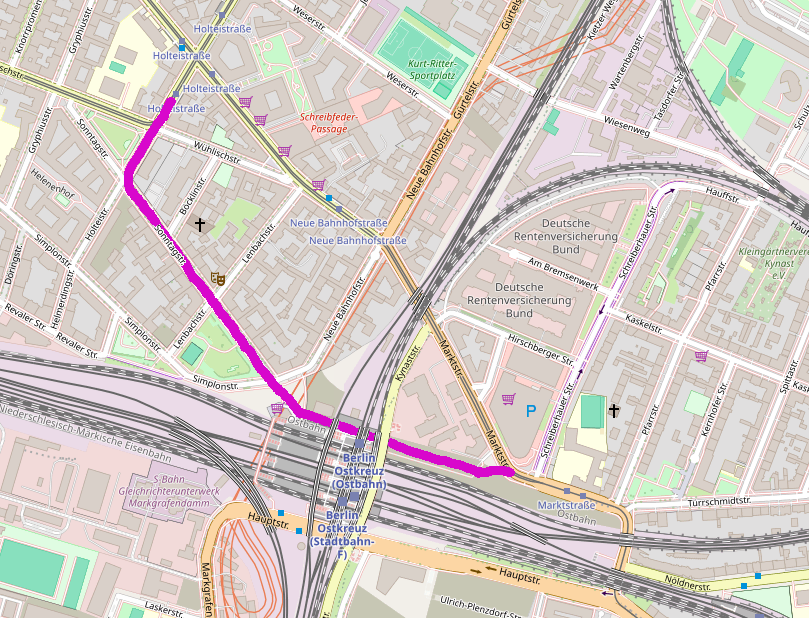
Planung Verlegung Straßenbahn zum Ostkreuz

Im Zusammenhang mit dem Umbau des Bahnhofs Ostkreuz soll die Straßenbahnlinie 21 unmittelbar an diesen herangeführt werden. Schon in den Vorbereitungen für den Bebauungsplan am Ostkreuz (2004–2007) taucht die „Heranführung der Straßenbahn durch die Sonntagstraße zum Bahnhofsvorplatz“ auf. Erste Pläne beim Senat sind seit 2002 bekannt. Die ursprüngliche Trasse der Straßenbahn im Verlauf der Marktstraße/Boxhagener Straße führt in einem flachen Bogen nordöstlich am Ostkreuz vorbei. Ein Umsteigen zwischen der Straßenbahn und der S-Bahn erfordert einen etwa 500 m langen Fußweg. Zukünftig soll die Straßenbahn nach einer Trassenverlegung an einem neu zu bauenden Vorplatz im Nordwesten des Bahnhofs halten und über die Sonntagstraße und die Holteistraße zur Boxhagener Straße geführt werden. Der Streckenabschnitt Marktstraße–Boxhagener Straße (bis zur Kreuzung mit der Holteistraße) wird für den Straßenbahnverkehr aufgegeben. Ursprünglich stand auch eine Führung der 21 (neu) von der Sonntagstraße in die Wühlischstraße (Mitnutzung der bestehenden M13-Trasse) zur Warschauer Straße zur Diskussion. Sie hätte sich allerdings sehr nachteilig auf die verkehrliche Erschließung der Wohngebiete entlang der Boxhagener Straße ausgewirkt und wurde mittlerweile verworfen. In diesem Zusammenhang soll eine neue Linie 22 bis zur Kosanke-Siedlung eingerichtet werden. 2012 plante man noch mit einer Inbetriebnahme zeitgleich mit der Fertigstellung des Umbaus am Ostkreuz im Jahr 2016 oder 2017. Im Juni und Dezember 2013 erfolgte die förmliche Variantenfestlegung durch die Senatsverwaltung. Im September 2015 erfolgte die frühzeitigen Bürgerbeteiligung im Vorfeld des Planfeststellungsverfahrens. Zu diesem Zeitpunkten waren die Vorplanungen für den Neubau bereits im Gange, 2017 sollten die Bauarbeiten beginnen.
Die öffentliche Auslegung zur Planfeststellung erfolgte im Januar 2018. Dabei kam es zu über 1000 Einwendungen, sodass auch ein Termin zu Anfang 2021 nicht mehr als realistisch gesehen wurde. Anfang 2020 wurde eine Realisierung nicht vor 2022 erwartet. Im Rahmen des Feststellungsverfahrens zeigte sich, dass auf der Ostseite des Bahnhofs mehr Anrainer betroffen sind, als das ursprüngliche Schallschutzgutachten betrachtet hatte, sodass 2021 eine erneute Auslegung zur Planfeststellung erforderlich wurde. Zu diesem Zeitpunkt rechnete man mit einer Eröffnung 2026. 2022 kam es jedoch durch einen Widerspruch der Berliner Feuerwehr zur Umplanung der Straßenbahnhaltestelle, und eine dritte Auslegung der Planfeststellungsunterlagen wurde erforderlich. Der Termin der Auslegung zu Mitte 2023 wurde schließlich verschoben, da alle Unterlagen nicht vor Mai 2024 fertig gestellt werden können. Seit Juni 2024 liegen die Planfeststellungsunterlagen nun aus. Als Kostenpunkt wurden 2018 rund 12,6 Millionen Euro angegeben.
Weiterhin wird seit 2024 geplant, eine Straßenbahnlinie 22 einzurichten, die bis Frankfurter Tor auf der gleichen Strecke wie die Linie 21 fährt, dann aber bis Kniprodestraße fährt. Die beiden Linien, jeweils im 20-Minuten-Takt, überlagern sich auf dem gemeinsamen Streckenabschnitt zu einem Zehn-Minuten-Takt.

### Mahlsdorf

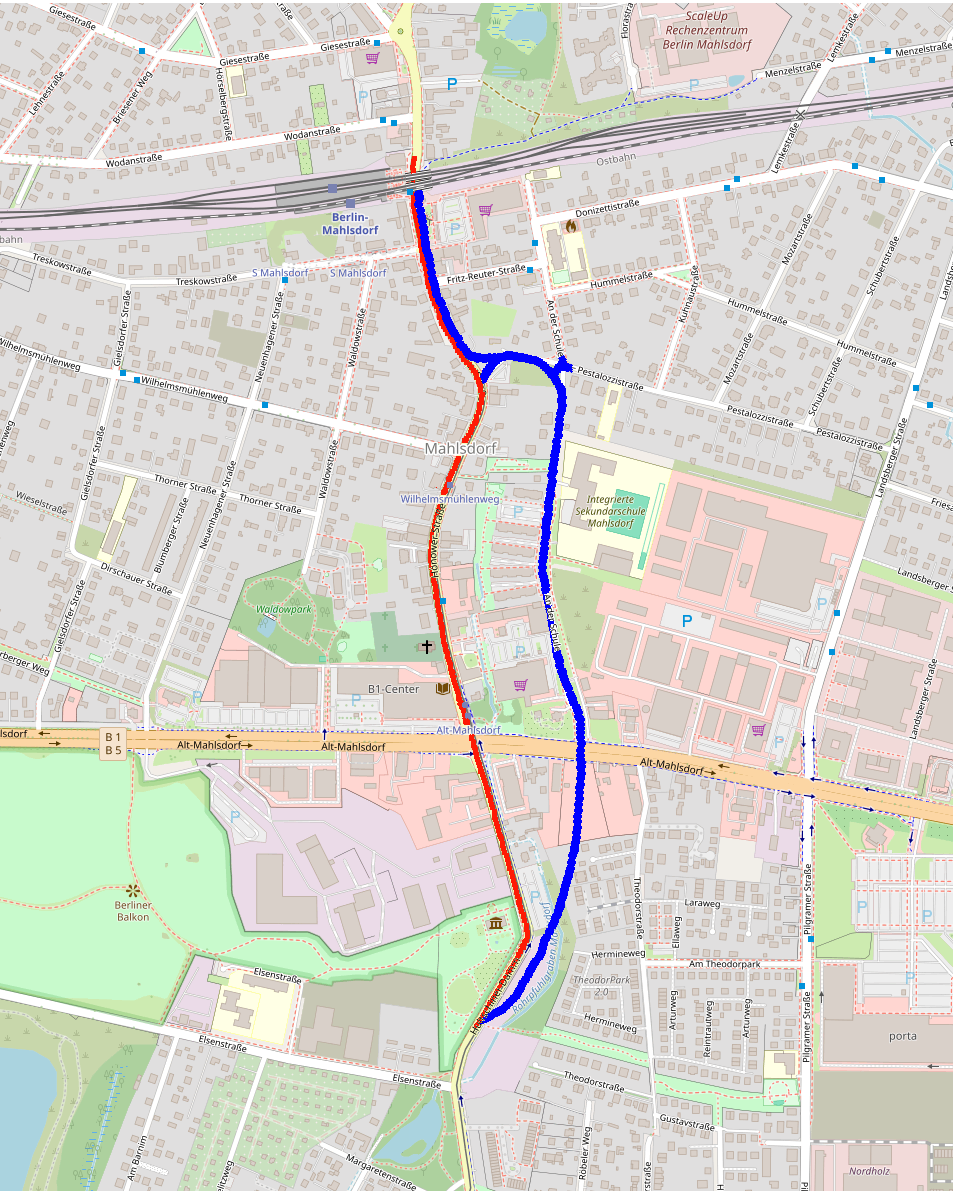
Vorzugsvariante Ausbau Mahlsdorf

In Mahlsdorf gibt es frühere Planungen der BVG eines Lückenschlusses für die Linie 62 vom S-Bahnhof Mahlsdorf durch die Ridbacher Straße und die Nossener Straße zum U-Bahnhof Hellersdorf (Kosten: rund 28 Millionen Euro). Unter Anwohnern der Strecke ist diese Planung umstritten.
In den Planungen von 2018/2019 wurde dies auf einen zweigleisigen Ausbau der Strecke zwischen Alt-Mahlsdorf und S-Bahnhof Mahlsdorf verkürzt, um dort einen 10-Minuten-Takt zu realisieren. Dazu gehört die Verlegung der Endstelle am S-Bahnhof Mahlsdorf von der Wendeschleife unter die Brücke in der Hönower Straße (und hält eine Verlängerung nach Hellersdorf offen). In der Vorzugsvariante folgt dabei die Straßenbahn dem bisherigen Verlauf durch den Ortskern, mit zusätzlichen Radwegen, während der Durchgangsverkehr für Kraftfahrzeuge auf die parallel verlaufende Straße An der Schule verlegt wird. In der Alternativvariante ist das getauscht. Die Vergleichsvarianten durch Neuenhagener Straße und Landsberger Straße stellen sich schlechter dar. Geplante Inbetriebnahme war für 2028 vorgesehen.
Im April 2023 wurden die Planfeststellungsunterlagen für den Neubau der Straße An der Schule fertig gestellt. Baubeginn wird für das Frühjahr 2025 angestrebt. Das Planfeststellungsverfahren ist im August 2023 begonnen worden.
Der neue Senat und die BVG sprachen sich im Dezember 2023 für die Alternativvariante aus, da hier die Anwohner entlang der Führung über An der Schule weniger von neuem Lärm betroffen sind. Die Planfeststellung hierzu sollte im Frühjahr 2024 beginnen. Eine Kostenschätzung war da noch nicht bekannt. Ziel war die Planfeststellung bis 2026. Kritiker wandten ein, dass die Umplanung zu Verzögerungen von sechs Jahren führen können. Im November 2024 wurde bekannt, dass das laufende Planfeststellungsverfahren mit Führung der Straßenbahn durch die Hönower Straße nicht gestoppt wird. Ausschlaggebend sind erweiterte Kostenbetrachtungen der BVG, die zusätzlichen Planungskosten in Höhe von mehr als fünf Millionen Euro erwartet, eine deutliche Fahrzeitverlängerung entlang der längeren Strecke mit mehr Kreuzungspunkten, wofür auch die Beschaffung einer neuen Straßenbahn für 3,5 Millionen Euro und zusätzliche drei Personalstellen erforderlich wären. Die BVG verwies darauf, dass eine neue Wirtschaftlichkeitsuntersuchung die Alternativvariante ausschließen könnte. Somit soll das Genehmigungsverfahren Ende 2024 starten, für einen Baubeginn Ende 2026 und Eröffnung Ende 2028/Anfang 2029.

### Potsdamer Straße
Vom Alexanderplatz soll eine Strecke durch die Leipziger Straße über Potsdamer Platz, Kulturforum, Kleistpark zum Rathaus Steglitz führen. Bereits im Jahr 2000 wurden hierfür Gleise in der Leipziger Straße verlegt. Damals protestierten der hier ansässige Bundesrat und der DaimlerChrysler-Konzern gegen die Straßenbahn. Beide befürchteten erhebliche Verkehrsprobleme auf der stark belasteten Straße. Ursprünglich sollten die Bauarbeiten 2008 begonnen werden. Im Sommer 2020 waren die Vorplanungen für den Abschnitt Alexanderplatz–Potsdamer Platz in Arbeit. Es werden Baukosten in Höhe von etwa 45 Millionen Euro erwartet, die BVG rechnet mit etwa 50.000 Fahrgästen pro Tag auf der neuen Strecke. Geplante Inbetriebnahme ist frühesten 2028/2029. Im Oktober 2023 wurde jedoch bekannt, dass die neue Verkehrssenatorin Manja Schreiner eine unbekannte alternative Trassenführung prüfen will.
Die auf unbestimmte Zeit verschobenen Aktivitäten für die Strecke führten dazu, dass sich am 16. Januar 2024 mehrere prominente Einrichtungen wie die Berliner Philharmoniker, die Nationalgalerie Berlin, die Stiftung Preußischer Kulturbesitz und die Gemäldegalerie mit einer dringenden Bitte direkt an die Verkehrssenatorin gewandt haben. Das Straßenbahnprojekt – konkret die Verlängerung der Linie M4 – sollte vordringlich weiter betrieben werden, denn die genannten und weitere Kulturziele wie das im Bau befindliche Museum der Moderne beiderseits der geplanten Trassenführung sollen besser durch den barrierefreien ÖPNV erreichbar werden. Insgesamt würde sich eine höhere Aufenthaltsqualität im Innenstadtbereich ergeben. Die Bahn soll die stark frequentierten Buslinien M48 und M85 baldmöglichst ersetzen. Die Weiterführung vom Kulturforum nach Schöneberg und Steglitz könne in einem zweiten Schritt erfolgen und würde die Linie vollenden.

### M10 Kreuzberg
Eine neue Strecke soll von der Warschauer Straße bis zum Hermannplatz errichtet werden unter Prüfung alternativer Routen zur Querung des Görlitzer Parks. Bereits 1993 wurden dafür als Vorleistung Straßenbahngleise auf der Oberbaumbrücke verlegt. Die Strecke soll durch die Falckensteinstraße, den Görlitzer Park, die Glogauer und Pannierstraße führen und am Hermannplatz enden. Damit würden die Einwohner Neuköllns und Kreuzbergs eine wesentlich bessere Verbindung in den Osten Berlins bekommen, die BVG erwartet etwa 20.000 Fahrgäste je Werktag. Langfristig könnte die Straßenbahn über Urbanstraße, Blücherstraße, Hallesches Tor und Hauptbahnhof zum Kleinen Ring geschlossen werden. Die Gleise auf der Oberbaumbrücke wurden im Jahr 2019, nachdem sie 26 Jahre ungenutzt auf der Brücke gelegen hatten, im Rahmen von Sanierungsarbeiten ersatzlos ausgebaut und verschrottet. Im Sommer 2020 befanden sich BVG und Senatsverwaltung im Abschluss des Beteiligungsprozesses. Im November 2022 wurde entschieden, dass der Hermannplatz selbst nicht als Endhaltestelle genutzt werden soll, sondern sie soll auf die Urbanstraße kommen.
2023 wurden die Planungen vom Senat verschoben, eine Eröffnung ist nicht vor 2030 vorgesehen.

### Fernziele
Zudem wollte die rot-rot-grüne Koalition (2016–2023) die Planung folgender Strecken vorantreiben, sodass ein Baubeginn spätestens bis zum Ende der folgenden Legislaturperiode im Jahr 2026 möglich ist:
- S-Bahnhof Schöneweide – Sonnenallee – Hermannplatz – Potsdamer Platz
- Potsdamer Platz – Wittenbergplatz/Zoologischer Garten
- Mierendorffplatz – Jungfernheide – Entwicklungsgebiet Urban Tech Republic (ehemaliger Flughafen Tegel);
- Pankow – Wollankstraße – Turmstraße (M27) – Mierendorffplatz – Luisenplatz
- (Alexanderplatz –) Spittelmarkt – Lindenstraße – Hallesches Tor – Mehringdamm

Bis 2050 soll das Netz auf 490 km wachsen. Die meisten neuen Strecken sind im Westteil der Stadt geplant, wo sie einst durch Busse ersetzt wurden.

### M41
Der neue CDU-SPD-Senat (ab 2023) hat davon die Verbindung Schöneweide – Potsdamer Platz aufgegriffen, um die überlastete Buslinie M41 durch eine Straßenbahnlinie M41 durch Kreuzberg-Neukölln zu ersetzen. Im November 2024 befand sich das Projekt in der Phase der Variantenfestlegung (fünf bis zwölf mögliche Streckenverläufe) mit vier Planabschnitten ([A] Potsdamer Platz – Hallesches Tor, [B] Hallesches Tor – Hermannplatz, [C] Hermannplatz – S-Bahnhof Köllnische Heide, [D] S-Bahnhof Köllnische Heide – Bahnhof Schöneweide). Der Mittelteil [C] über die Sonnenallee ist dabei schon länger untersucht und festgelegt. Diese kann aber nur errichtet werden, wenn die Anbindung an das Straßenbahnnetz über Schöneweide geklärt ist, wobei es neben einer kurzen direkten Verbindung auch eine voruntersuchte Variante mit Erschließung der Baumschulenstraße weiter zur Marggraffbrücke gibt. Im Nahverkehrsplan Berlin 2019–2023 des vorherigen Senates waren für die 14 km lange Strecke 175 Millionen Euro geschätzt wurden, mit einer möglichen Eröffnung ab 2035. Die Variantenfestlegung soll bis Ende 2025 abgeschlossen werden.

## Fahrzeuge

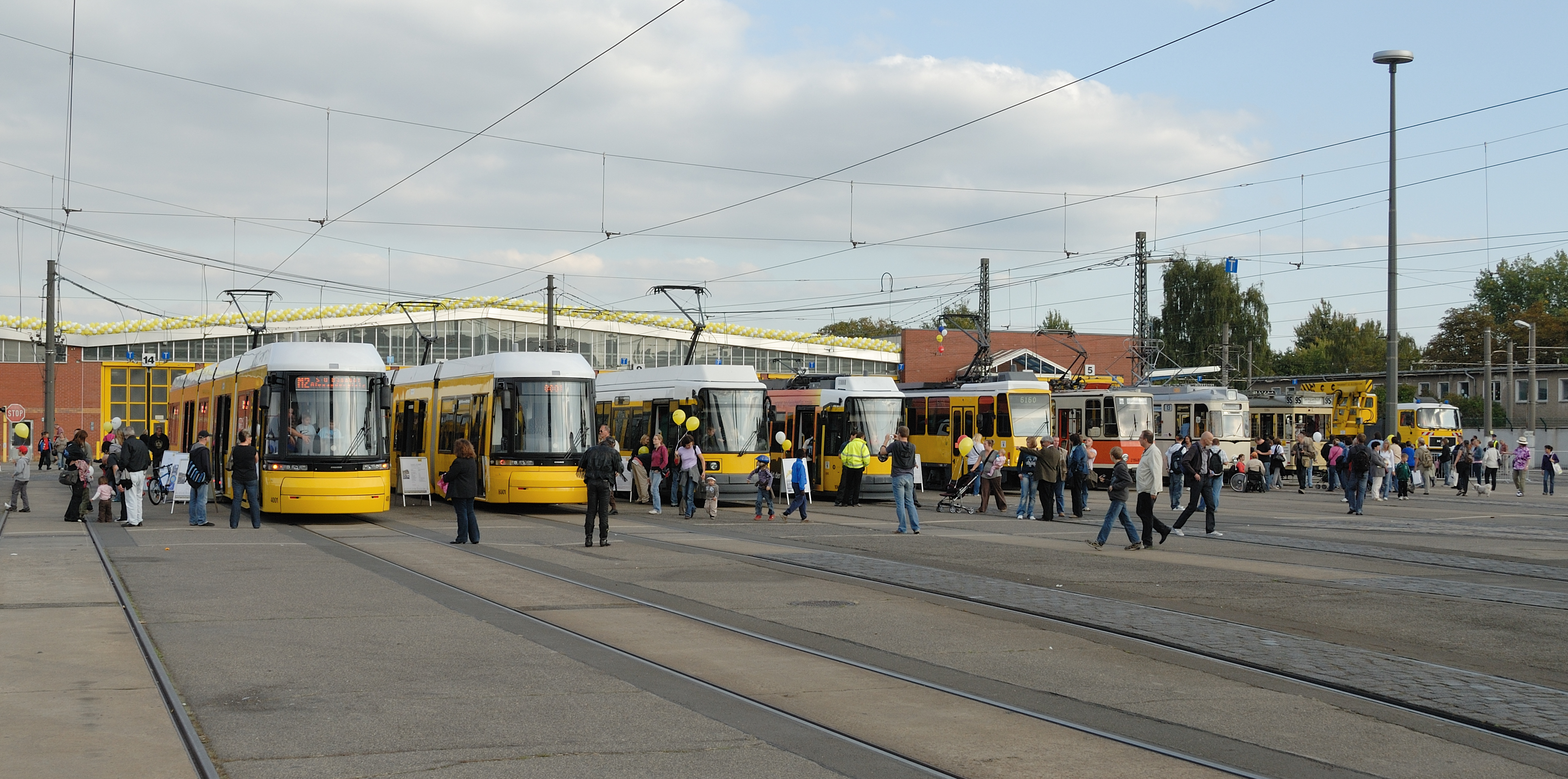
Fahrzeugpräsentation am Tag der offenen Tür 2009

Die Berliner Straßenbahn verfügt über zwei verschiedene Fahrzeugfamilien: Neben niederflurigen sechsachsigen Doppelgelenktriebwagen in Ein- und Zweirichtungsausführung (GT6N und GT6N-ZR) von MAN/AEG gibt es seit 2008 die Bombardier Flexity Berlin.
Die Anzahl der Straßenbahnfahrzeuge wird seit der politischen Wende kontinuierlich reduziert. Damals besaß die BVB (VEB Kombinat Berliner Verkehrsbetriebe) 1024 Fahrzeuge, derzeit gibt es noch etwa 600. Die Reduzierung war möglich, da die neuen Niederflurwagen im Durchschnitt eine mehr als doppelt so hohe Laufleistung pro Jahr erreichen (bis zu 100.000 Kilometer). Außerdem haben diese Wagen wegen ihrer Länge eine höhere Fahrgastkapazität und verkehren daher selten in Doppeltraktion.
Im Juli 2006 betrugen die Aufwendungen für Energie je gefahrenem Wagenkilometer 0,33 Euro, für einen Straßenbahnzug (Zugkilometer) 0,45 Euro. Zum Vergleich: Die Energiekosten eines Busses betragen 0,42 Euro pro gefahrenem Kilometer, die eines U-Bahn-Zuges 1,18 Euro pro Zug- bzw. 0,20 Euro je gefahrenem Wagenkilometer.
Am 1. Januar 2016 gründete die BVG auf Betreiben des Finanzsenators Matthias Kollatz-Ahnen die Fahrzeugfinanzierungsgesellschaft (FFG), um den sich verdichtenden Problemen von Fahrzeugmangel einerseits und Angebotsausbau andererseits in Zukunft Rechnung zu tragen. Die BVG bestellte ab 2020 für die nächsten 15 Jahre 220 Straßenbahn- und 273 U-Bahn-Wagen im Wert von rund 3,1 Milliarden Euro. Im Oktober 2016 gab die BVG bekannt, dass im ersten Schritt in einer Ausschreibung 80 Straßenbahnwagen angeschafft werden. Die Zahl der neubestellten Straßenbahnwagen ist auf bis zu 117 gestiegen. Ob die Zahl erhöht wird, steht noch nicht fest.

### GT6N

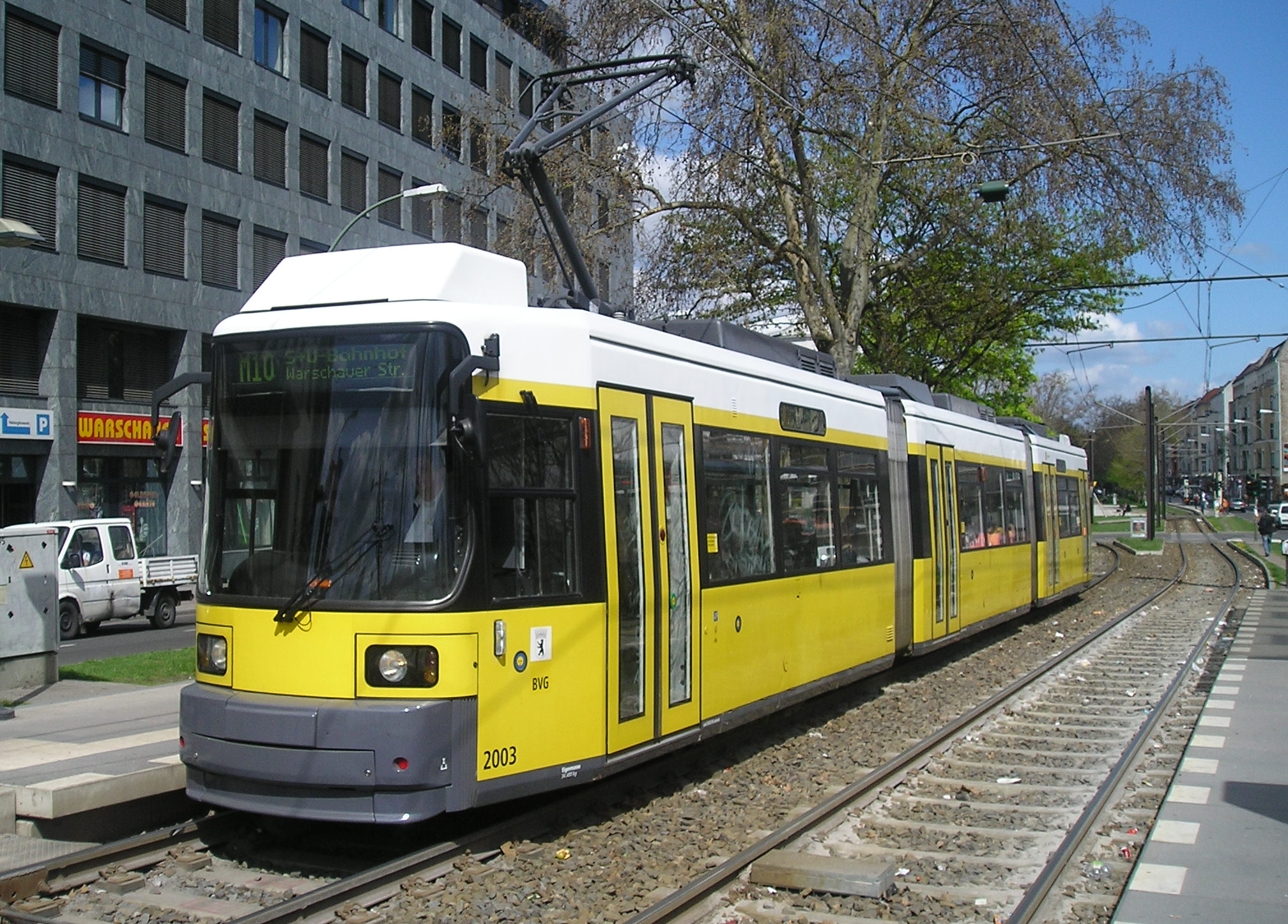
Niederflur-Gelenktriebwagen des Typs GT6N-ZR

Zwischen 1992 und 2003 wurden 105 dreiteilige Gelenkwagen des Typs GT6N (Einrichtungsfahrzeug) und 45 Wagen des Typs GT6N-ZR (Zweirichtungsfahrzeug) angeschafft. Die Wagen haben eine Breite von 2,3 m und eine Länge von 26,8 m (GT6N) bzw. 26,5 m (GT6N-ZR). Sie können 150 Fahrgäste befördern. Die Wagen sind vielfachsteuerfähig, das wird auf den Linien M4, M5 und M6 genutzt.
134 Fahrzeuge wurden im Rahmen eines riskanten Cross-Border-Leasing-Geschäftes an einen US-amerikanischen Investor verkauft und zurückgemietet. Die BVG hat Rückstellungen von 157 Millionen Euro gebildet, um mögliche Verluste aus dem Cross-Border-Geschäft abzusichern.
Ende 2011/Anfang 2012 begann die BVG mit den Wagen 1006 und 1016 eine Probe-Ertüchtigung. Sie wurden mit einer neuen Antriebstechnik und der neuen Software wie die der Flexitys versehen. Die danach nur miteinander kuppelbaren Fahrzeuge erhielten zur Unterscheidung die neuen Wagennummern 1506 und 1516. Der weitere Umbau von GT6N zu GT6N-U erfolgt schrittweise für je zwei Wagen im Betriebshof Marzahn. Die 45 Zweirichtungswagen werden ebenfalls überarbeitet, erhalten derzeit jedoch nur die vereinheitlichte On-Board-Unit (OBU), um den analogen Zugfunk abschalten zu können – die Umnummerierung der GTZo erfolgt hier von Wagennummer 2001 auf 2201 ab März 2016. Anfang Juli 2017 wurde die Umrüstung der GTZ zu GTZo mit 2245 abgeschlossen.
Seit Mitte 2017 werden auch die übrigen Fahrzeuge vom Typ GT6 – analog zu den GTZo mit OBU ausgerüstet und als GT6No bezeichnet. Die Fahrzeuge tragen nun die um 200 Stellen erhöhten Wagennummern 1201 (alt 1001) bis 1263 (alt 1063).

### Flexity Berlin

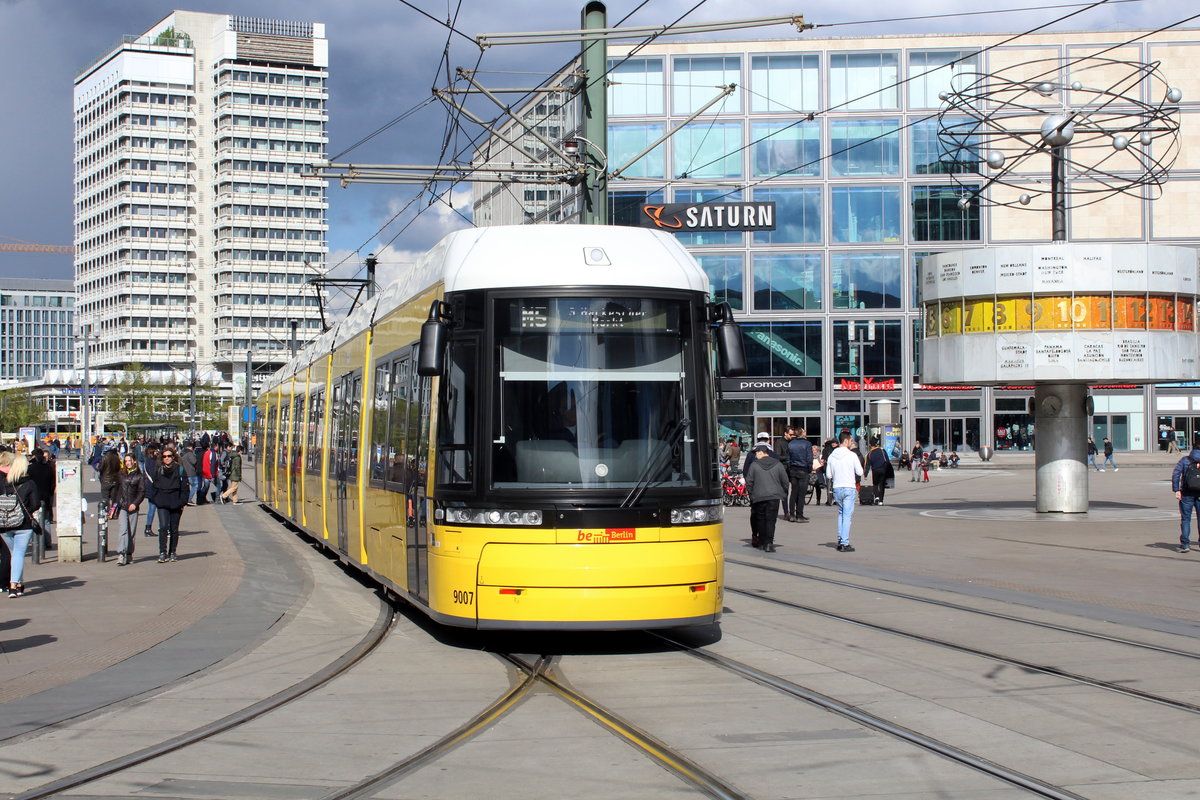
Flexity (Typ F8Z) am Alexanderplatz

Im April 2005 begann eine europaweite Ausschreibung für durchgängig niederflurige Straßenbahnwagen, je zur Hälfte Ein- und Zweirichtungsfahrzeuge. Mit letzteren will die BVG besser auf Baustellen und Störungen reagieren können und auf bestimmten Strecken zwecks Kosteneinsparung statt Wendeschleifen Stumpfendstellen bauen. Im Fahrgastbetrieb wurden der Wiener Wagentyp ULF und der für Nantes bestimmte Typ Incentro von Bombardier erprobt.
Am 12. Juni 2006 beschloss die BVG die Beschaffung der neuen Fahrzeuge. Diese basieren auf dem getesteten Incentro und werden von Bombardier als Flexity Berlin bezeichnet. Im Oktober 2008 wurden für 13 Millionen Euro vier Prototypen angeschafft und ausgiebig getestet. Hierbei handelt es sich um je zwei Ein- und Zweirichtungswagen in Multigelenkbauart und jeweils einer 30,8 m und einer 40 m langen Version für etwa 180 bzw. 240 Fahrgäste. Ein Einsatz in Doppeltraktion ist nicht vorgesehen.
Der Rahmenvertrag mit Bombardier umfasste 210 Fahrzeuge, die durch die BVG vollständig bestellt und im Zeitraum 2009–2020 ausgeliefert wurden. Es wurden insgesamt 34 kurze und 136 lange Zweirichtungs- sowie 40 lange Einrichtungswagen bestellt. Die Fahrzeuge werden in den Bombardier-Werken Bautzen oder Hennigsdorf gefertigt. Durch einen zusätzlichen Abruf von 10 % des Rahmenvertrages wurde der Gesamtbestand auf 231 Fahrzeuge erweitert. Der letzte Wagen dieser Serie wurde im Dezember 2022 in Betrieb genommen. Die Flexity Modelle übernahmen dann 65,8 % der Fahrten der Straßenbahn Berlin.
Die neuen Wagen sind mit 2,4 m zehn Zentimeter breiter als die bisherigen Niederflurwagen. Die Wagenbreite wurde so gewählt, dass Umbauten im Netz nicht notwendig sind. Dies betrifft allerdings nur die Strecken, auf denen die Flexity verkehren sollen. In großen Teilen von Köpenick können diese Fahrzeuge nicht eingesetzt werden.

### Urbanliner

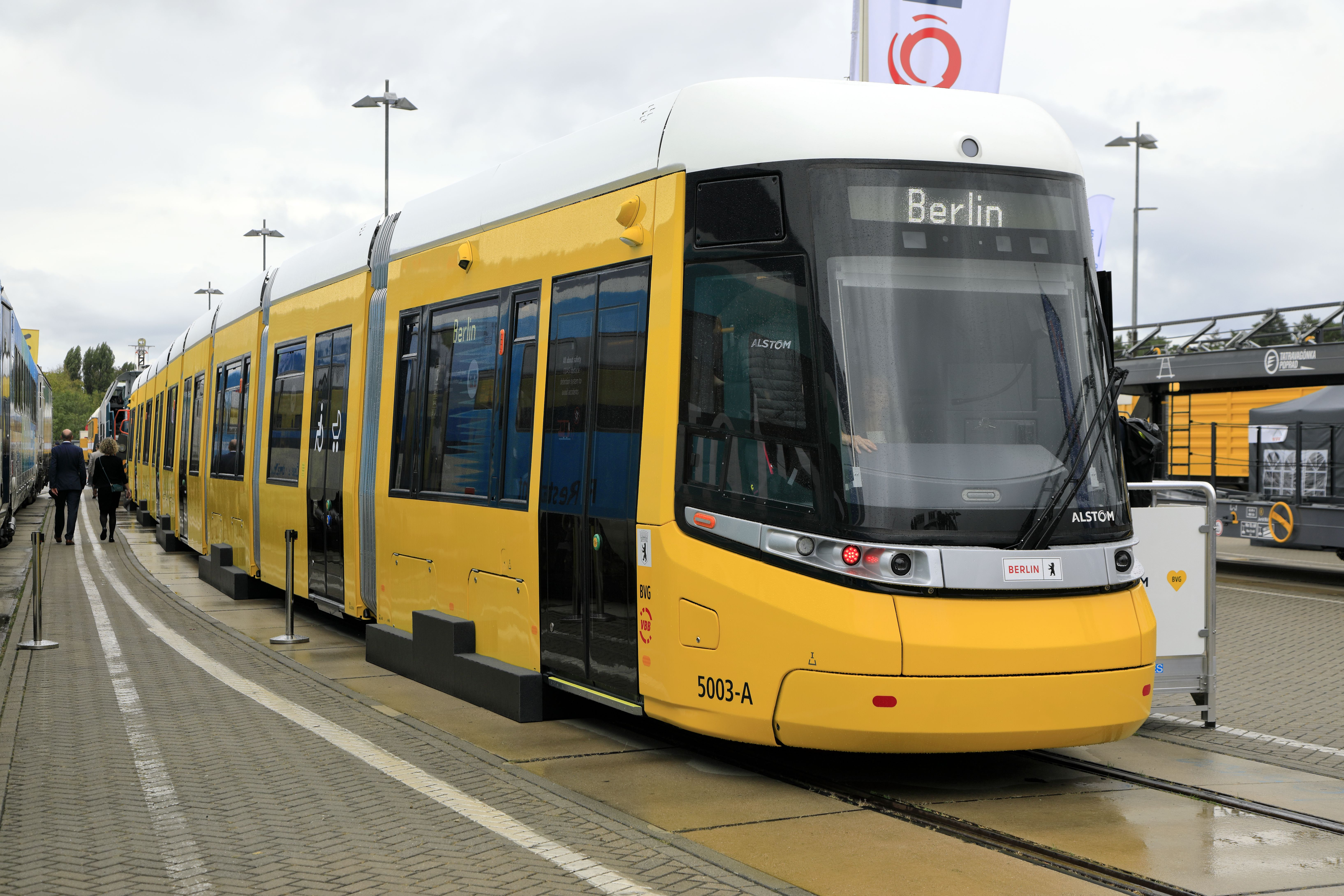
Urbanliner auf der Innotrans, 2024

Im Dezember 2020 schloss die BVG einen Rahmenvertrag über die Lieferung von bis zu 117 neuen Zweirichtungsfahrzeugen ab. Sie sollten zwischen 2022 und 2033 geliefert werden. Es wird eine neue neunteilige 50-Meter-Version, die auf der Linie M4 eingesetzt werden soll, sowie eine 30-Meter-Version, die im Südosten Berlins die GT6 ersetzen, geben. Mit der Unterzeichnung des Rahmenvertrages wurden 20 Fahrzeuge abgerufen. In der ersten Bestellung sind drei fünfteilige (30 m) und 17 neunteilige (50 m) Wagen enthalten. Durch Lieferprobleme des Herstellers Alstom verzögert sich die Auslieferung der ersten Fahrzeuge. Das erste Fahrzeug wurde am 3. Juli 2024 als Urbanliner der Öffentlichkeit vorgestellt und soll nach diversen Tests ab dem ersten Quartal 2025 auf der Linie M4 zum Einsatz kommen.[veraltet]

### Übersicht
| Modell                    | KT4D                     | GT6N                     | GT6N                     | Flexity Berlin | Flexity Berlin | Flexity Berlin | Flexity Berlin | Flexity 2 | Flexity 2 |
| ------------------------- | ------------------------ | ------------------------ | ------------------------ | -------------- | -------------- | -------------- | -------------- | --------- | --------- |
| Variante                  | KT4Dmod                  | GT6N                     | GT6N-ZR                  | GT6-08         | GT8-08         | GT6-08         | GT8-08         | GT6-08    |           |
| Hersteller                | CKD Tatra                | Adtranz/ AEG/ Bombardier | Adtranz/ AEG/ Bombardier | Bombardier     | Bombardier     | Bombardier     | Bombardier     | Alstom    | Alstom    |
| ER/ZR                     | ER                       | ER                       | ZR                       | ER             | ER             | ZR             | ZR             | ZR        | ZR        |
| Teile                     | 2                        | 3                        | 3                        | 5              | 7              | 5              | 7              | 5         | 9         |
| Länge                     | 18,11 m                  | 26,8 m                   | 26,5 m                   | 30,8 m         | 40,0 m         | 30,8 m         | 40,0 m         | 30 m      | 50 m      |
| Breite                    | 2,20 m                   | 2,3 m                    | 2,3 m                    | 2,4 m          | 2,4 m          | 2,4 m          | 2,4 m          | 2,4 m     | 2,4 m     |
| Anzahl beschafft/bestellt | UnMOD: 475/MOD: 171      | 105                      | 45                       | 1              | 40             | 34             | 157            | 3         | 17+45     |
| Baujahre                  | 1976–1987/MOD: 1992–1997 | 1992–2003/MOD: 2013–2018 | 1992–2003/MOD: 2013–2018 | 2009–2022      | 2009–2022      | 2009–2022      | 2009–2022      | 2023–2033 | 2023–2033 |

## Straßenbahnen im Berliner Umland
Im Berliner Umland gibt es vier weitere Straßenbahnbetriebe:
- Straßenbahn Woltersdorf (Linie 87)
- Schöneicher-Rüdersdorfer Straßenbahn (SRS) (Linie 88; führt bis nach Rüdersdorf bei Berlin)
- Strausberger Eisenbahn (Linie 89)
- Straßenbahn Potsdam (90er Liniennummern)

Die Linien 87–89 bedienen drei Gemeinden und eine Mittelstadt östlich von Berlin. Die Schöneicher Straßenbahn und die Woltersdorfer Straßenbahn schließen innerhalb Berlins im Bezirk Treptow-Köpenick an die S-Bahn an und haben zwei Haltestellen bzw. eine Haltestelle auf Berliner Stadtgebiet.

## Ausstellung historischer Fahrzeuge
Im Lokschuppen I des Deutschen Technikmuseums wird unter anderem ein Berliner Pferdebahnwagen von 1865 gezeigt, der als ältester erhaltener Straßenbahnwagen gilt.